# Renacimiento veneciano

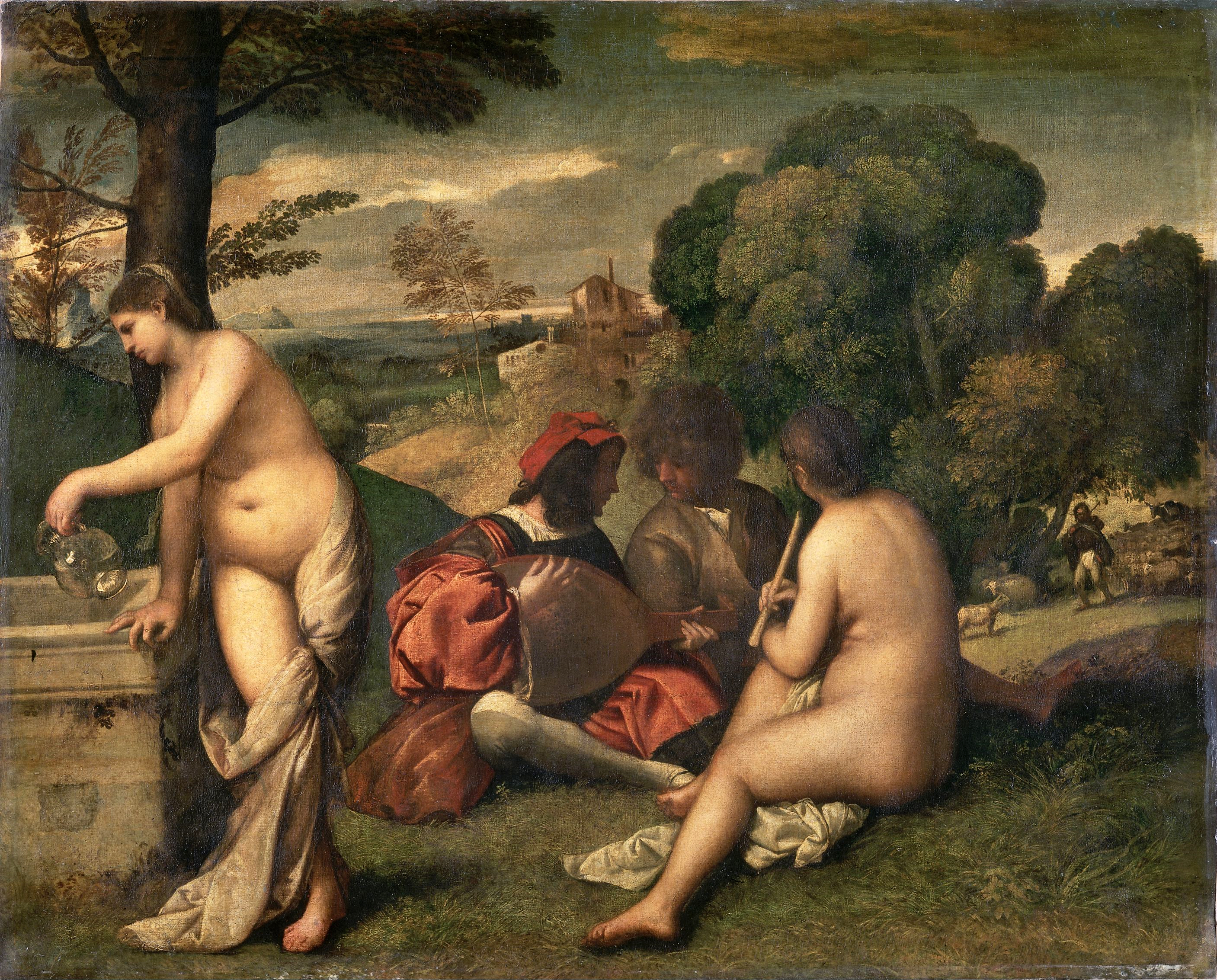
Tiziano, Concierto campestre (ca. 1510)

El Renacimiento veneciano es la modalidad del arte del Renacimiento que se desarrolló en Venecia entre los siglos XV y XVI. El arte renacentista llegó a la región del Véneto a través de la estancia de Donatello en la ciudad de Padua, de 1443 a 1453, y luego se difundió también en la pintura a través del pintor paduano Squarcione y de sus alumnos. Poco después, el nuevo estilo, con Giovanni Bellini llegó a Venecia (tradicionalmente vinculada a la cultura gótica tardía); luego un arte ya veneciano fue revolucionado por Giorgione y, a principios del siglo XVI, por Tiziano; esa época finalizó con Veronese y Tintoretto, que falleció en 1594 y que marcó el paso hacia el manierismo. La influencia del arte veneciano no cesó con el fin del Renacimiento y persistió a través de los críticos de arte y de las obras de artistas que proliferaron por toda Europa hasta el siglo XIX.
El Renacimiento veneciano tiene características propias que lo distinguen de otros centros del Renacimiento italiano. La República de Venecia, geográficamente, era muy distinta de las diversas ciudades-estado italianas del momento debido a su ubicación en una laguna que aislaba a la ciudad política, económica y culturalmente. Además, otros factores influyeron: su propio y vasto imperio comercial, la persistente herencia bizantina y la existencia de una estructura política y social capaz de integrar a los extranjeros.
Aunque ya antes de 1500 había comenzado un largo declive del poder político y económico de la República, Venecia seguía siendo hasta ese momento «la ciudad italiana más rica, poderosa y poblada». Controlaba importantes territorios del continente, conocidos como terraferma, que comprendían varias pequeñas ciudades donde operaban artistas de la escuela veneciana, en particular en Padua, Brescia y Verona. Los territorios de la República también incluían la Istria y Dalmacia y las islas de la costa croata, que también participaban en las creaciones de la escuela veneciana. Los grandes pintores venecianos del siglo XVI rara vez fueron de la misma ciudad, y algunos trabajaron principalmente en otros territorios de la República, o incluso fuera.
Aunque no haya sido un centro importante del humanismo renacentista, Venecia fue el centro de publicación de libros en Italia; las ediciones venecianas se distribuían por toda Europa. Aldo Manucio fue el impresor/editor más importante, pero no estaba aislado.

## Especificidades venecianas
El arte y la arquitectura en Venecia se caracterizan por una especificidad llamada venezianità. Los artistas y artesanos venecianos han creado un arte cuyas características formales se distinguen inmediatamente de las de otras ciudades italianas: riqueza cromática, importancia dada a los motivos y a las superficies, a la luz, al detalle de circunstancia, gusto por el pastiche y conservadurismo. Esta particularidad viene explicada por cuatro factores significativos: una situación geográfica propicia, un vasto imperio comercial, una herencia bizantina persistente y una estructura política y social coherente capaz de integrar a los extranjeros.

### Situación geográfica
Completamente separada de tierra firme hasta mediado el siglo XIX, Venecia es accesible solo por mar y se revela de inicio, visualmente, como una panorámica. La ciudad está formada por pequeñas islas unidas entre sí por puentes que salvan estrechos canales. No tiene murallas, a excepción de las dos fortalezas que cierran el puerto. La seguridad que favoreció la eclosión y el desarrollo durable de una rica tradición artística.
Venecia es la única ciudad importante de Italia que no se construyó sobre fundaciones antiguas. A finales de la Edad Media, una tradición afirmaba que las islas habían sido ocupadas por un grupo de nobles troyanos llegados tras la caída de Troya. La ciudad sería por tanto, según este mito, más antigua que Roma y, por tanto, superior a ella. Otra leyenda sitúa su fundación oficial en 421, el día de la fiesta de la Anunciación cuando se coloca la piedra angular de la iglesia del Rialto, testimonio de sus ancestrales orígenes cristianos. Durante el Renacimiento, la participación artística de Venecia en la renovación de la Antigüedad se caracterizó por un enfoque romántico y nostálgico derivado de esa doble herencia mítica.
Una iglesia parroquial rodeada de casas y comercios se encuentra en el centro de la mayoría de las islas que la forman, cada isla es autónoma, los transportes se hacen por embarcaciones. Los puentes conectan las calles principales, atravesando los canales, a veces tomando ángulos singulares. La asimetría es omnipresente, ya sea en el laberinto de calles, en la planta de los edificios o en las fachadas de los palacios de estilo «gótico». La plaza de San Marcos ella misma es trapezoidal. La forma de la ciudad está determinada por el depósito de las mareas ascendentes y descendentes que dibujan el patrón irregular. El gusto por la composición asimétrica, presente en la pintura veneciana durante todo el Renacimiento, es una emanación de ese entorno físico inmediato.
El acercamiento veneciano al color pudo haber tenido sus fuentes en los canales de la ciudad y en la extensión de la laguna, al producir la luz en la superficie del agua efectos cromáticos particulares, diferentes en cada momento del día.

### Imperio comercial
Las actividades comerciales de Venecia le permitieronn establecer relaciones comerciales con el mundo islámico. Al final del siglo XII, Venecia disponía de asentamientos permanentes en muchas de las islas del mar Egeo. Después de 1204 y de la culminación de la Cuarta Cruzada, la basílica de San Marcos, considerada como la capilla del dogo, se convirtió a la vez en el escaparate de los premios de guerra y en el relicario de los tesoros espirituales, los más visibles de ellos llegados de Constantinopla como la cuadriga de bronce colocada sobre el portal principal en la plaza.
Venecia jugó, a diferencia de otras repúblicas marítimas, el papel de almacén principal y de tienda del mundo entero. Los venecianos, incluso aquellos que nunca abandonaban la laguna, tenían acceso a una amplia variedad de alimentos, tanto ordinarios como exóticos. La mayoría de esos productos llegaban a Venecia para ser reenviados. El ojo veneciano era de hecho experimentado y agudo en materia de color, de materiales y de motivos; sabía apreciar la complejidad visual del ensamblaje reuniendo fragmentos dispares, como testimonian los bajorrelieves que adornan las fachadas de los palacios y que están dispuestos sin preocuparse por la integración en un todo coherente. Los artesanos venecianos también fueron maestros en el arte de la copia de toda suerte de objetos y daban muestra de una gran habilidad cuando hacía falta adaptar una invención a un uso moderno.

### Paradigma bizantino

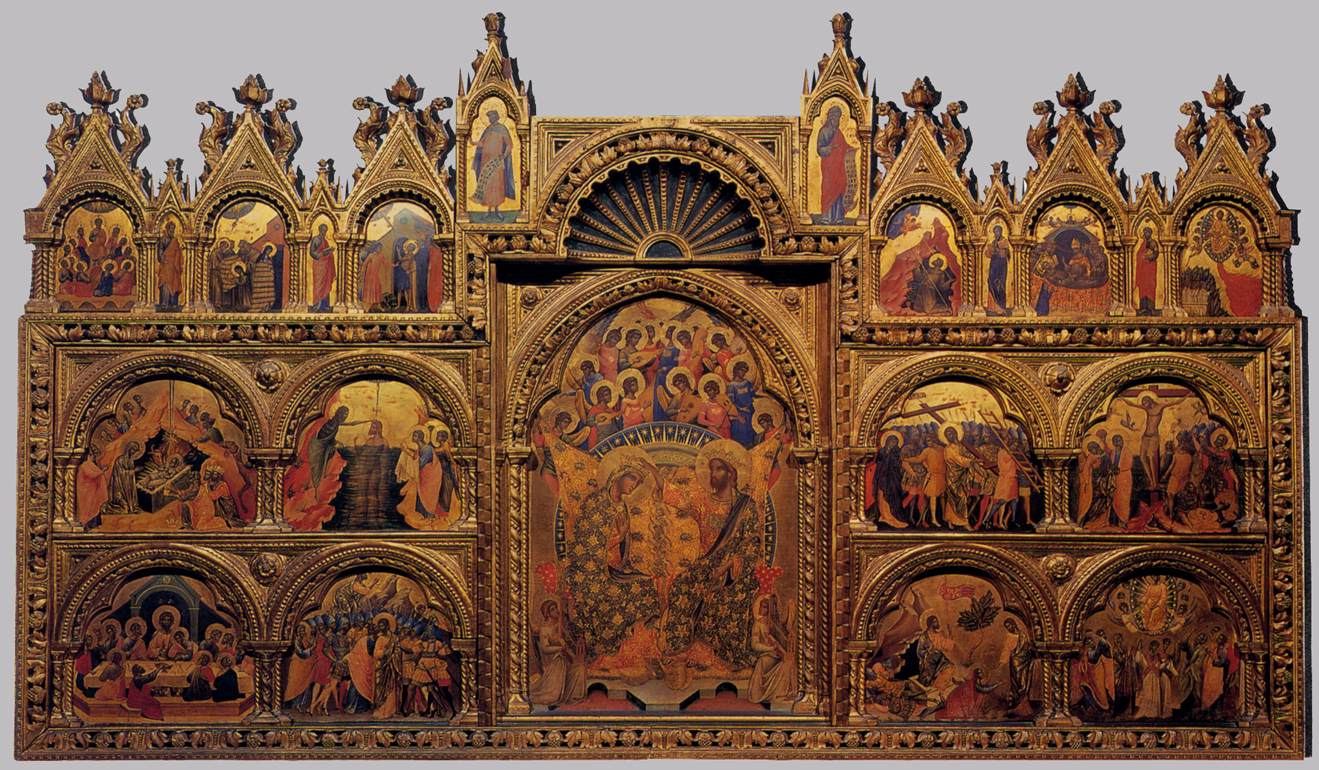
Paolo Veneziano, Políptico de Santa Chiara

El oro es omnipresente en la basílica de San Marcos, las teselas de vidrio de los mosaicos tienen un color que varía con los cambios de luz. El enfoque cromático de los pintores venecianos del Renacimiento proviene en particular de los colores vivos y de los tintes orquestados y unidos en el mismo tono cálido que se encuentra allí. También retoman el sentido de la construcción de la superficie: de cerca, el ojo ve en el mosaico trozos distintos de un solo color; a distancia, el pensamiento funde esos trozos en una superficie única.
Los artistas del Renacimiento restauraron ciertas piezas de mosaico o crearon otras nuevas a partir de sus dibujos. Paolo Veneziano (ca. 1290-1358/1362) introdujo, con el Políptico de Santa Chiara, el tipo de políptico que se convertirá en norma en Venecia, combinando elementos góticos y bizantinos en una síntesis nueva. Utilizó una técnica de miniaturista basada en una cuidadosa observación de los detalles íntimos. Los lujosos tejidos que llevan las figuras sagradas son un testimonio indirecto del comercio con el Lejano Oriente. Los colores resplandecientes son utilizados a la manera veneciana, con reserva y sutileza. Son transformados en una rica armonía cromática gracias a las virtudes unificadoras del fondo dorado.
Durante el Quattrocento, los valores ornamentales de los mosaicos de San Marcos aún atraían a los artistas que los reinterpretaban para satisfacer a las nuevas exigencias del naturalismo. Pocos artistas continuaban utilizando pan de oro para los fondos de sus retablos. Gentile Bellini, por su técnica, buscó reproducir en su pintura al óleo las propiedades luminosas de las teselas de vidrio. Consiguió dar la impresión de un resplandor interior, de una luz que parece exhalar desde las profundidades del cuadro, imprimando el lienzo o el panel que revistió de blanco. Como Bellini, Tiziano a veces utilizó barniz para conseguir transparencia y luminosidad, pero sobre todo, la superficie de textura irregular se va a convertir en una de las características de la escuela veneciana. La pintura al óleo se aplicaba con un pincel o se extendía en pequeños puntos dejando visible el lienzo que está groseramente tejido. La materialidad no disimulada del lienzo y de la pintura recuerda la naturaleza tangible del mosaico.
Los artistas renacentistas consideraban la textura, los colores y las cualidades de los mosaicos de San Marcos como modelos esenciales de composición. Descubrían en ellos un acercamiento sutil al color, lecciones de técnica artística, modelos de composición, el respeto por la superficie y una manera de percibir y de representar la luz como un pujante agente de revelación de la forma.

### Estructura social

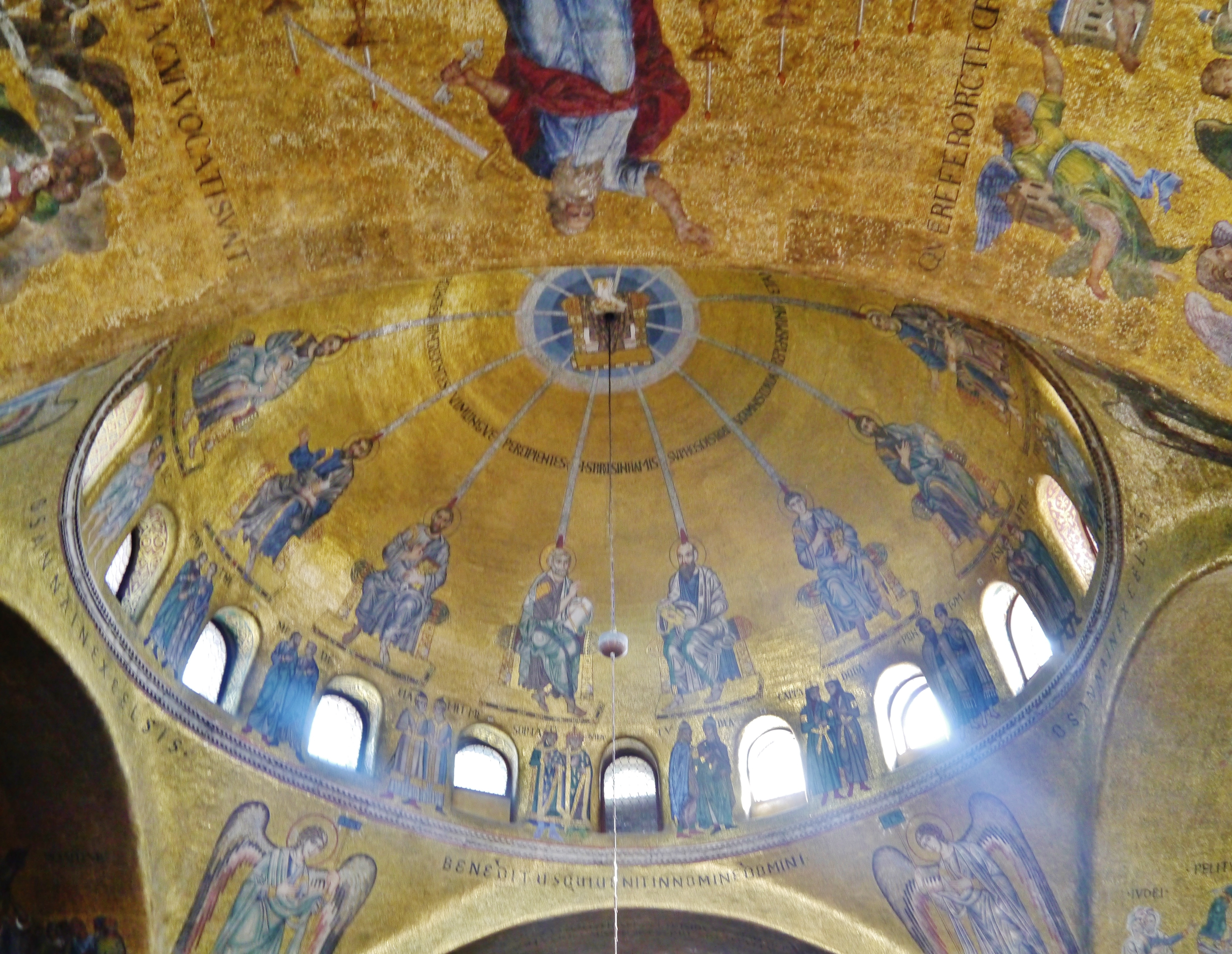
Basílica de San Marcos, cúpula de Pentecostés

Venecia siempre ha sido una ciudad de inmigrantes donde han estado representadas todas las regiones de Italia y de la zona del Adriático. Testimonian esto las parejas de personajes ubicadas en la base de la cúpula del Pentecostés de la basílica de San Marcos, están personalizadas por el vestuario, el rostro, la piel y el color del cabello de diferentes regiones del mundo, precisiones específicas de Venecia. A finales del Quattrocento, la actividad comercial y la inmigración ligada al avance hacia el oeste del Imperio turco crearon allí una de las poblaciones más heterogéneas de Europa lo que contribuyó al carácter cosmopolita de la cultura veneciana.
La organización social de la República tenía un impacto significativo en los encargos artísticos. Se fomentaba fuertemente el consenso y se frenaba la glorificación individual, en particular de los practicantes y de los cittadini para evitar los celos y una competencia poco fraternal. Solo las capillas y los palacios familiares todavía se ajustaban a los modelos preexistentes. El sentido de participación en una empresa común animaba a la población. Esta era una de las razones por las que los encargos procedentes del gobierno y de las scuole fuesen más importantes que en otros lugares. El compromiso con el orden establecido también acentuó el lugar que se le concedía a la tradición artística. Si las estructuras fueron establecidas por la cultura comercial de los practicantes, los artesanos y los artistas fueron los autores del cambio estético, insertando el presente en el pasado en un palimpsesto en constante evolución.

### Política artística
Desde muy pronto, la República de Venecia organizó política y económicamente las profesiones artísticas puestas al servicio oficial del Estado. Comprendiendo la importancia que tenía la pintura como medio para formular la cultura y la ideología de la ciudad en imágenes eficaces. Venecia instituyó el cargo de «pintor oficial de la República», el Pittore di Stato desde los primeros años del Trecento, así como también existía un «Arquitecto de Estado» y un «Escultor de Estado». En la época del dogo Dandolo, el pintor oficial era Paolo Venziano, actor importante en la definición del estilo veneciano del Trecento. En 1483, Giovanni Bellini es citado en documentos oficiales como Pictor nostri Domini, reemplazando a su hermano Gentile, que había sido enviado oficialmente a Constantinopla para pintar el retrato del sultán Mehmed II.
El título de «pintor oficial» comprendía ventajas económicas considerables como una anualidad fija y la exención de impuestos debidos a la corporación, pero comportaba cargas precisas que confirmaban el carácter «político» de ese cargo: el pintor o su estudio debían realizar el retrato del dogo electo que luego se colocaba en varios lugares importantes de la ciudad y de su territorio; debía realizar la «tabla votiva» de la elección, en la que san Marcos presentaba a la Virgen al nuevo representante de la comunidad; y finalmente debía ejecutar el escudo con las armas de la familia del dogo y el «frente del altar» en tapicería que el nuevo dogo debía ofrecer a la basílica de San Marcos.
La continuidad de la escuela veneciana, donde el pintor participaba estrechamente en la vida colectiva de la República, estaba asegurada por este uso oficial y obligatorio de la imagen pintada en las grandes circunstancias políticas de la vida y de la ciudad. Esta estructura garantizaba el arraigo del «arte en la ciudad», una relación viva que vinculaba al artista con el sentimiento colectivo de la comunidad, y permitió a la escuela veneciana realizar, en pocos años, la mutación decisiva que le hizo tomar distancia con la tradición bizantina que la caracterizaba hasta entonces.

## Primer Renacimiento

### Contexto histórico del primer Renacimiento

#### Primera mitad delsigloXV

Mapa político de la región en 1402, que refleja el pequeño territorio continental que dominaba la República de Venecia.

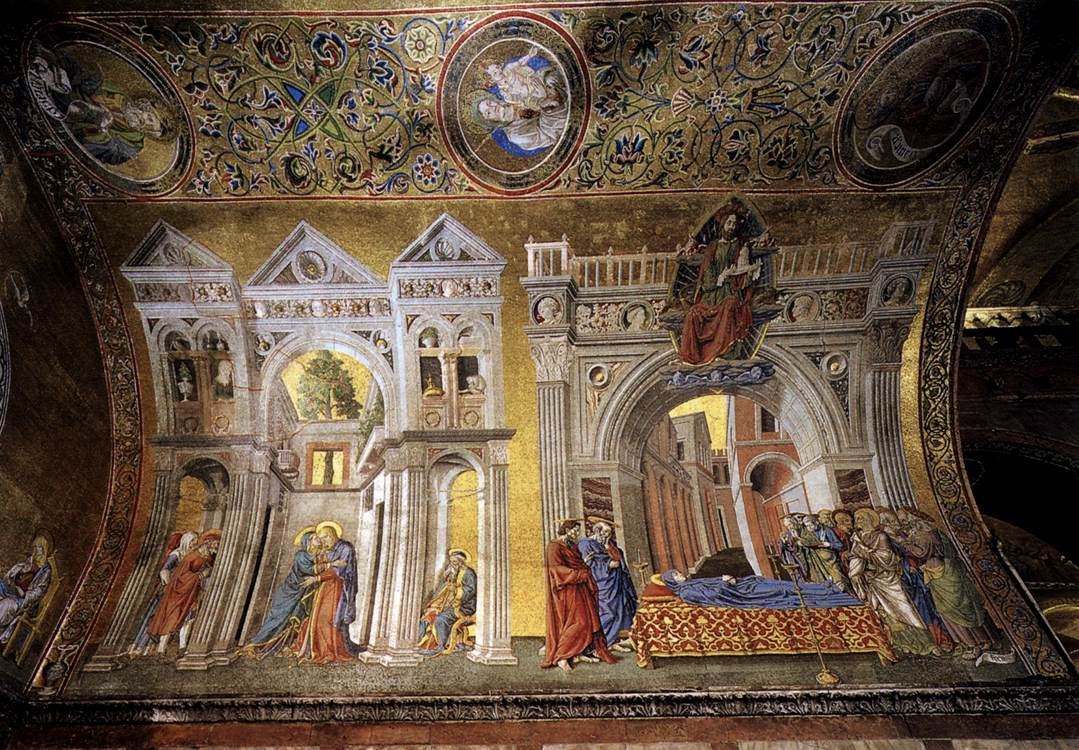
Andrea del Castagno, Dormitio Virginis et Visitation, basílica de San Marcos (1443)

Después de la crisis económica de finales de la Edad Media, las familias venecianas cautelosamente buscaron obtener formas de ingresos más seguras que el comercio, como las rentas de la tierra. La República comenzó entonces, un punto de inflexión histórico sin precedentes, a expandirse hacia el interior, una región salpicada de ciudades con un notable desarrollo cultural, dominadas por señores locales. Inicialmente, conquistó tierras hacia los Alpes y en las llanuras entre los ríos Adigio y Po hasta llegar a la frontera con el ducado de Milán, donde los enfrentamientos con los Visconti fueron numerosos. Pronto la región quedó bajo el dominio de los venecianos o de los milaneses. En 1405 Venecia ya poseía las ciudades de Verona, Padua y casi todo el Véneto. En los mares, su principal rival seguía siendo la República de Génova contra la que Venecia libró cuatro guerras.
A principios del siglo XV, el Véneto era una de las regiones italianas donde el estilo gótico internacional tenía más vitalidad, y en Venecia se había insertado en la cultura bizantina. Las estancias repetidas de artistas como Gentile da Fabriano, Pisanello y Michelino da Besozzo dan testimonio de la vitalidad de ese estilo. Sin embargo, ya en la década de 1430 las ciudades venecianas, en particular Venecia y Padua, inauguraron una serie de intercambios con Florencia y la Toscana, que llevaron algunas innovaciones en el arte renacentista temprano a través de la estancia de importantes artistas como Andrea del Castagno, Paolo Uccello y Filippo Lippi. Después de todo, el humanismo paduano, que había florecido alrededor de su Universidad, ya tenía una larga tradición que había comenzado con la estadía de Francesco Petrarca, con un ambiente lleno de eruditos y anticuarios que intentaban reconstruir el mundo clásico a través del estudio de hallazgos antiguos.
Después de que Donatello permaneciera en Padua entre 1443 y 1453, las novedades del Renacimiento se transmitieron por todo el Véneto. En el siglo XVI, Venecia estaba en el apogeo de su poder económico, centro del tráfico y el comercio en toda Europa, lugar de encuentro entre el cristianismo, Levante y Oriente. Hasta que las rutas comerciales del Atlántico y la competencia de los armadores británicos y neerlandeses en el Mediterráneo la remplazaron, Venecia fue también el principal punto de conexión con el norte de Europa del comercio de mercancías preciosas del Este. Entre los siglos XV y XVI la red de relaciones con Flandes y el sur de Alemania fue densa, y entre esas relaciones tuvieron especial relevancia las artísticas. Destacan los viajes de Alberto Durero. Su papel fue doble: agente del movimiento renacentista en su propia tierra germánica e influyente en particular del arte del retrato en Véneto. A partir de 1400 ese diálogo se profundizó y se enriqueció con intervenciones artísticas no solo de la zona nórdica, sino también de la Toscana. Otro factor que impulsó el movimiento artístico fue el desarrollo de la edición en Venecia. Venecia era una ciudad próspera con un gobierno estable y pronto se convirtió en un importante centro de publicaciones.
En pintura, escultura y arquitectura, los motivos del gótico tardío se entremezclaban con el sustrato bizantino: las sutilezas lineales y cromáticas del gótico permanecían muy próximas a las suntuosas abstracciones que eran el sello de Oriente. Los principales logros de la época fueron la basílica de San Marcos y el palacio Ducal donde se impuso un estilo arquitectónico «veneciano» verdaderamente propio, liberado de las modas europeas del momento, con decoraciones muy ricas, ritmos calados y claroscuros de encajes de piedra, que se retomará durante los siguientes siglos. Los pintores más importantes de la época, como los ya citados Fabriano, Pisanello y quizás Besozzo, trabajaron en la decoración del palacio de los dogos entre 1409 y 1414. Hoy en día, casi todas sus obras están perdidas.
Los artistas «corteses» fueron apoyados por una escuela local surgida desde el siglo XV con Paolo Veneziano y algunos artistas florentinos que trabajaban en la construcción de la basílica de San Marcos y en las otras iglesias de la década de 1420, entre ellos Paolo Uccello, que residió en la ciudad de 1425 a 1430, y Andrea del Castagno (1442-1443). Sin embargo, no inspiraron a los artistas locales y su ejemplo solo lo retomaron artistas de la vecina ciudad de Padua, como Andrea Mantegna, que ya había descubierto las innovaciones más vanguardistas gracias a su proximidad a Donatello.

#### Segunda mitad delsigloXV
En mitad del siglo XV, la expansión de la Serenísima en el continente se intensificó creciendo a expensas de ciudades que eran independientes de Venecia y de la actual Lombardía oriental, como Padua, Vicenza y Verona. Eso le permitió compensar en parte sus pérdidas en el extranjero causadas por los otomanos, pérdidas que no afectaron en ese momento al dominio veneciano sobre los mercados del Este: la ciudad permaneció durante mucho tiempo como el entorno donde convergían los tráficos del Norte y del Este, con encuentros e intercambios a todos los niveles. La abundancia económica aseguraba importantes encargos artísticos, tanto a nivel comunitario como privado, con la aparición de las primeras colecciones ilustradas y abiertas a novedades, incluidas las flamencas. A lo largo del Gran Canal florecían los mercados y los almacenes extranjeros.
La especificidad y el aislamiento cultural de Venecia comenzaron a desvanecerse durante esos años, ya que la ciudad se convirtió en parte del escenario italiano, fomentando las relaciones más estrechas y continuas con las otras regiones de la península. Los jóvenes patricios venecianos apreciaban las novedades culturales y estudiarán en la Universidad de Padua, en la escuela de lógica y de filosofía del Rialto y en la de la cancillería de San Marcos, que estaba floreciendo particularmente en mitad del siglo XV.
El humanismo veneciano se reveló sustancialmente diferente al de Florencia, con un carácter más concreto. Se interesaban por los textos políticos y científicos de Aristóteles y de Plinio el Viejo en particular, más que en los textos literarios, a diferencia del humanismo toscano. El Renacimiento llegó a Venecia principalmente a través de Lombardía, para la arquitectura y la escultura, y vía Padua, para la pintura. El progreso científico también fue importante allí, culminando con la publicación de la Summa de Arithmetica, Geometria et Proportionalità de Luca Pacioli (1494), llamado a la Serenissima poco después de 1470 para enseñar matemáticas.

### Pintura
Venecia, donde aún reinaba el esplendor bizantino y persistía la cultura figurativa del gótico florido, adoptó tardíamente el estilo pictórico del Renacimiento. Inicialmente se desarrolló una reacción de defensa, incluso de sospecha, frente a los nuevos estilo, con cierto rechazo de lo antiguo como modelo exclusivo y la ausencia, propia de la pintura veneciana, de temas mitológicos y de alegorías clásicas. La evolución de la pintura veneciana se aceleró a partir de la década de 1460 cuando los Bellini tomaron conciencia de la necesidad de una reforma. El movimiento se amplificó con los encargos del gobierno de la Serenissima de grandes pinturas a los talleres.
Los pintores venecianos rara vez se alejaron de su ciudad, mientras que fueron muchos los artistas de otros países invitados a Venecia, donde sus obras eran admiradas y estudiadas. La decoración de carácter sagrado permanecía en el corazón de la producción, mientras que los teleri, las telas de grandes dimensiones, eran prerrogativa de las poderosas scuole (cofradías). La devoción privada también dio lugar al encargo de pequeñas pinturas sobre madera, fuesen retratos o temas religiosos.
En pintura, los contactos con el Renacimiento paduano aumentaron y fueron más fructíferos que los de Florencia. A mediados del siglo, los muraneses Giovanni d'Alemagna y Antonio Vivarini trabajaron junto a Andrea Mantegna en la capilla Ovetari; El propio Mantegna visitó Venecia, donde se casó en 1453 con Nicolosia, una veneciana hija de Jacopo Bellini. Grandes squarcioneschi como Carlo Crivelli, Marco Zoppo y Cosmè Tura residían en la ciudad donde algunos de ellos dirigieron sus tiendas durante un tiempo.

#### Taller de los Vivarini

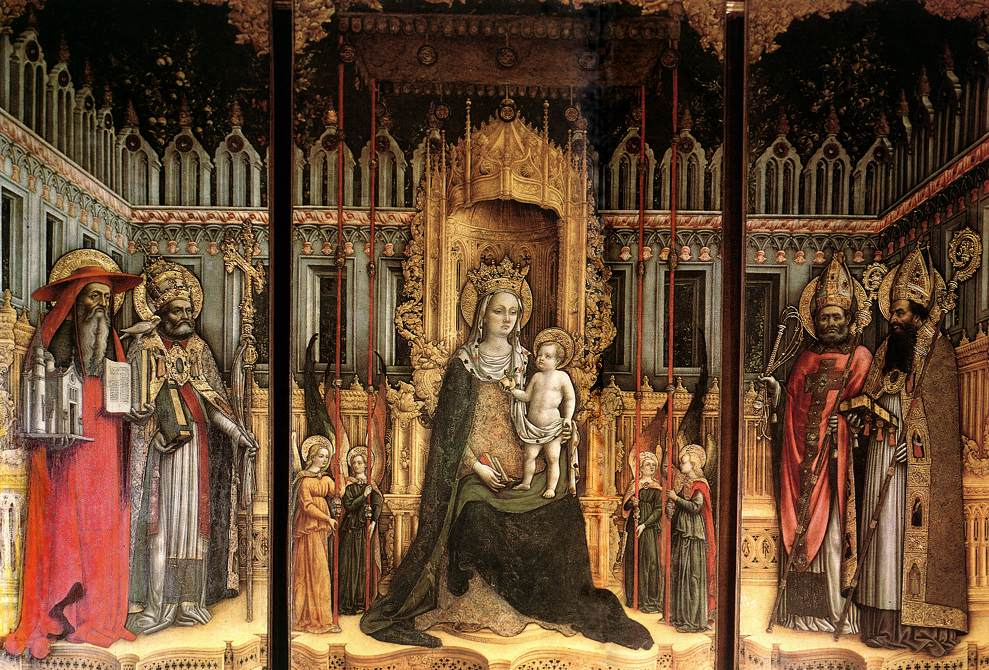
Antonio Vivarini y Giovanni d'Alemagna, Tríptico de la Academia (1446)

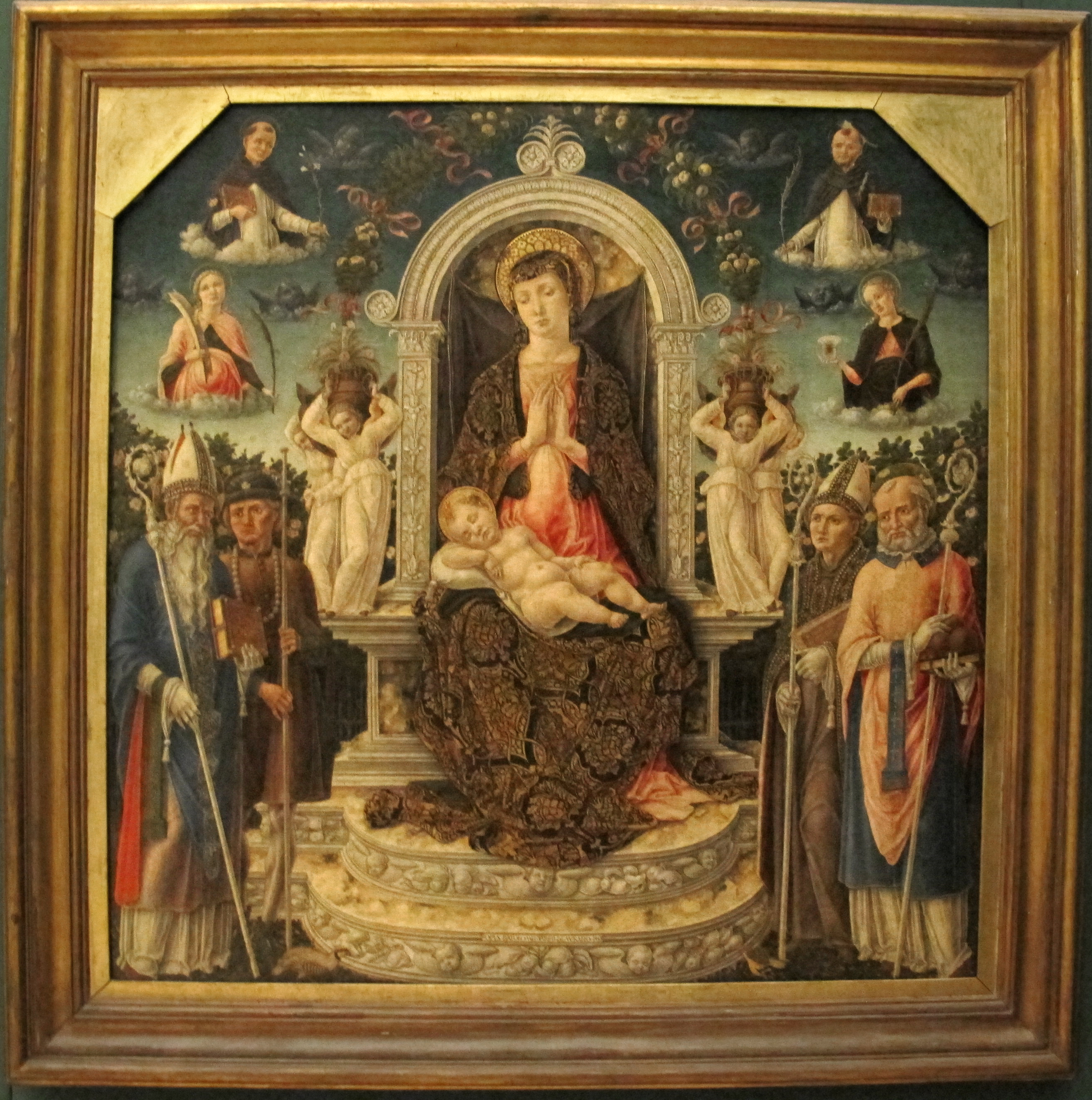
Bartolomeo Vivarini, Virgen y el niño rodeados de santos (1465)

El taller de los Vivarini, ubicado en Murano, fue creado por Antonio Vivarini (ca. 1402 - ca. 1484) quien probó las novedades de la época de forma intermitente y que trabajó frecuentemente con su cuñado Giovanni d'Alemagna. Su hermano menor Bartolomeo (ca. 1432-1499), que residía en Padua, tomó el giro mantegnesco asimilando la novedad con entusiasmo, pero también mostrando ciertas limitaciones, como revela el Políptico de Ca 'Morosini (1464), de personajes sólidos y línea seca, con una atención fijada en la anatomía y en los cortinajes, así como en los perfiles exacerbados, pero en el que falta una coherencia constructiva perceptible en las diferentes proporciones entre la Virgen, en el centro, y los santos, en los lados, y en la ausencia de unidad espacial de los fondos. Bartolomeo Vivarini concibió en 1465 la primera Sacra conversazione de la pintura veneciana, La Virgen y el Niño Rodeados de Santos, en la que las figuras se dispusieron por primera vez en un único espacio claramente definido. Sin embargo, el panel aún conservó su sintaxis de inspiración gótica.
El hijo de Antonio, Alvise (c. 1446-1503), asimiló los preceptos de Antonello da Messina suavizando las linealidades paduanas, pero fue incapaz de igualar su magia luminista. La Sacra conversazione de 1480, es un ejemplo de ello con una luz fría y de colores brillantes, en particular gracias a los esmaltes que realzan los contornos. Los compromisos entre innovación y tradición de los Vivarini —que se esforzaban por defender la transmisión de una memoria visual que respondía a las expectativas de una clientela apegada a las formas tradicionales más arcaicas, con el encargo de obras de devoción— les permitieron una amplia difusión, en particular en las zonas menos cultivadas y en las pequeñas ciudades de provincia del interior.

Obras de los Vivarini
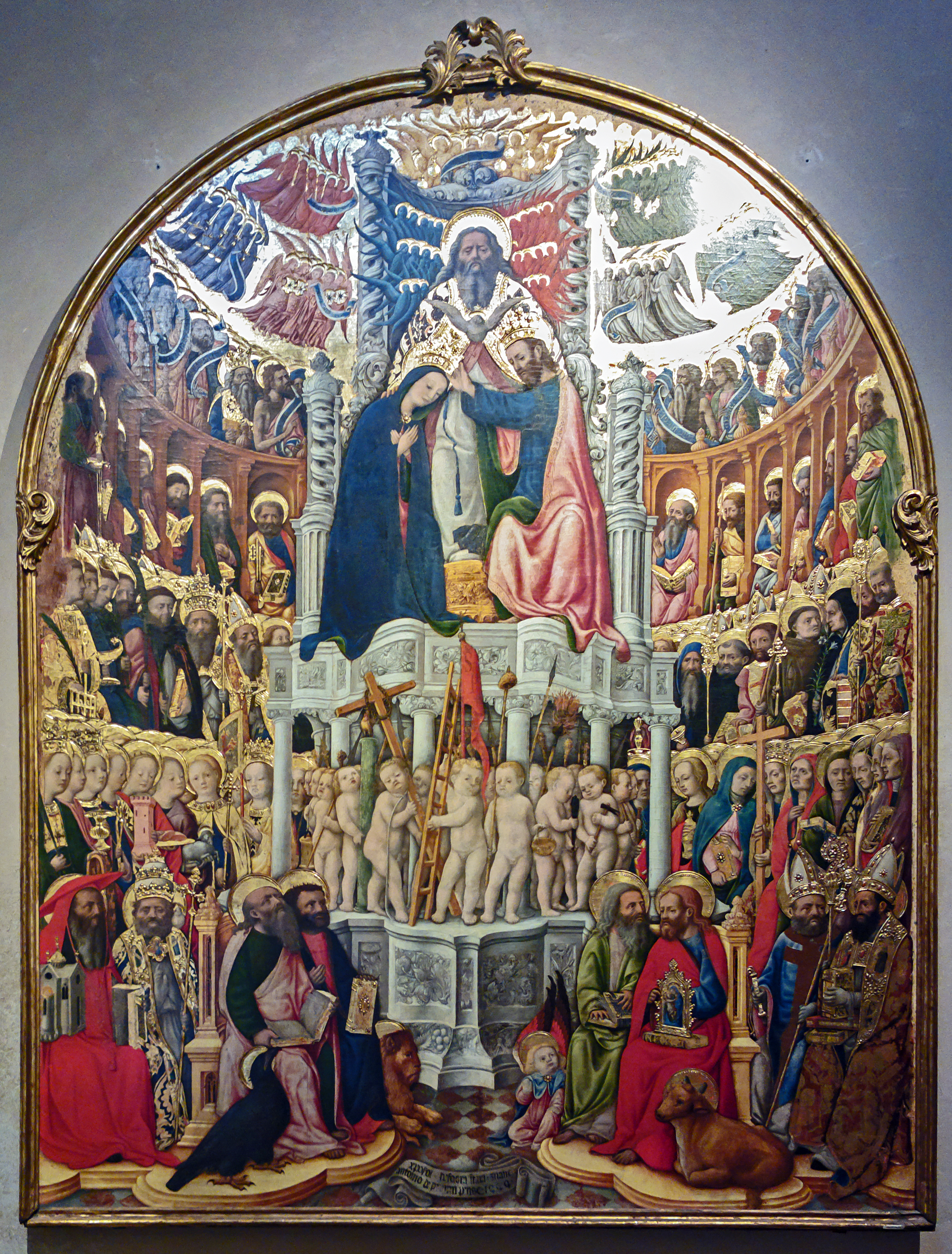
Antonio Vivarini y Giovanni d'Alemagna, Coronación de la Virgen (1444, San Pantaleone, Venecia)
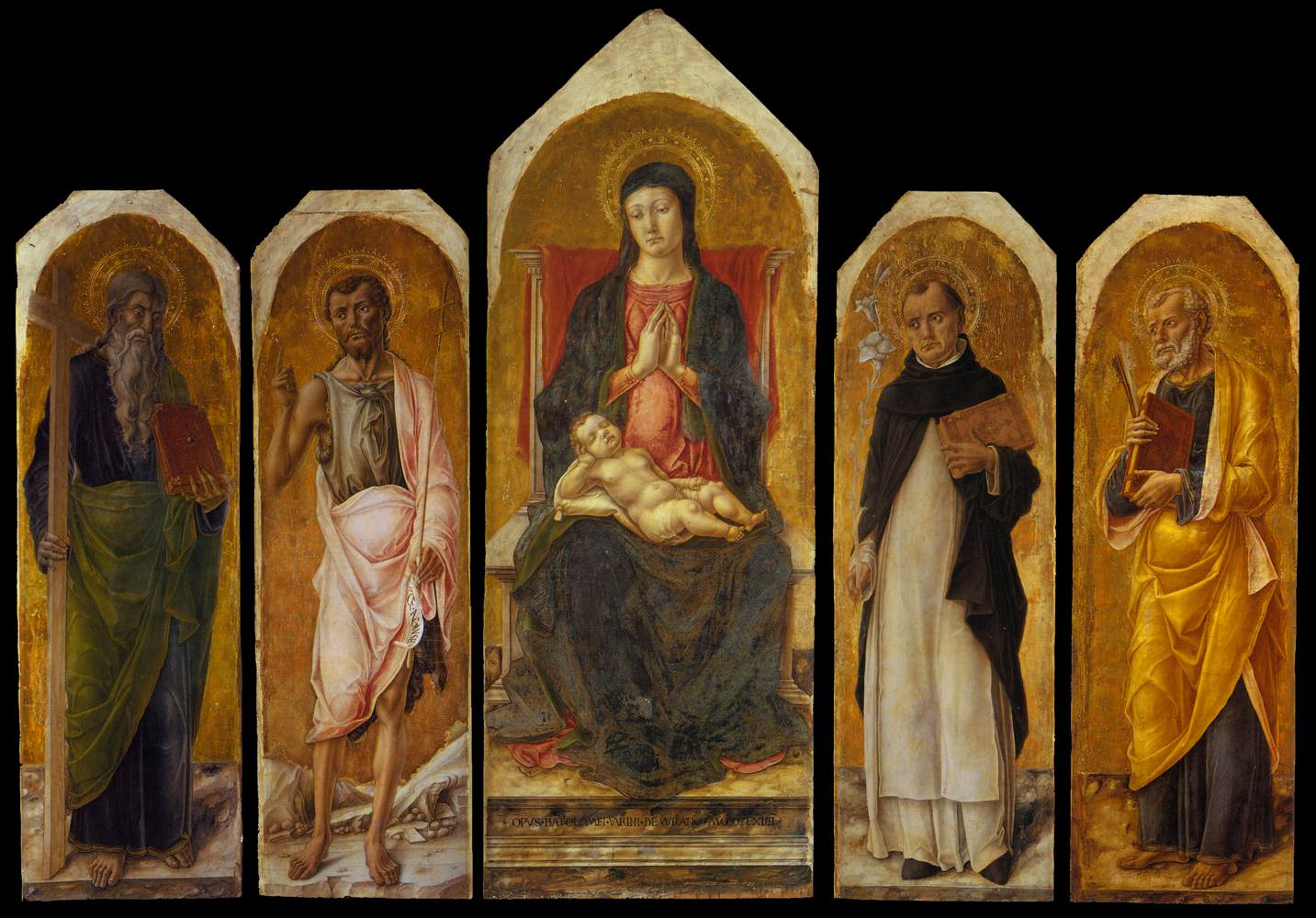
Bartolomeo Vivarini, Polyptyque de Ca' Morosini (1464)
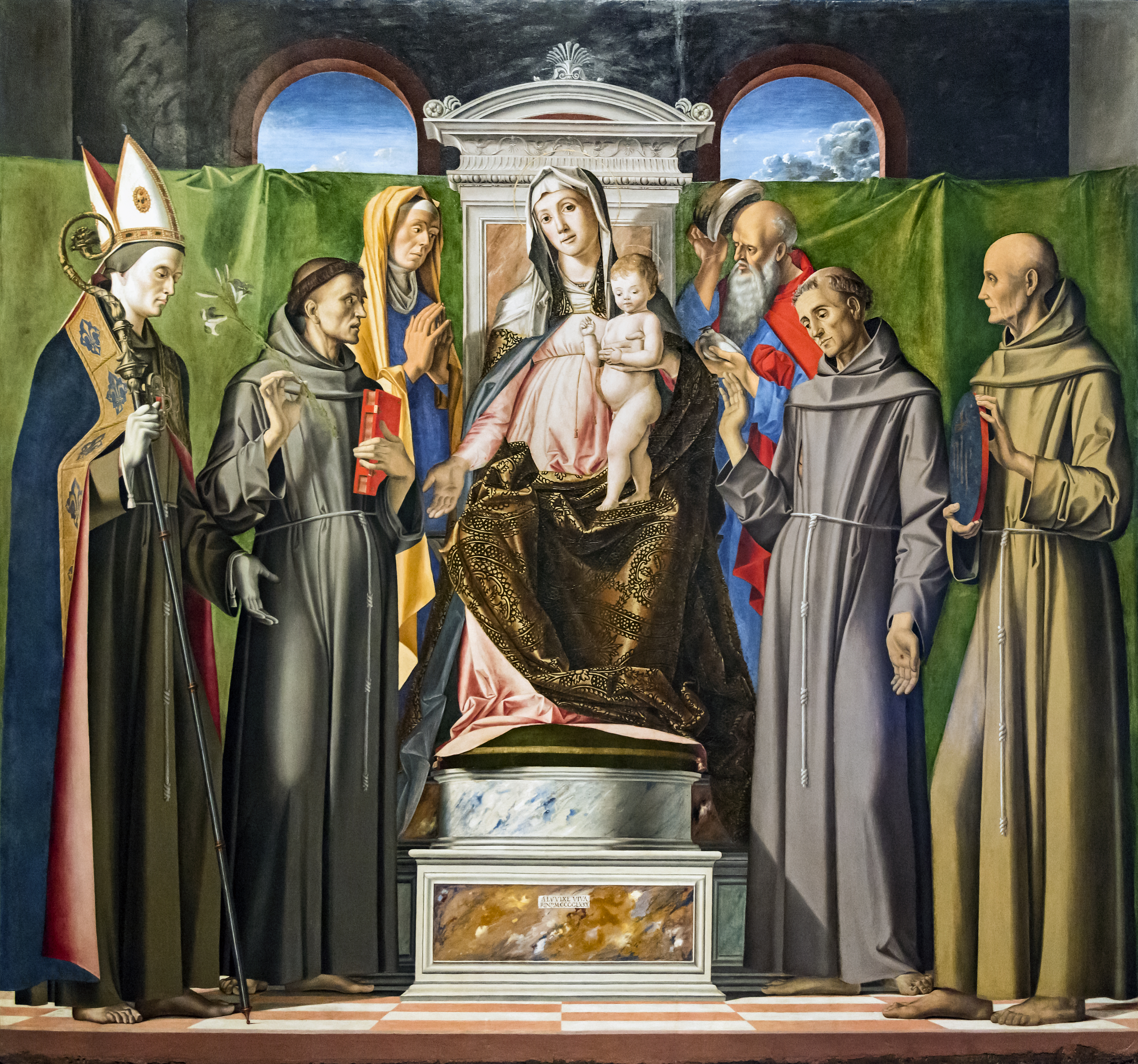
Alvise Vivarini, Sacra conversazione (1480)

#### Antonello da Messina

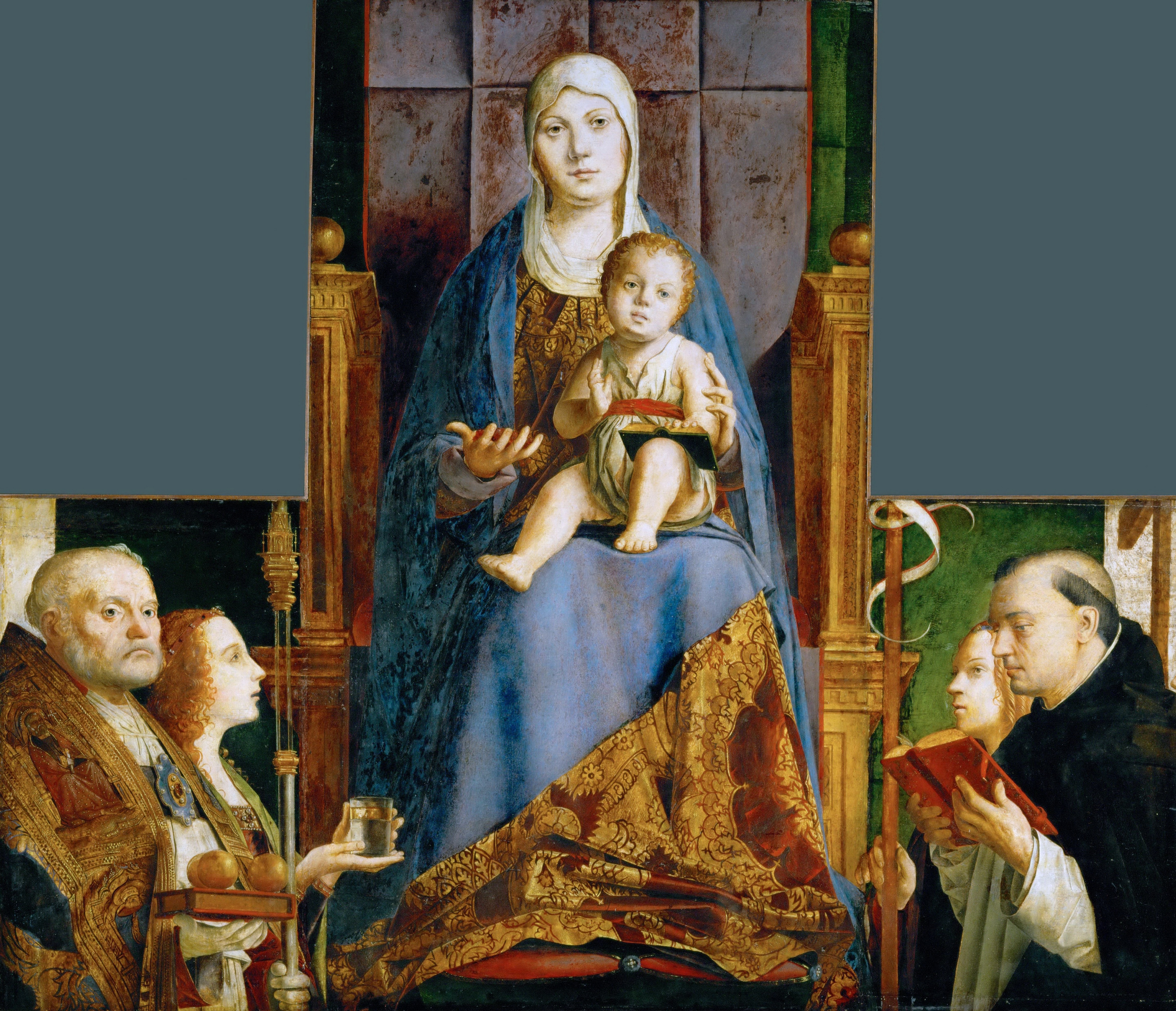
Antonello da Messina, Retablo de San Cassiano

Las líneas duras y forzadas de Mantegna no tardaron en ser olvidadas con un mayor uso del color y una técnica más suave, gracias a una asimilación de las enseñanzas de Piero della Francesca, de los flamencos y, a principios de la década de 1470, de Antonello da Messina (ca. 1430-1479). El pintor siciliano residió en Venecia desde 1474 hasta 1476, pero no se descarta que tuviera la oportunidad de conocer a Bellini unos años antes en el centro de Italia. Se encuentra su influencia en la producción de Giovanni Bellini, como en el Retablo de Pesaro (1475-1485), donde utilizó como fondo una apertura sobre un paisaje que parece extraordinariamente vivo, empleado no como un simple telón de fondo sino como una presencia donde el aire se mezcla con la luz. El dominio de la perspectiva y la monumentalidad de los personajes también contribuyeron a la perfecta armonía entre arquitectura, personajes y paisaje.
El uso de la pintura al óleo, técnica flamenca que los italianos conocían poco o mal, y que él difundió en Venecia, le permitió mezclar lo cercano y lo lejano mediante efectos luminosos específicos. Esa introducción de la técnica del aceite jugó un papel importante en la definición de la escuela veneciana, cuyo florecimiento siguió a su llegada.
Antonello desarrolló entonces un estilo singular que se situaba entre la tradición del norte de Europa, hecha de un uso particular de la luz gracias al uso de la pintura al óleo, y la escuela italiana, con personajes monumentales insertados en un espacio construido racionalmente, como en el Retablo de San Cassiano (1475-1476), que marcó una verdadera frontera entre la antigua y la nueva cultura veneciana. Los santos fueron dispuestos en él uno al lado del otro, en un semicírculo alrededor del trono de la Virgen, lo que le dio un aliento monumental mayor al conjunto, pero la luz dorada que impregnaba a los personajes fue igualmente innovadora. El virtuosismo de la perspectiva y las sutilezas ópticas flamencas se combinaron aquí con la geometría de los volúmenes.

#### Taller de los Bellini

##### Jacopo Bellini

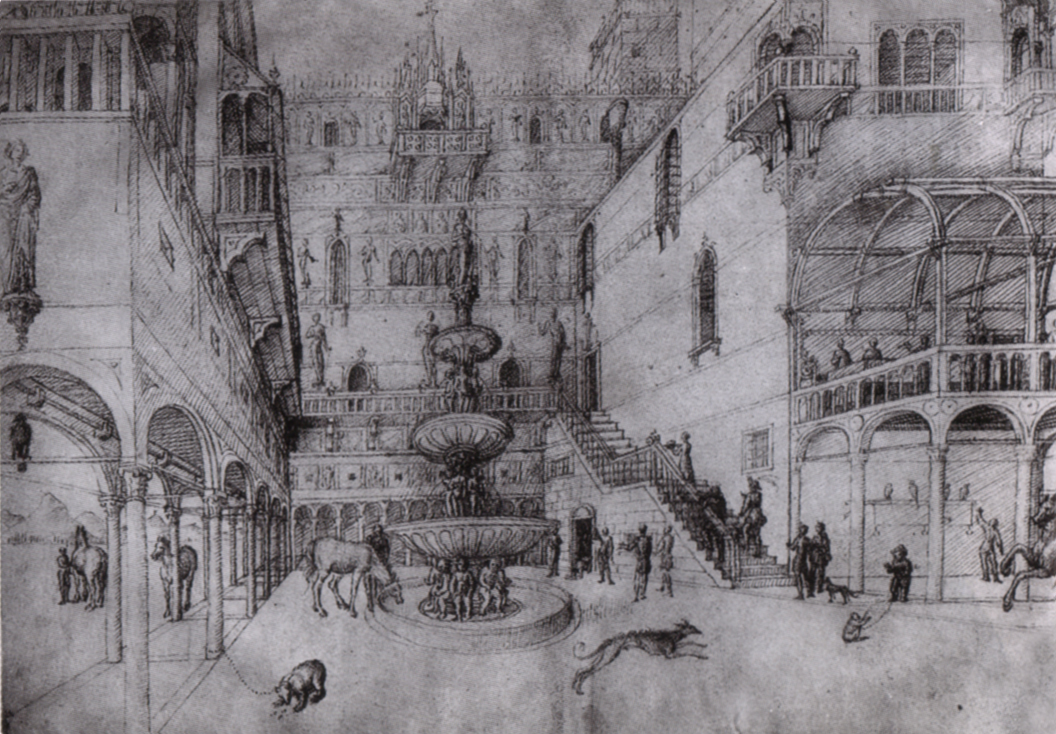
Jacopo Bellini, El banquete de Herodes (ca. 1450)

Los clientes más refinados se dirigían primero al taller de Jacopo Bellini (ca. 1400-1470) que dio el giro al Renacimiento a partir de mediados de siglo, aplicando la perspectiva a una serie de vistas fantásticas recogidas de los álbumes de modelos. Había sido alumno de Gentile da Fabriano en Florencia en 1423, pero también pudo descubrir esas novedades en Ferrara, donde quizá conociese a Leon Battista Alberti por intermedio de Masolino, o más probablemente en Padua, donde los pintores locales ya habían asimilado las lecciones de Donatello. Después de leer la obra Della Pittura de Alberti sintió una auténtica fascinación por la arquitectura y manifestó un gusto cierto por las decoraciones antiguas y por la investigación, como muestran los dos cuadernos de dibujo que dejó, conservados en el Louvre y en el Museo Británico. Pintó en 1453/1465 uno de los primeros ciclos sobre lienzo para la iglesia de San Giovanni Evangelista, Storie di Gesù e di Maria, donde situó las escenas sagradas sobre fondos arquitectónicos, construidos según las leyes de perspectiva albertina, que se inscriben en un entramado renacentista que se abre, ya no sobre el habitual fondo ricamente decorado, sino sobre un paisaje.

##### Gentile Bellini

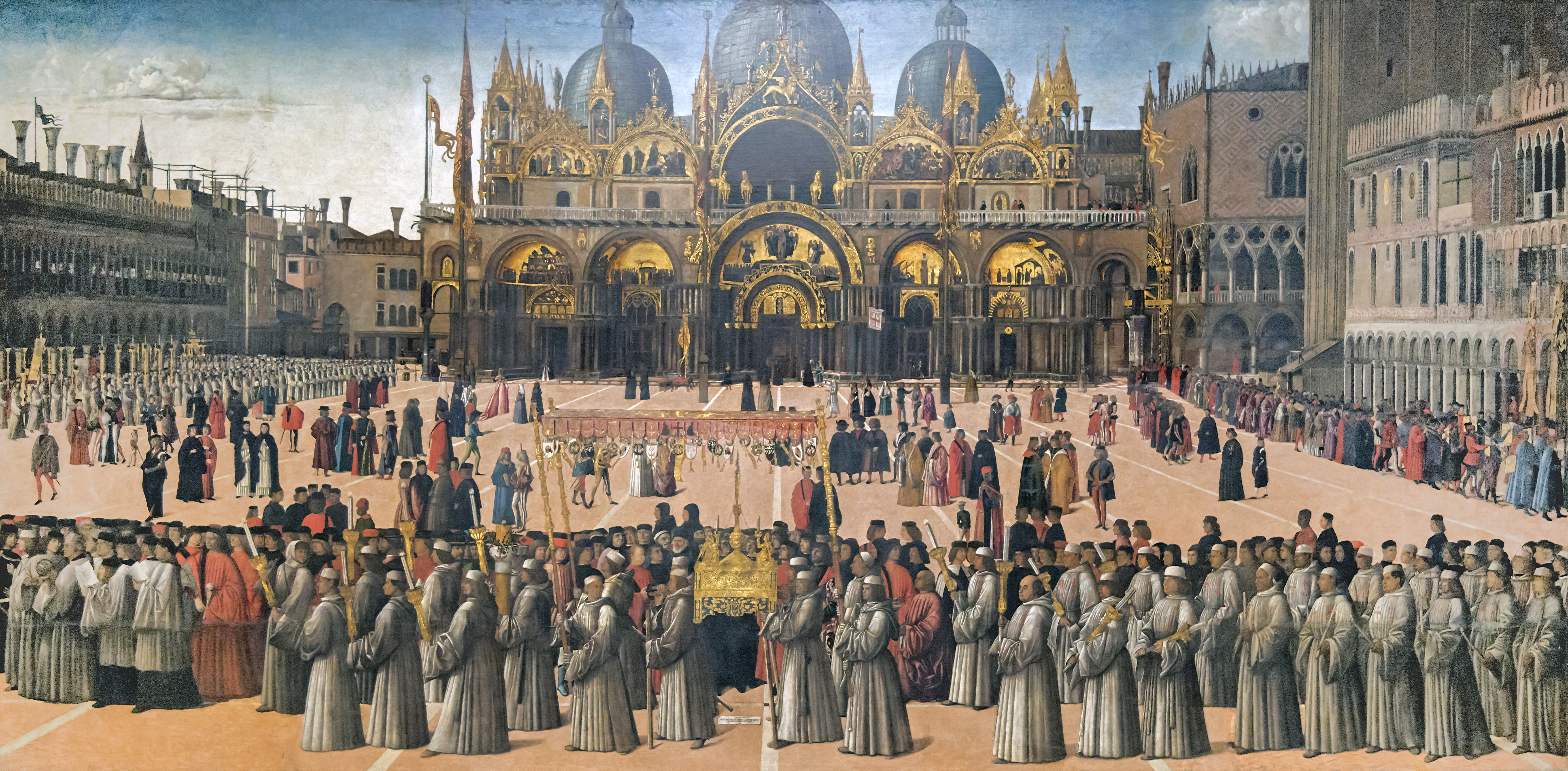
Gentile Bellini, Procesión de la plaza San Marcos (1496)

El verdadero giro hacia la pintura renacentista, sin embargo, fue protagonizado por dos hijos de Jacopo, Gentile (1429-1507) y Giovanni (ca. 1433-1516) que, aunque de diferentes maneras, retomaron y explotaron plenamente el ejemplo de Andrea Mantegna, su cuñado, y, después de 1474, de Antonello da Messina. Este punto de inflexión se remonta a la década de 1480, cuando los Bellini recibieron el encargo de rehacer la decoración de la sala del Gran Consejo del palacio de los Dogos, conjunto que en principio pedía la técnica del fresco. Este se utilizaba poco en Venecia, los pigmentos tenían dificultad para fijarse correctamente en los revestimientos de las paredes debido a la humedad permanente de la laguna. Además, la importante industria veneciana de la vela permitía a los pintores encontrar fácilmente un soporte textil, así como una técnica que les permitía coser las grandes piezas de lienzo para las escenas narrativas de importante tamaño. La pintura veneciana pudo evolucionar gracias a la conjunción del óleo como medio y al lienzo como soporte.
Gentile Bellini pintó principalmente teleri, grandes lienzos que decoraban los edificios públicos y las scuole, las poderosas cofradías venecianas que reunían a los ciudadanos que ejercían la misma profesión o pertenecían a la misma comunidad extranjera. Su pintura permaneció ligada al gusto por lo feérico y por el gótico tardío, y estaba desprovista de espacialidad. En la Procesión en la plaza de San Marcos (1496), el centro no estaba definido y la perspectiva solo se utilizó en determinadas partes. La mirada se encuentra así vagando entre los diferentes grupos de personajes y los monumentos del fondo. La atención del artista se centró principalmente en la narración oportuna del evento, con personajes lo suficientemente grandes como para permitirle realizar retratos precisos y detenerse en la descripción de gestos y de disfraces. Su análisis objetivo y cuasi cristalizado lo convirtió en un retratista muy cotizado, siendo incluso enviado a Constantinopla para representar al sultán Mehmed II.

##### Giovanni Bellini

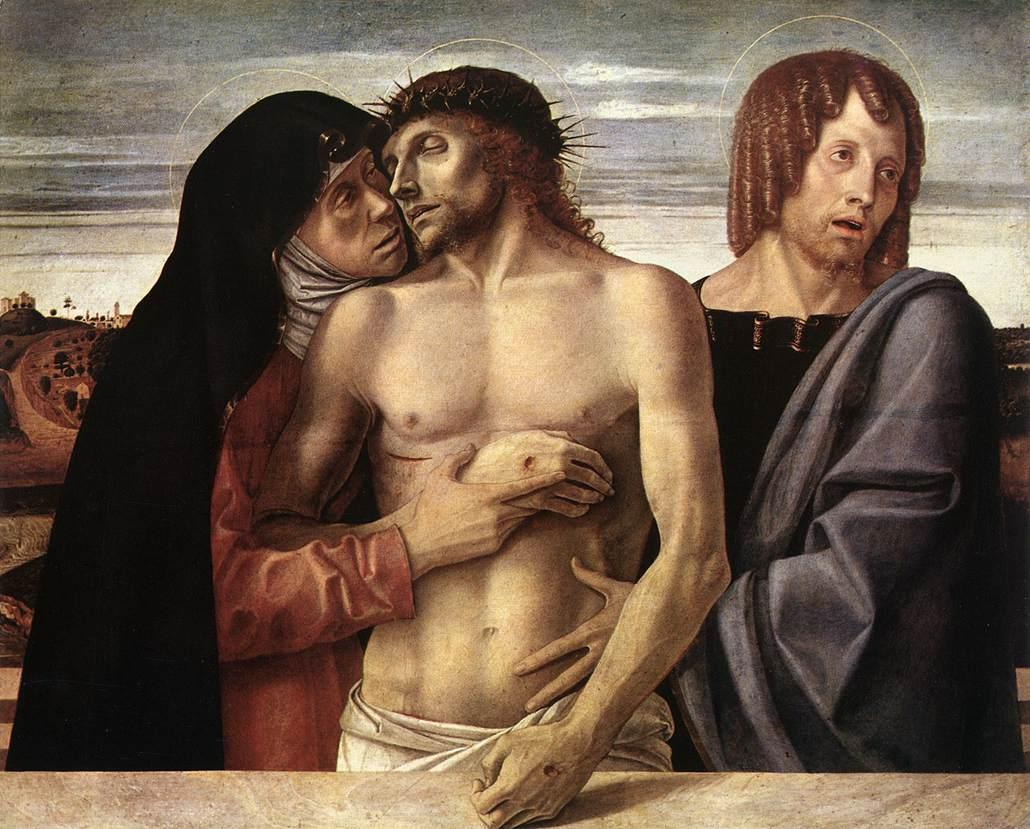
Giovanni Bellini, Pietà de Brera (ca. 1455-1460)

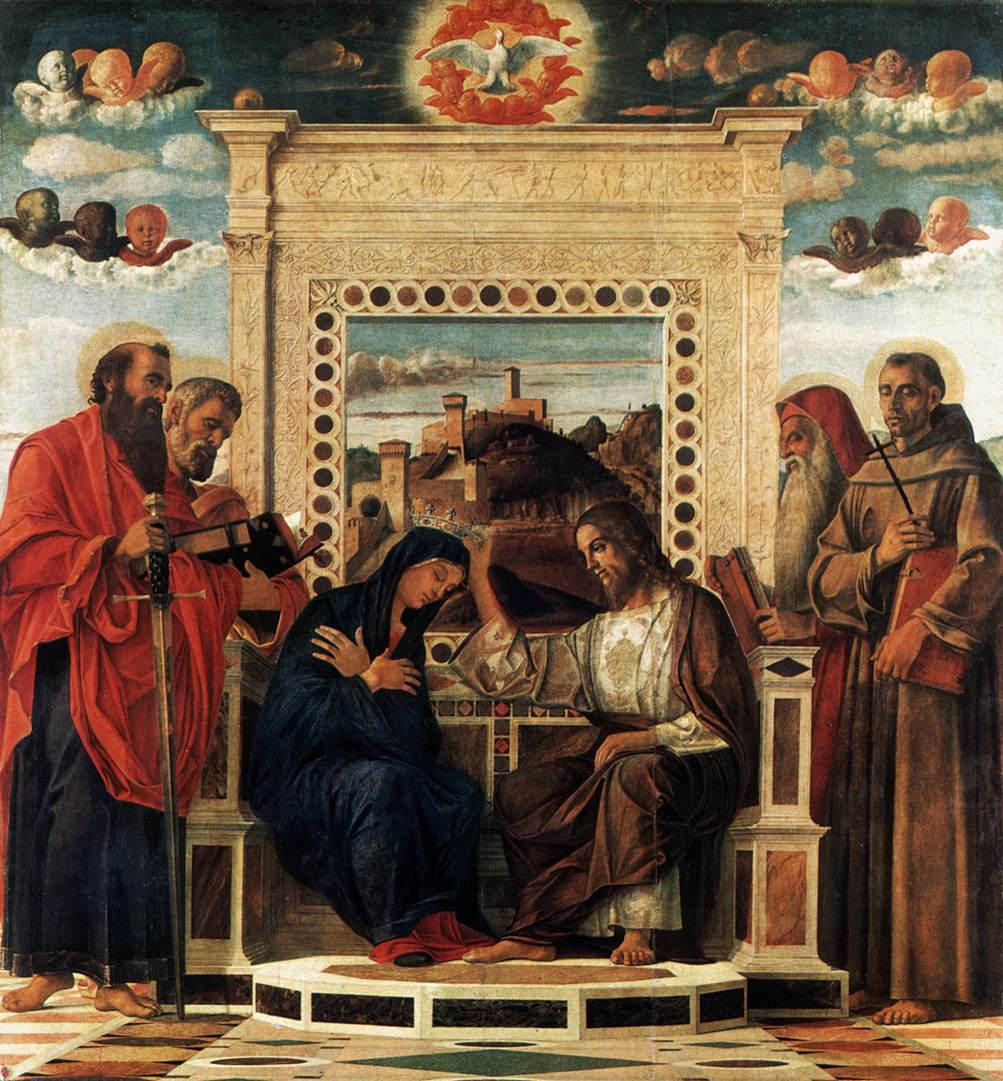
Giovanni Bellini, panel central del Retablo de Pesaro (ca. 1475-1485)

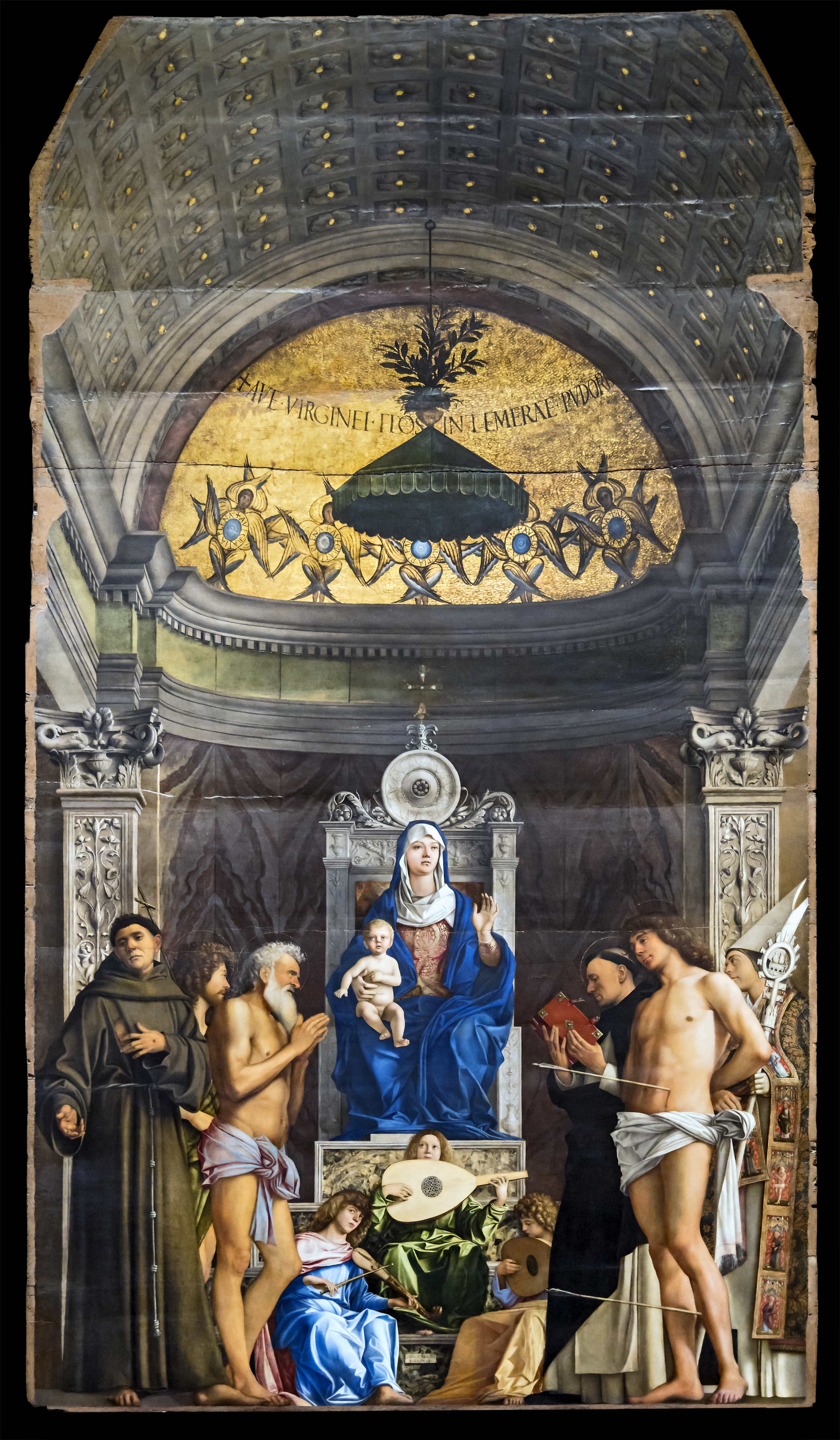
Giovanni Bellini, Retablo de San Giobbe (1487)

Giovanni Bellini (ca. 1433-1516), otro hijo de Jacopo, fue el pintor veneciano más importante de su generación. Su estilo se liberó rápidamente del estilo gótico tardío gracias al precedente de Andrea Mantegna. Al igual que sus compatriotas, admiraba la pintura flamenca por su realismo, su luz y su profundidad en perspectiva, aunque la herencia bizantina aún se percibe en sus primeras obras. Destaca entre ellas La Transfiguración del Museo Correr, en la que la línea es seca e incisiva y el reflejo de los suelos es enfatizado en perspectiva por una visión «desde abajo» del grupo superior, que representa a Cristo entre los profetas. El énfasis puesto en la luz y en el color, que suavizan el paisaje y sumergen la escena milagrosa en una suave atmósfera vespertina, derivada de la pintura flamenca, la convierte en una obra original. Las actitudes de sus personajes son entonces cada vez más naturales y flexibles, en armonía con la filosofía del nuevo credo humanista.
Al realismo a menudo crudo de Mantegna, Giovanni prefería la suavidad y una cromaticidad de transparencia luminosa que será su sello distintivo. Renovó la composición del cuadro de altar colocando a sus personajes en perspectivas precisas y abriendo el espacio a paisajes de gran frescura, y situando la escena piadosa en un mundo natural. Sus Vírgenes y sus santos tienen majestad y humildad, con gran dulzura de expresión, compasión o ternura en su tranquilidad meditativa o expectante. En la Pietà de la Pinacoteca de Brera, los grafismos siguen presentes, especialmente en los cabellos pintados uno a uno o en la vena palpitante del brazo de Cristo, pero la luz se mezcla con los colores, suavizando la representación gracias a un uso particular de la témpera con trazos muy finos cercanos. El patetismo intenso del grupo remite a las pinturas de Rogier van der Weyden. El expediente de parapeto que corta las figuras en dos, acercándolas al espectador, todavía remite a los ejemplos flamencos.
En el cielo despejado, que se vuelve más brillante a medida que se acerca al horizonte como el amanecer, figuran grupos de querubines y de serafines, mientras la paloma del Espíritu Santo vuela en el centro. El paisaje parece extraordinariamente vivo: no una simple decoración, sino una presencia en la que el aire y la luz parecen circular libremente. A ello contribuyó el uso de pintura al óleo, que permitió mezclar lo cercano y lo lejano gracias a efectos especiales de luz.
A mediados de la década de 1470, la composición del retablo de la Coronación de la Virgen de Pesaro, un óleo sobre madera, constituyó una verdadera revolución: la representación, de un gran naturalismo, asocia acontecimiento natural, verdad histórica de la arquitectura, gestualidad sagrada y sobrenatural, rigurosa geometría del pavimento, con las figuras de los protagonistas inmersos en la luz y en el aire.
Este concepto se desarrolló en El éxtasis de san Francisco (ca. 1480), donde el pintor sustituyó el tradicional crucifijo que envía los estigmas al santo por una luz divina, procedente de la parte superior izquierda del cuadro, que inunda a Francisco arrojando sombras profundas detrás de él. Francisco de Asís está representado en el centro, longilíneo y rodeado de naturaleza. La concepción de la relación entre el hombre y el paisaje se opone aquí en muchos aspectos a la del humanismo florentino: el hombre no es el centro del universo, sino una parte de él con la que vive en armonía. Expresa una permeabilidad entre el mundo humano y el mundo natural transmitida por el soplo divino que anima a los dos.
En 1487, con el Retablo de San Giobbe, Bellini firmó un cambio decisivo como reacción a la llegada de Antonello da Massina y su Retablo de San Cassiano. Su «Sacra conversazione» ocupa un solo panel y donde en Piero della Francesca el ábside tenía un rigor matemático, filosófico y humanista, en Bellini, lo esencial será la amplitud de la construcción que glorifica a la Virgen gracias a un trono armonioso dominado por un mosaico véneto-bizantino. La distribución de los personajes, siempre simétrica, está sutilmente diferenciada y animada, en particular gracias a la aceleración hacia el centro inferior de los rojos y de los contrastes de colores. El grupo de ángeles da testimonio de la locura veneciana por la música y los conciertos, más que de la armonía propiamente celestial. Bellini fundó entonces un clasicismo digno del de los pintores de Umbría, en el que Giorgione profundizaría más tarde.
Desde el final del siglo XV, la representación del paisaje en armonía con el hombre se convirtió en una característica esencial de la pintura veneciana que conoció un desarrollo constante hasta las primeras décadas del siglo siguiente. Bellini siguió siendo el protagonista de esa evolución, como se puede constatar en obras como La Transfiguración de Nápoles (1490-1495), visible en el museo de Capodimonte, donde se desarrolla la escena sagrada en una representación de la campiña veneciana, con una luz cálida e intensa.

Obras de Giovanni Bellini
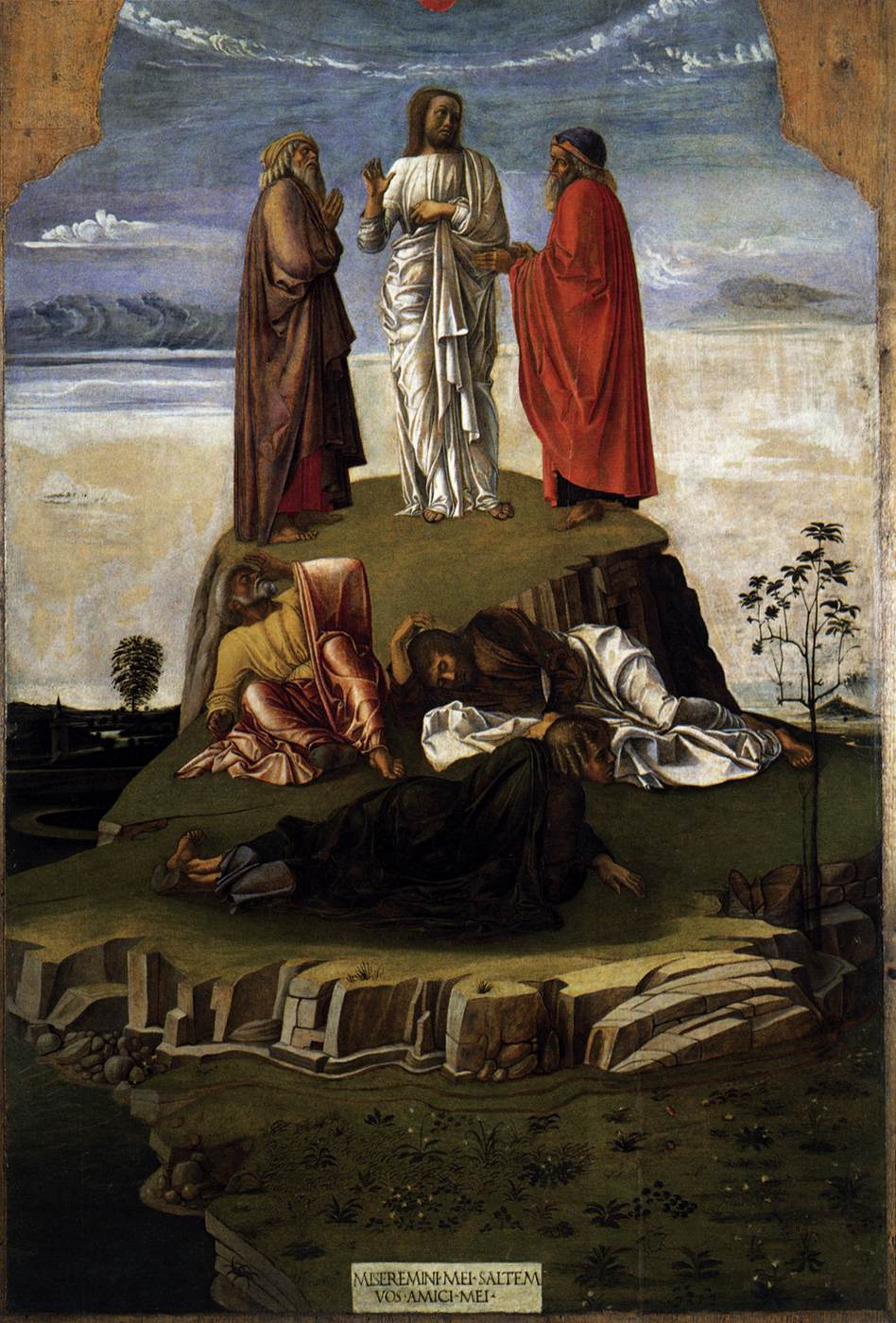
La Transfiguración (1455-1460)
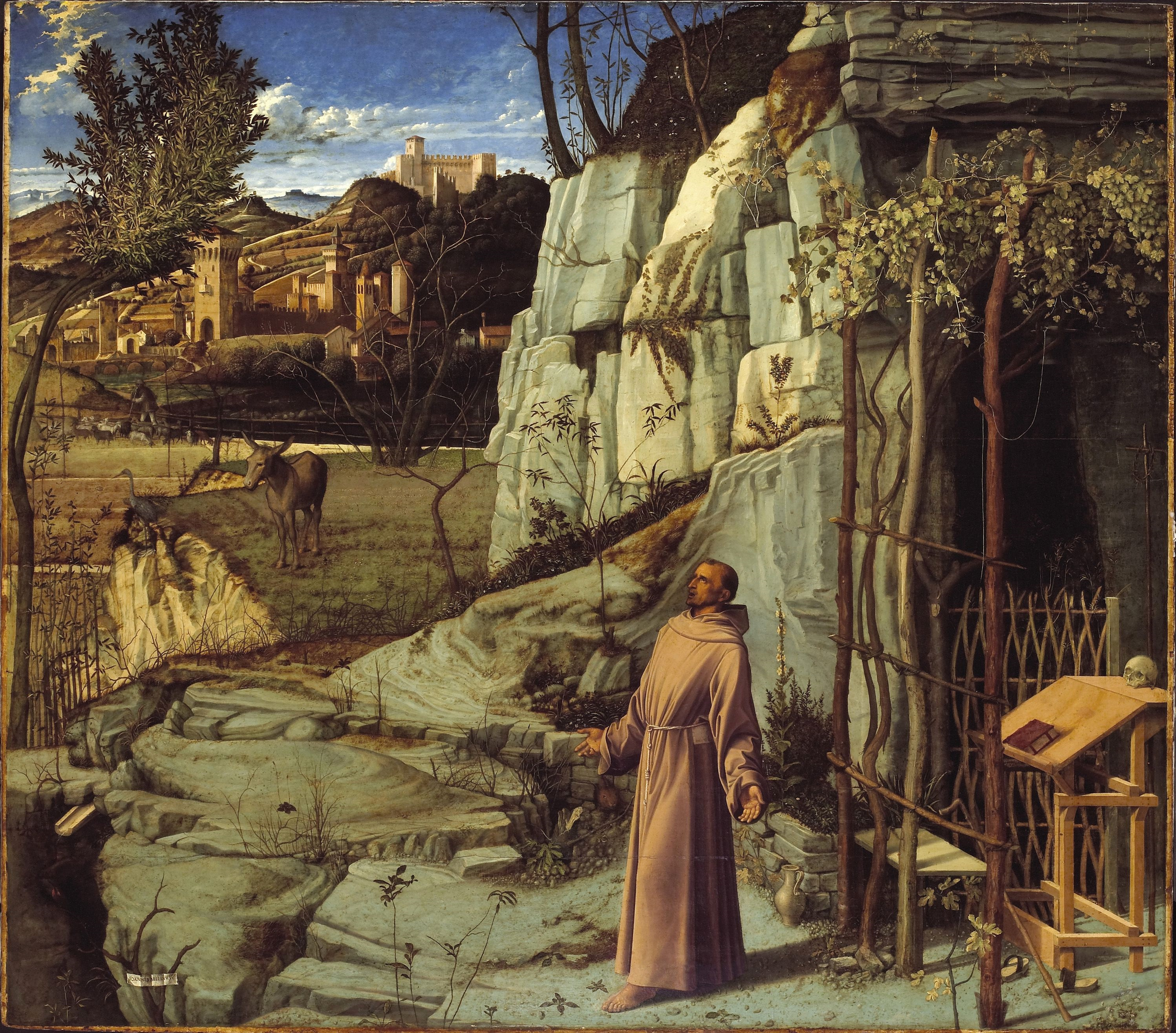
El éxtasis de San Francisco (ca. 1480)
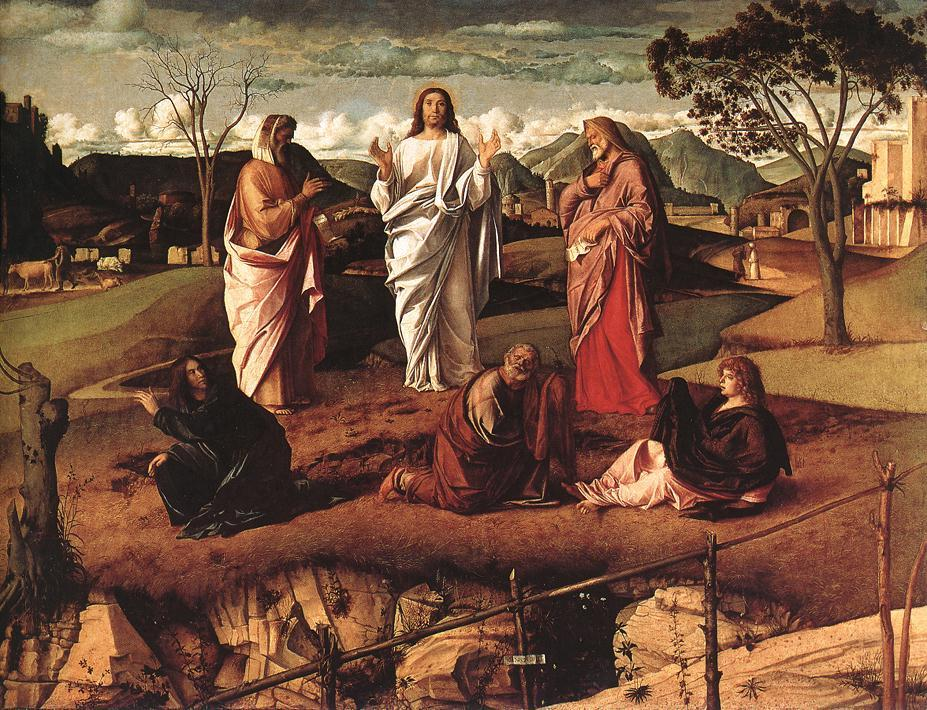
La Transfiguración de Nápoles (1490-1495)

#### Cima da Conegliano

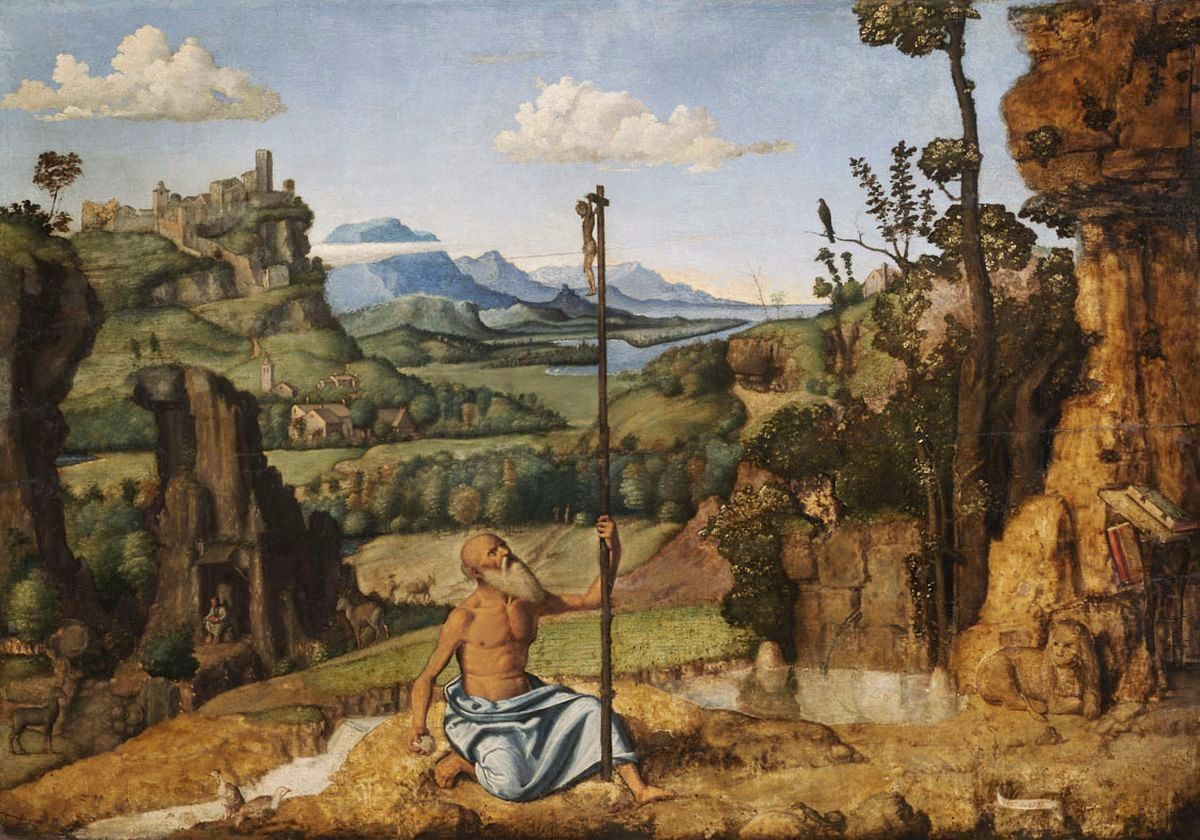
Cima da Conegliano, San San Girolamo penitente nel deserto (1495) (Museo de Bellas Artes de Budapest)

Giovanni Battista Cima, conocido con el nombre de Cima da Conegliano (1459-1517), fue el principal discípulo de Bellini, artista igualmente sensible y original que se instaló en Venecia en 1486. Cima se dedicó a la pintura devocional de la que fue el indiscutible maestro a largo de la última década del siglo XV. Contribuyó entonces al inmenso éxito de dos temas ofrecidos a la devoción privada de los que él y su taller son considerados los mejores artesanos: la representación imbuida de humanidad y dulzura de la Virgen y el Niño, que le ofrecía la oportunidad de producir toda una serie de variaciones y de ejercicios sobre el tema de lo divino y lo humano; y el de San Jerónimo, más especialmente destinado a estudiosos y orientado a la meditación sobre la naturaleza del pecado. En sus retablos, la disposición espacial está claramente definida, con personajes monumentales inmersos en una luz cristalina que acentúa un sentimiento generalizado de paz en unos paisajes en consonancia con la calma de las figuras que reflejan la «tranquilidad del alma».
Siguiendo a Antonello da Messina, de quien recibió la lección por intermediación de las pinturas de Alvise Vivarini y la escultura de Tullio Lombardo, Cima adoptó un punto de vista rebajado donde el hombre gobierna el espacio y la pintura, y deviene la medida armónica de ese mismo espacio, en una descripción límpida de la realidad obtenida mediante un dibujo sólido y preciso. Explotó el brillo de la imprimación y profundizó en la técnica del vidriado, en busca de una concordancia de tonalidades que pretendían vincular el primer plano con el paisaje lejano.
Cima tradujo en colores la cultura del proto-clasicismo que hasta entonces solo se había expresado en la escultura y la arquitectura, encarnando la adhesión de la pintura a la norma neohelénica de Tullio Lombardo. Durante su madurez, acentuó ciertas características de su arte, prestando atención al detalle monumental, introduciendo elementos figurativos en la decoración arquitectónica y haciendo más vivo el cuerpo humano a través de la intensidad de la mirada.

#### Vittore Carpaccio

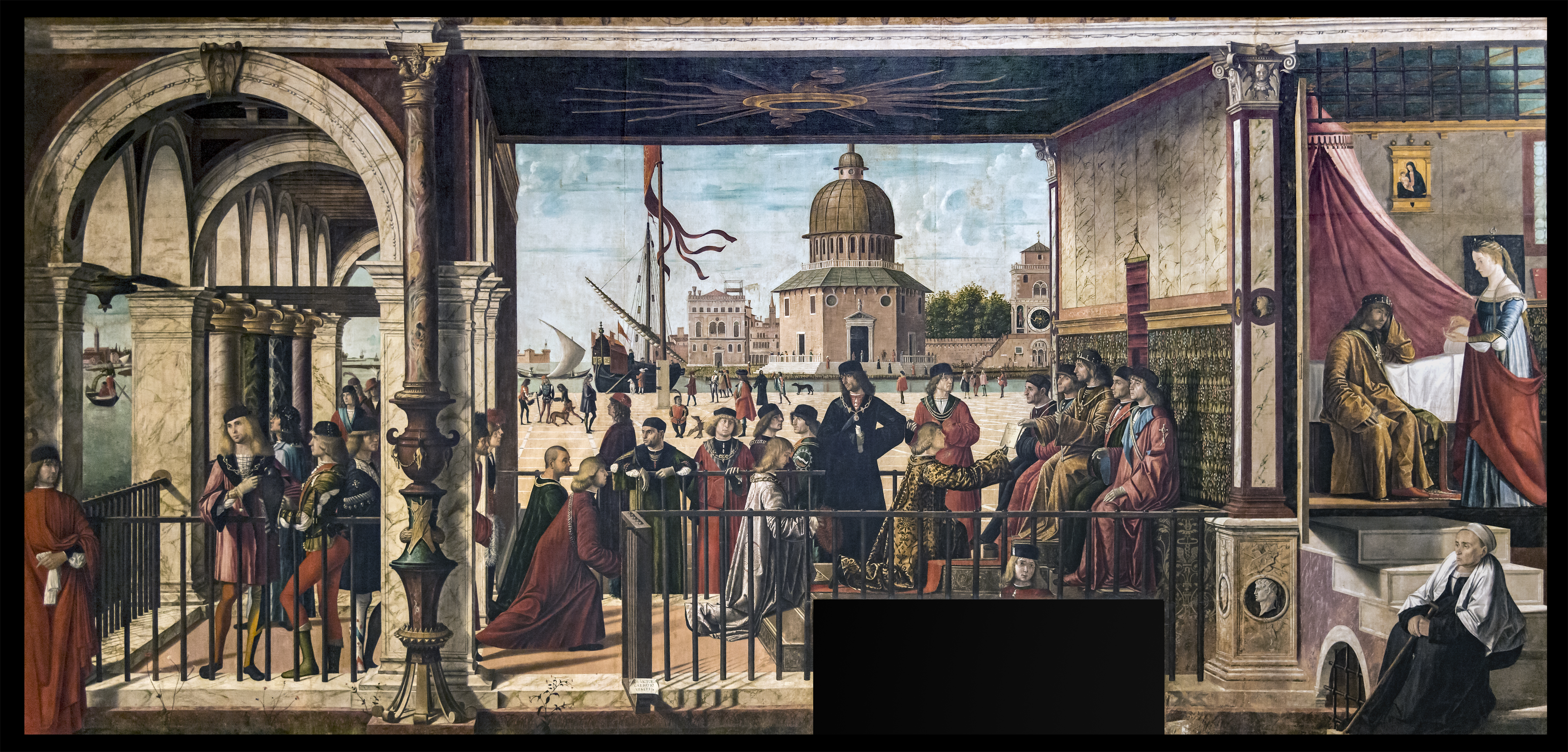
Carpaccio, La llegada de los embajadores ingleses (ca. 1495)

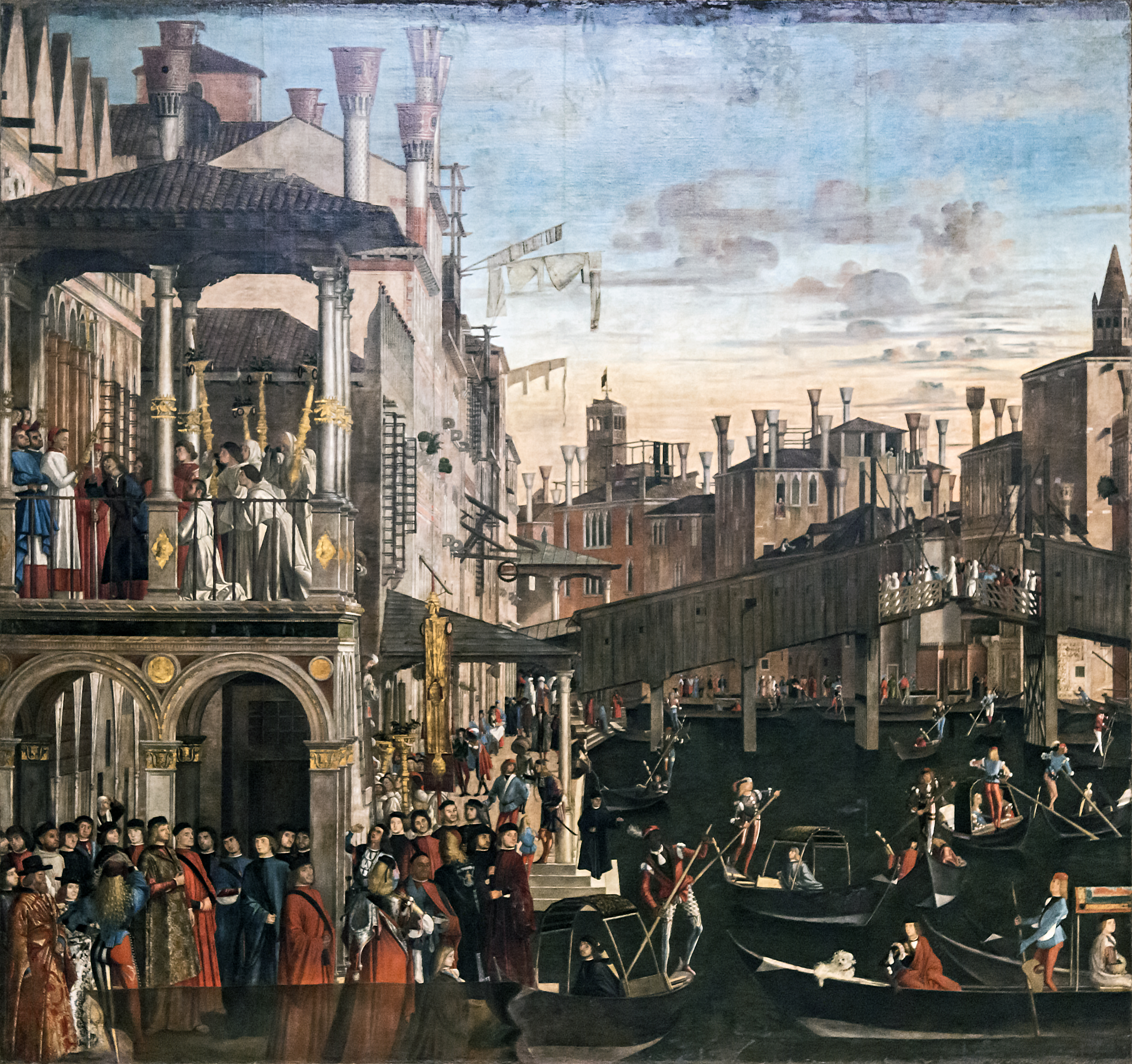
Carpaccio, Milagro de la Cruz en el Rialto (ca.1496)

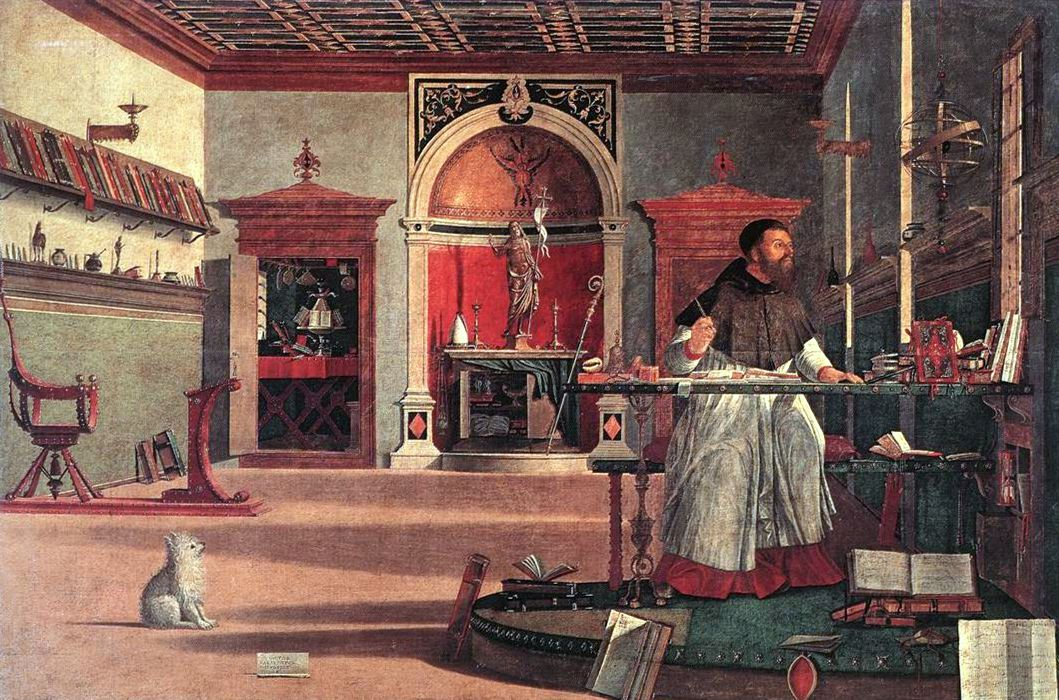
Carpaccio, La visión de San Agustín (1502)

Un tipo particular de pintura narrativa se desarrollaba en Venecia al mismo tiempo, vinculado a los grandes ciclos del teleri, diferente al de otras ciudades italianas por la riqueza de elementos descriptivos y evocadores. Estaban destinados principalmente a decorar las paredes de las grandes estancias. Las telas estaban a menudo dispuestas como largos frisos para cubrir paredes enteras y su apogeo, con la elaboración de esquemas narrativos más originales, coincidió con la última década del siglo XV, cuando una decoración de este tipo fue encargada para la sala del Albergo de la Scuola Grande di San Marco, obra colectiva de varios artistas, como Gentile y Giovanni Bellini, para la Scuola Grande di San Giovanni Evangelista, también una obra de varias manos, y para la Scuola di Sant'Orsola, esta última obra firmada únicamente por Vittore Carpaccio (ca. 1465-1525/1526), un veneciano que ya se había distinguido en el Milagro de la Cruz de Rialto para la Scuola di San Giovanni.
Carpaccio creó inmensos lienzos con numerosos episodios donde, especialmente en su primer período, la representación primaba sobre la narrativa, siguiendo así el ejemplo de Gentile Bellini. En sus obras, la construcción de la perspectiva era rigurosa y la luz permitía conectar la proximidad muy cercana y la distancia extrema en una misma luz suave y dorada que da la sensación de que el aire circula en la atmósfera.
En La leyenda de Santa Úrsula, reunió varios episodios diferentes (como en La llegada de los embajadores ingleses, 1496-1498) que se suceden en un primer plano que se convierte así en un verdadero escenario. La figura del «juerguista», personaje en primer plano que mira al espectador, animando la representación, es también una de sus características, un recordatorio del carácter del narrador del teatro renacentista. Los fondos están ocupados por vistas muy amplias de ciudades, de mares y de campiñas, que son imaginarios pero que retoman elementos extraídos de la realidad, haciéndolos familiares a un ojo acostumbrado a ver Venecia y el interior veneciano.
En el ciclo destinado a la Scuola di San Giorgio degli Schiavoni que diseñó íntegramente, el artista simplificó la estructura narrativa de los lienzos, centrándose cada vez en un único episodio, lo que subrayaba su poder evocador y fascinante. En la espectacular San Jorge y el Dragón (1502), los personajes se disponen en un arco dinámico que acentúa la violencia entre el santo y la criatura. Algunos detalles recuerdan el peligro que representa la bestia, como los restos macabros que ensucian el suelo, mientras que otros están relacionados con astucias de perspectiva, como la corta hilera de palmeras cerca de la ciudad, o el arco de rocas que enmarca un velero. En San Jerónimo y el león en el convento (1502), el pintor insiste en la descripción irónica de los hermanos que huyen al ver al animal, mientras que en los Funerales de San Jerónimo insiste en un entorno rural en el ambiente de meditación y tristeza. La obra maestra del artista es La Visión de San Agustín, donde el santo humanista está representado en su estudio lleno de libros y objetos propios del trabajo intelectual, con una suave difusión de luz que simboliza la aparición milagrosa de san Jerónimo al obispo de Hipona.
En los años siguientes, la producción de Carpaccio quedó anclada a los patrones del siglo XV. Fue incapaz de renovarse y adaptarse a las revoluciones decretadas por la siguiente generación de artistas venecianos, perdiendo el apoyo de los círculos más cultos y refinados de la ciudad, aunque su arte siguiera siendo profundamente «veneciano». La limitación histórica de Carpaccio radicó, fundamentalmente, en la finalidad misma que asignaba a la pintura: la imitación de la naturaleza que, a pesar del complejo significado que tomaba la expresión desde el Quattrocento, ya no podía ser suficiente para los artistas o para un ambiente culto que exigía de la pintura otro orden de revelaciones y placeres. Después de dedicarse a la decoración de scuole menores, se retiró a la provincia donde su estilo, ya desfasado, aún encontraba admiradores.

### Escultura

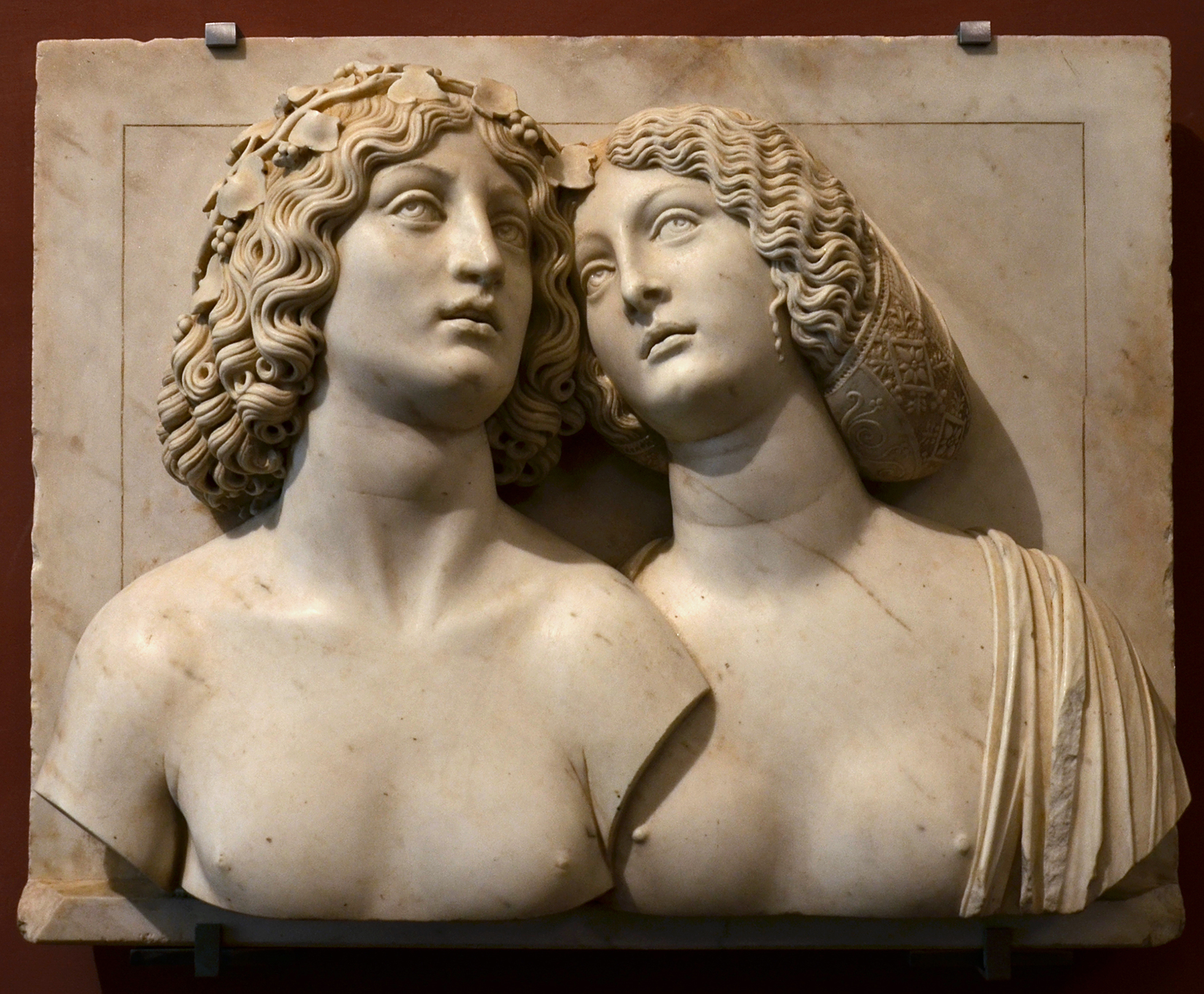
Tullio Lombardo, Baco y Ariadna, ca. 1505)

En la segunda mitad del siglo XV, los escultores activos en Venecia eran en su mayoría arquitectos o familiares de estos que participaban en sus obras y que se formaban en sus talleres. Ese era el caso, por ejemplo, de los dos hijos de Pietro Lombardo, Tullio (1455-1532) y Antonio (1458-1516), que recibieron encargos de grandiosos monumentos funerarios destinados a los dogos, de estatuas y de esculturas. La producción de esculturas del período no fue homogénea e iba desde el realismo vigoroso y expresivo de Antonio Rizzo (estatuas de Adán y de Eva en el Arco Foscari) hasta el clasicismo del mismo Tullio Lombardo (Baco y Ariadna, ca. 1505).
El taller de Tullio Lombardo recibió el encargo de varios monumentos funerarios de estado: el Monumento funerario del dogo Pietro Mocenigo (c. 1477-1480) presenta una serie de estatuas y relieves que hacen referencia al «capitán del mar» para celebrar su victoria, aunque modesta, contra los otomanos en el mar Egeo. El monumento se erige como un triunfo, recordando algunos mitos simbólicos de la antigüedad, como los trabajos de Hércules.
El Monumento funerario del dogo Andrea Vendramin (1493-1499), cuya estructura arquitectónica se inspiró en el arco de Constantino, fue ampliamente copiado en los años siguientes. El difunto está representado en el centro, acostado sobre el sarcófago decorado con personificaciones helenísticas de la Virtud. En el luneto, el dogo está representado en un bajorrelieve mientras adora a la Virgen que parece una diosa de la antigüedad clásica. El pedestal, donde hay una elegante inscripción en caracteres lapidarios romanos, es rico en relieves simbólicos en un estilo que imita a la antigüedad, incluso aunque representen figuras bíblicas como Judith. Originalmente, las estatuas antiguas se encontraban en los nichos laterales —ahora en el Bode-Museum (Paggi reggiscud), el Museo Metropolitano (Adan) y en el Palazzo Vendramin Calergi (Eva)—, reemplazadas siglos después por las obras de otros artistas.

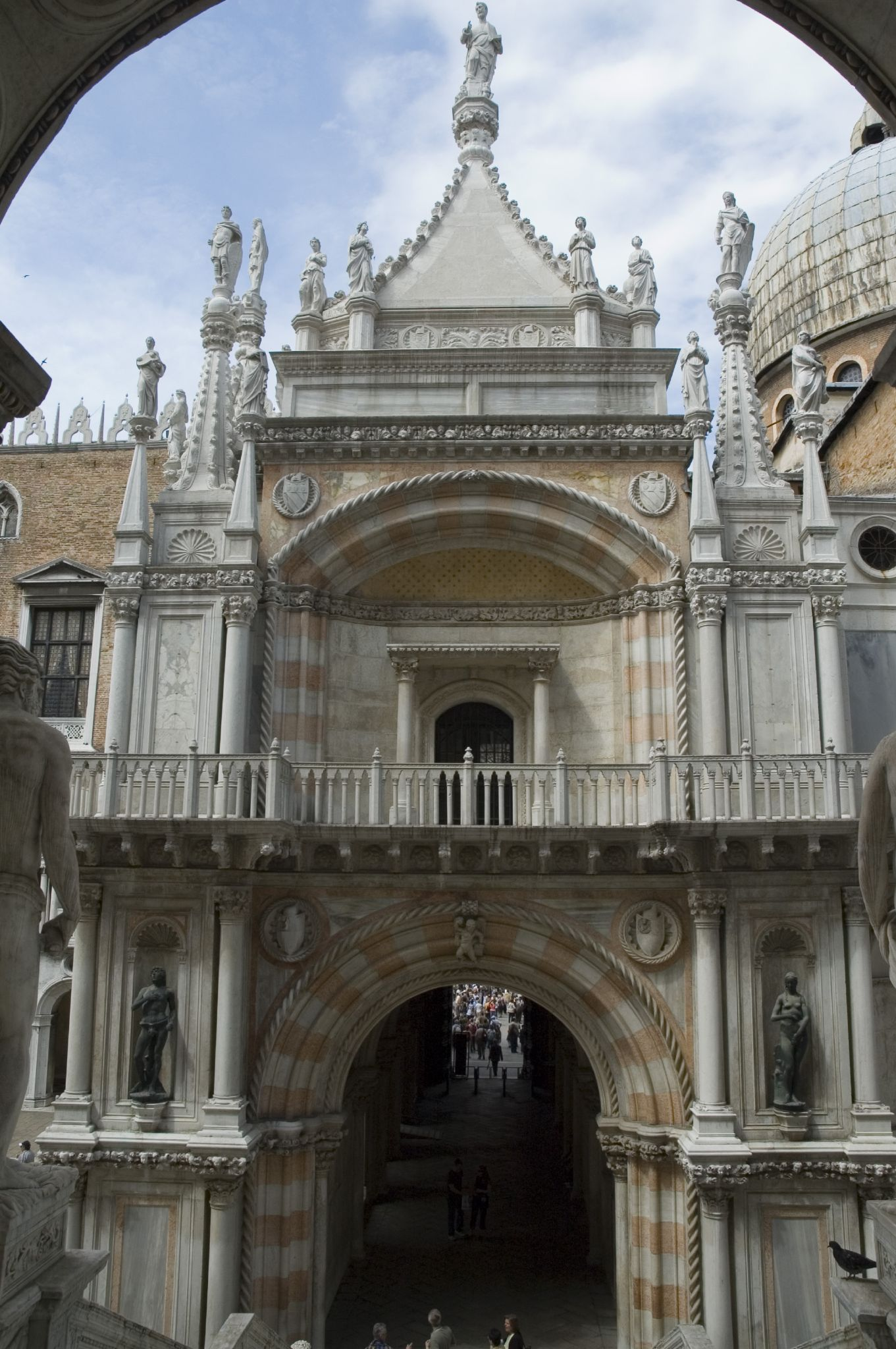
Antonio Rizzo, Arco Foscari (1483-1498)
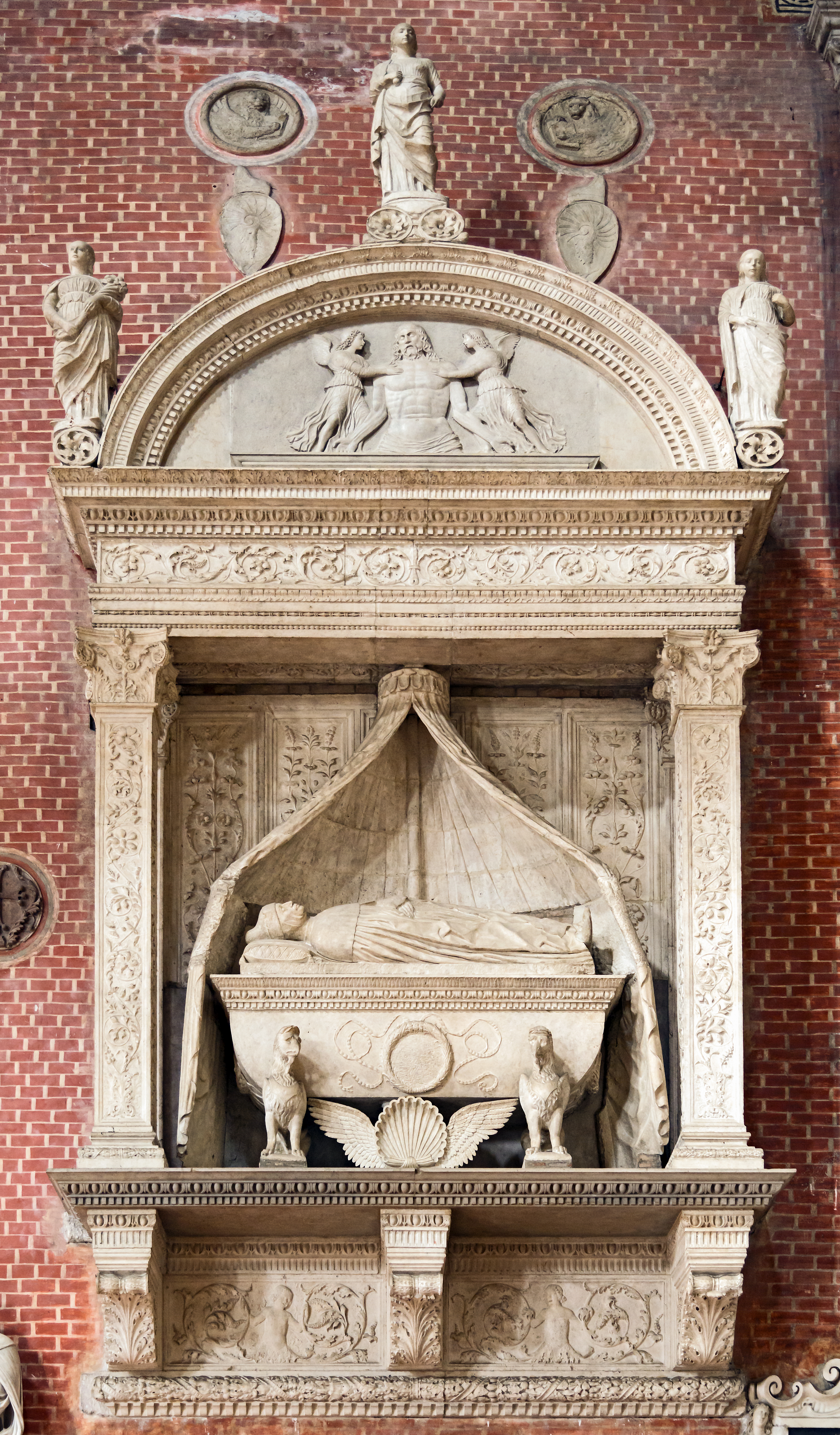
Pietro Lombardo, Monumento funerario del dogo Pasquale Malipiero (m. 1462)
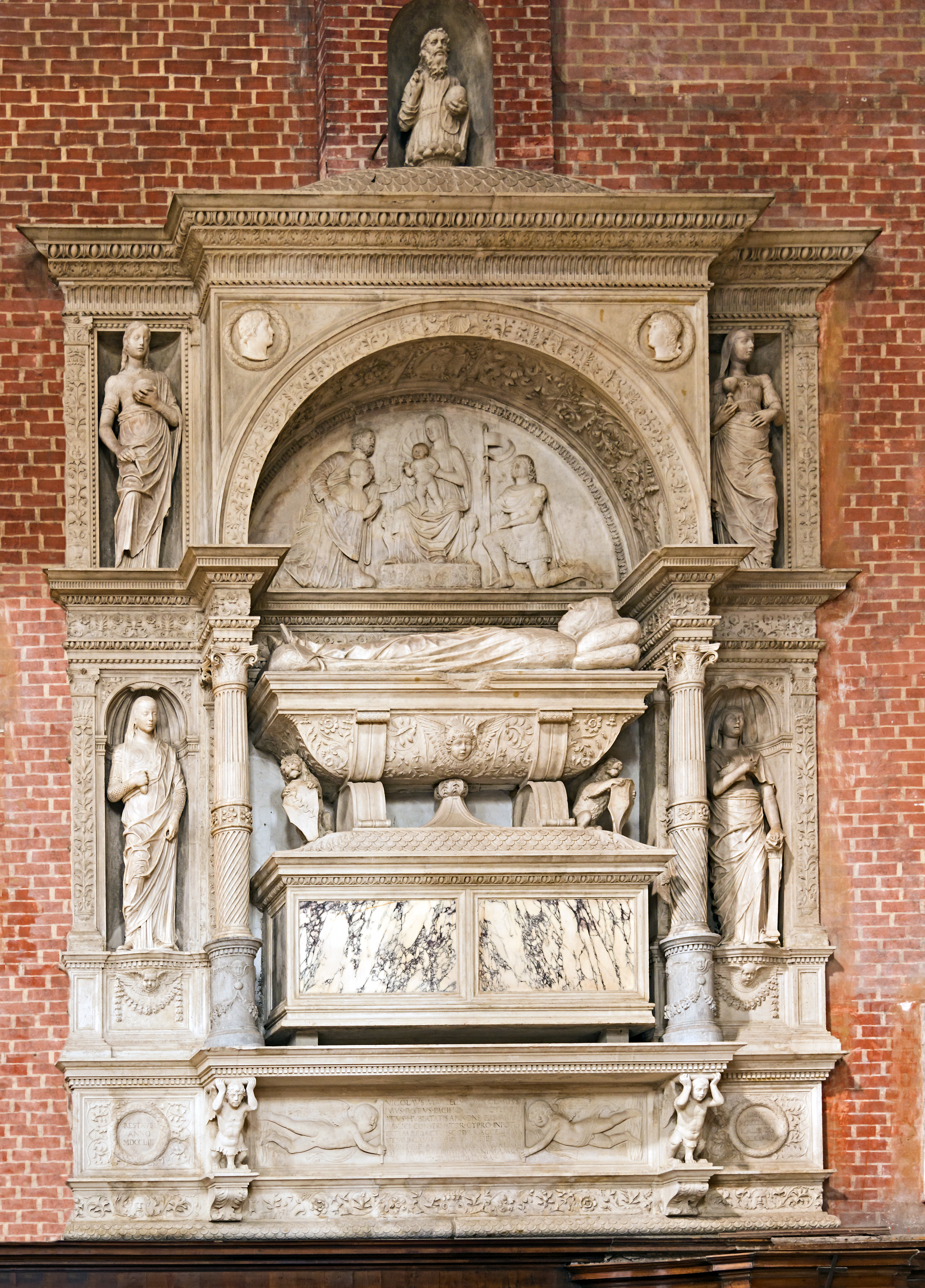
Pietro y Tullio Lombardo,Monumento funerario del dogo  Nicolo Marcello (m. 1474)
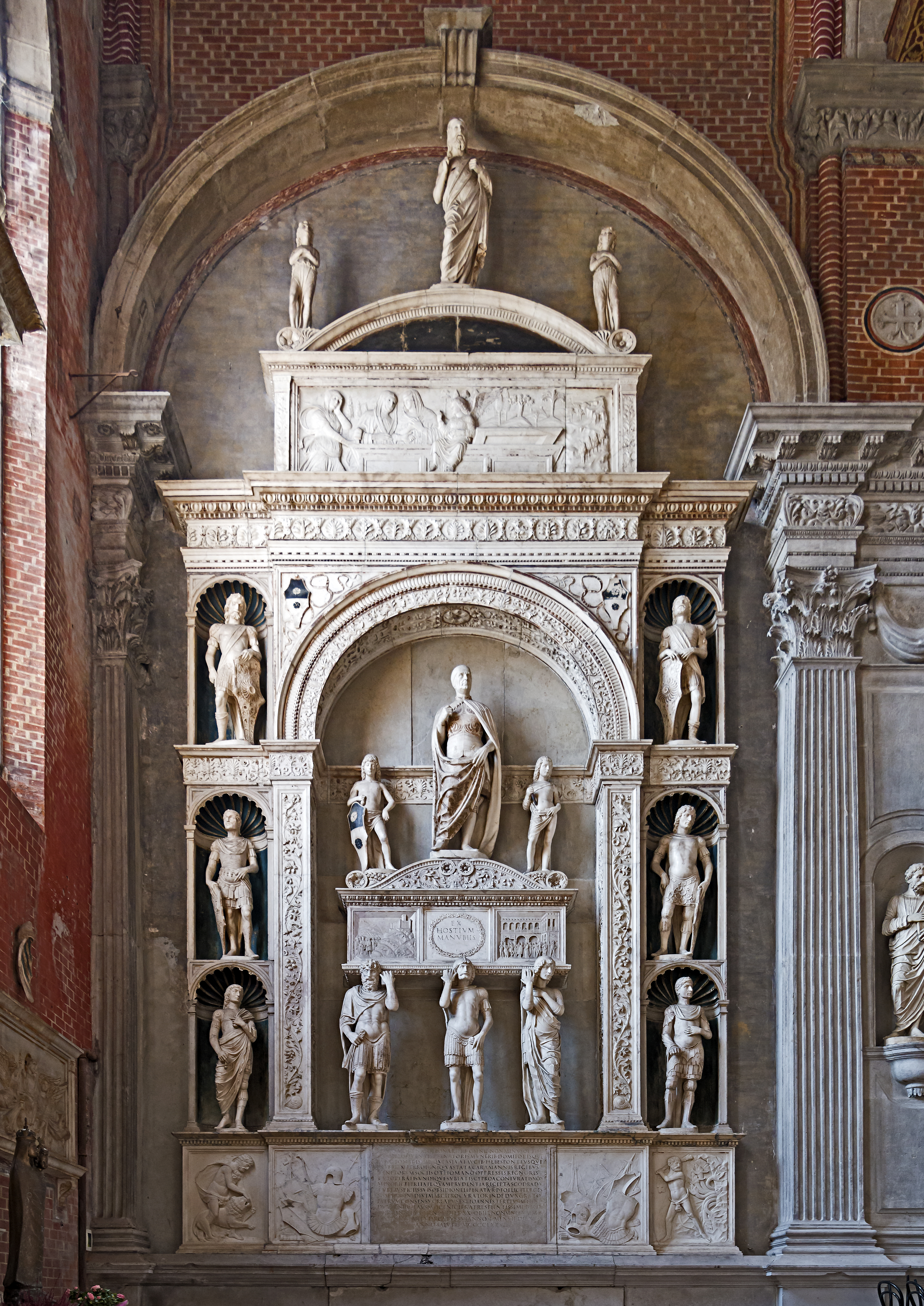
Pietro Lombardo, Monumento funerario del dogo Pietro Mocenigo (ca. 1477-1480), en la basílica de San Juan y San Pablo
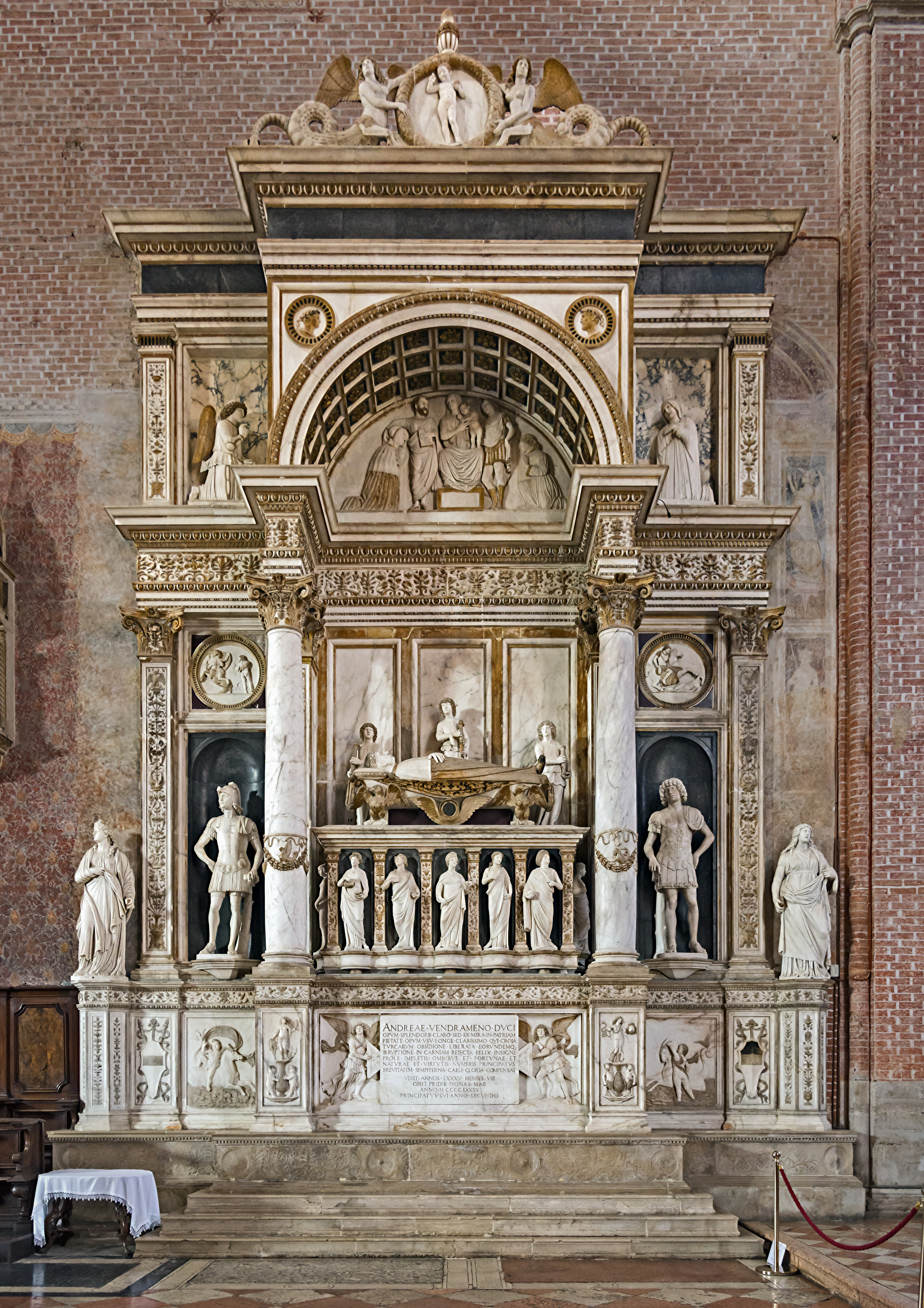
Pietro Lombardo, Monumento funerario del dogo Andrea Vendramin (1493-1499)

## Alto Renacimiento

Mapa político de la región en 1494, que muestra el avance continental de la República de Venecia.

### Contexto del Alto Renacimiento
A principios del siglo XVI, Venecia controlaba un territorio dividido entre los Domini di Terraferma, del Adda al Isonzo, y los Stato da màr que se extendían a Istria, a Dalmacia, a las Islas Jónicas, a Creta, a las Cícladas y a parte de las Espóradas y de Chipre. La ciudad se convirtió en uno de los centros artísticos más importantes de Italia, principalmente gracias al comercio y al mercantilismo, así como a la riqueza de su imperio, uno de los más diversificados de Europa. La política general se orientó entonces hacia la conversión de un imperio marítimo en una potencia continental integrándose en el equilibrio político entre los estados italianos. Venecia sufrió una grave crisis en 1510 cuando fue atacada por el papa Julio II y la Liga de Cambrai tras serios enfrentamientos con los otomanos en el Mediterráneo oriental. Pero la situación se invirtió entonces por completo tras un cambio de alianza por parte del papa y gracias a la fidelidad de parte de las poblaciones que ella controlaba.
La mayoría de los encargos quedaban en manos del Estado y de la Iglesia. Los particulares jugaron un papel menor que en Florencia o en Perugia, por ejemplo. La imagen era a menudo un instrumento al servicio de la República. Nada llevó a esta última a vivir el ideal republicano como todavía lo hacía Florencia en 1500, y la ciudad no pretendía, como Roma, fundar sobre la Antigüedad una autoridad universal.
El pensamiento veneciano está íntimamente ligado a la Universidad de Padua y a su aristotelismo que comenzaba a ir más allá de la tradición bizantina. La primacía otorgada a la experiencia sobre la idea también se adaptaba bien al estado de ánimo de los comerciantes venecianos. Pero, sobre todo, ese aristotelismo proporcionaba la base teórica desde la que el pensamiento veneciano rechazaba las polaridades irreconciliables entre Idea y Real, o entre Naturaleza e Historia. Según Giulio Carlo Argan, la experiencia y la existencia, concebidas como síntesis de contrarios, constituyeron sin duda alguna una contribución veneciana esencial a la historia del pensamiento del Cinquecento. Sus consecuencias sobre la práctica pictórica fueron capitales, las angustias y los cuestionamientos espirituales tomaron otros caminos. El neoplatonismo, la filosofía optimista que animaba el mito del Renacimiento, también estaba presente pero en la atmósfera veneciana cambió de carácter y se volvió más mundano y sensual. Era casi una filosofía del «arte de vivir», más que el instrumento de una verdadera visión intelectual del cosmos. La concepción amorosa del neoplatonismo triunfó en Venecia, marcando la pintura y distinguiendo así determinadas obras de Tiziano de obras miguelangelescas, o incluso giorgionescas.
Desde un punto de vista cultural, la ciudad se impuso como centro de estudios humanistas, principalmente gracias a las imprentas que publicaban los textos clásicos. A esto se sumó un gran interés por los estudios arqueológicos, los datos científicos y sobre todo la botánica. Uno de los debates que animó la escena cultural veneciana de la época fue el de la posibilidad de conciliar la «vida contemplativa», entendida como una actividad especulativa filosófica y religiosa a realizar en soledad, desvinculada de los acontecimientos del mundo, y la «vida activa», entendida como un servicio a la comunidad para la consecución del «honor». Si los grandes humanistas venecianos de finales del siglo XV habían tratado de demostrar la posibilidad de una reconciliación entre los dos opuestos, al comienzo del nuevo siglo, las dos tendencias parecían ya totalmente irreconciliables. La práctica «contemplativa» de los intelectuales venecianos favoreció la difusión de formas particulares de coleccionismos, como las de antigüedades, de piedras preciosas, de monedas, de relieves, de códices, de incunables y de pinturas, todas ligadas a las inclinaciones culturales y al carácter del coleccionista. La colección del cardenal Domenico Grimani es uno de los ejemplos más famosos.
La relativa libertad que la oligarquía de la Serenísima garantizaba a sus ciudadanos y visitantes era la mejor entre las que podían ofrecer las cortes italianas, y de hecho durante esos años fue un refugio frecuentado por quienes se vieron envueltos en los peligrosos juegos de poder de sus propios estados. Venecia acogió entonces a algunos de los genios italianos y extranjeros más ilustres. Entre esos invitados más famosos, se encontraron Miguel Ángel o los exiliados del Saqueo de Roma, incluido Jacopo Sansovino que se instaló en la ciudad y llevó allí las innovaciones arquitectónicas desarrolladas en el centro de Italia.

### Pintura
En el siglo XVI, la pintura veneciana terminaba de afirmarse en un universo original, donde reinaban la luz, el color y la sensualidad, que debía estar conectado con la situación lagunar de la ciudad. Ganaba su prestigio participando activamente en el juego cultural en curso, es decir, tomando partido en los múltiples debates del Renacimiento. El apogeo de la pintura veneciana en el siglo XVI está ligado con la existencia de personalidades artísticas excepcionales, pero la aparición de genios, la forma que tomaron sus manifestaciones, también estuvieron íntimamente ligadas al grupo social, más que a la clase social, que utilizaba imágenes «geniales». En comparación con la producción contemporánea en Italia, la pintura veneciana de la década de 1530 presentaba una originalidad debido tanto a la relativa facilidad de acceso al contenido de la representación como al carácter más libre y enérgico de sus imágenes. A principios de la década de 1540, los contactos con el manierismo fueron más determinantes: Francesco Salviati estuvo en Venecia en 1539-1540, Vasari especialmente en 1541-1542, y los grabados difundieron allí el intelectualismo exacerbado del Parmesano, poniendo al mismo nivel las grandes obras romanas de la década de 1510 y la posterior producción di maniera.
A partir de 1560, Tiziano representa una cierta forma de tradición veneciana, relativamente conservadora. La modernidad se encarnaba entonces, por un lado, por Tintoretto y su dinamización gigantesca de la maniera, y por otro lado, por Veronese y su arte «claro». Ambos se inspiraron en el manierismo del centro de Italia, diseñaron grandes ciclos decorativos, exaltaron oficialmente las glorias de Venecia y no pudieron someterse al conformismo de la Contrarreforma. Tintoretto, cuyo estilo dominó en la ciudad a finales de siglo, se dedicó a la exaltación del espíritu religioso que llevó a Venecia a la guerra contra los turcos y a la victoria, mientras que Veronese encarnaba el otro componente esencial del espíritu veneciano: la apertura intelectual. y el modo de vida civil de una sociedad libre y culturalmente avanzada.
Alrededor de 1500, Venecia inventó la pintura de caballete, diseñada para el placer de los patricios cultivados, de la que La tempestad de Giorgione es un ejemplo.

#### Durero en Venecia

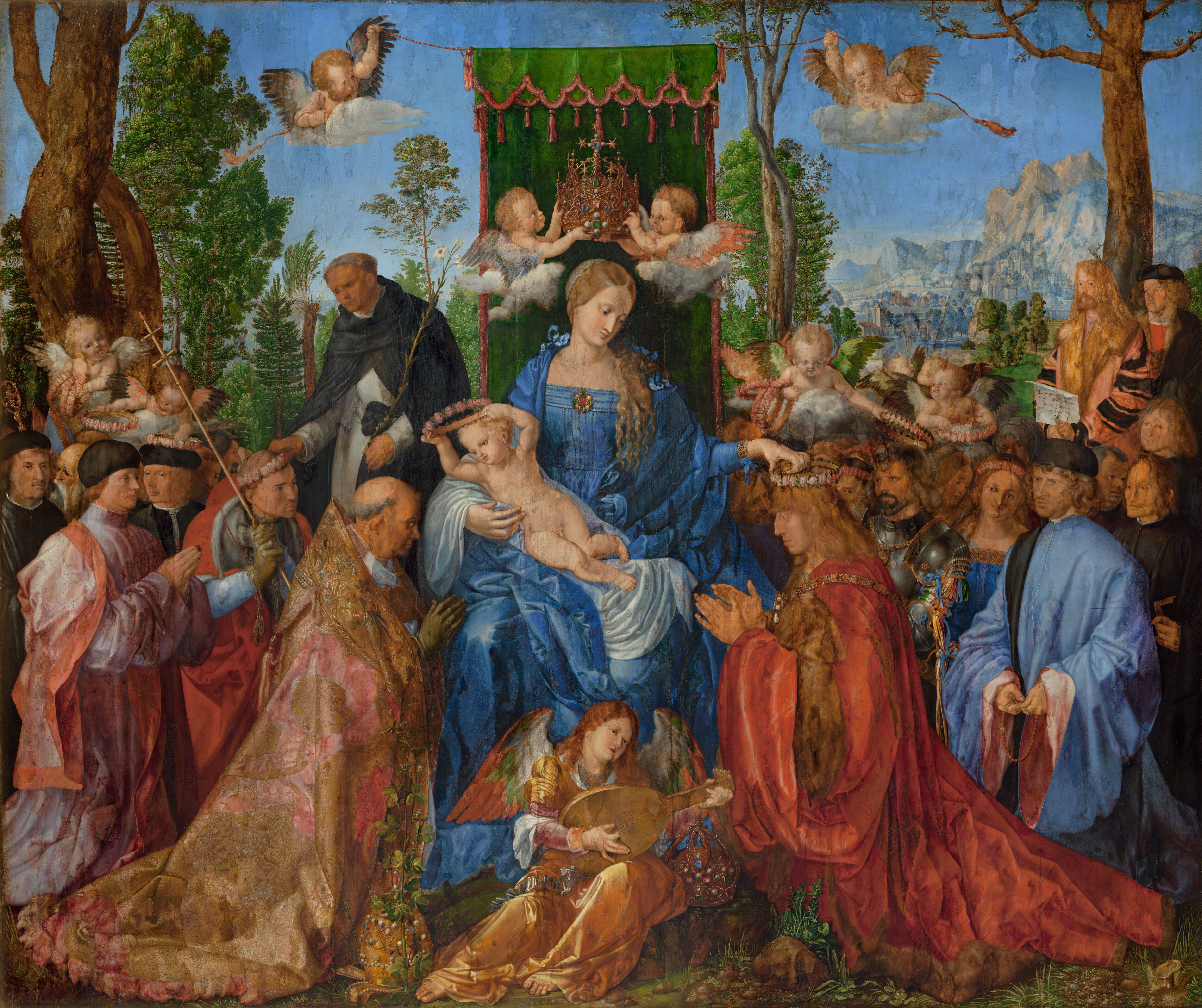
Alberto Durero, La Virgen de la fiesta del Rosario (1506)

En 1505, y hasta principios de 1507, el pintor alemán más importante de la época, Alberto Durero visitó la ciudad de Venecia por segunda vez, habiendo estado ya allí en 1494-1495. En ese momento su fama estaba ya muy extendida gracias a una serie de grabados distribuidos por toda Europa. Los comerciantes de la Fondaco dei Tedeschi le encargaron entonces un retablo para su iglesia del Rialto, San Bartolomeo.
En el campo de la pintura, el maestro alemán asimiló las reglas del arte veneciano de la época, como el rigor de la composición piramidal con el trono de María en la cima, la monumentalidad del conjunto y el esplendor cromático, así como la representación precisa de detalles y fisonomías, la intensificación gestual y la concatenación dinámica entre los personajes. Su obra, y en particular la La Virgen de la fiesta del Rosario, recuerda la tranquila monumentalidad de Giovanni Bellini, con un homenaje explícito al ángel músico en el centro. A pesar de la admiración general y su resonancia, la pintura de Durero tuvo poca influencia en los artistas venecianos, a diferencia de sus grabados. Si las obras creadas o dejadas en la ciudad de la laguna no son identificables con certeza, muchas pistas y citas, iconográficas y estilísticas, confirman que su estancia no pasó desapercibida, contribuyendo al nacimiento del tonalismo, resultante del sfumato y de la perspectiva aérea.

#### Artistas lombardos en Venecia

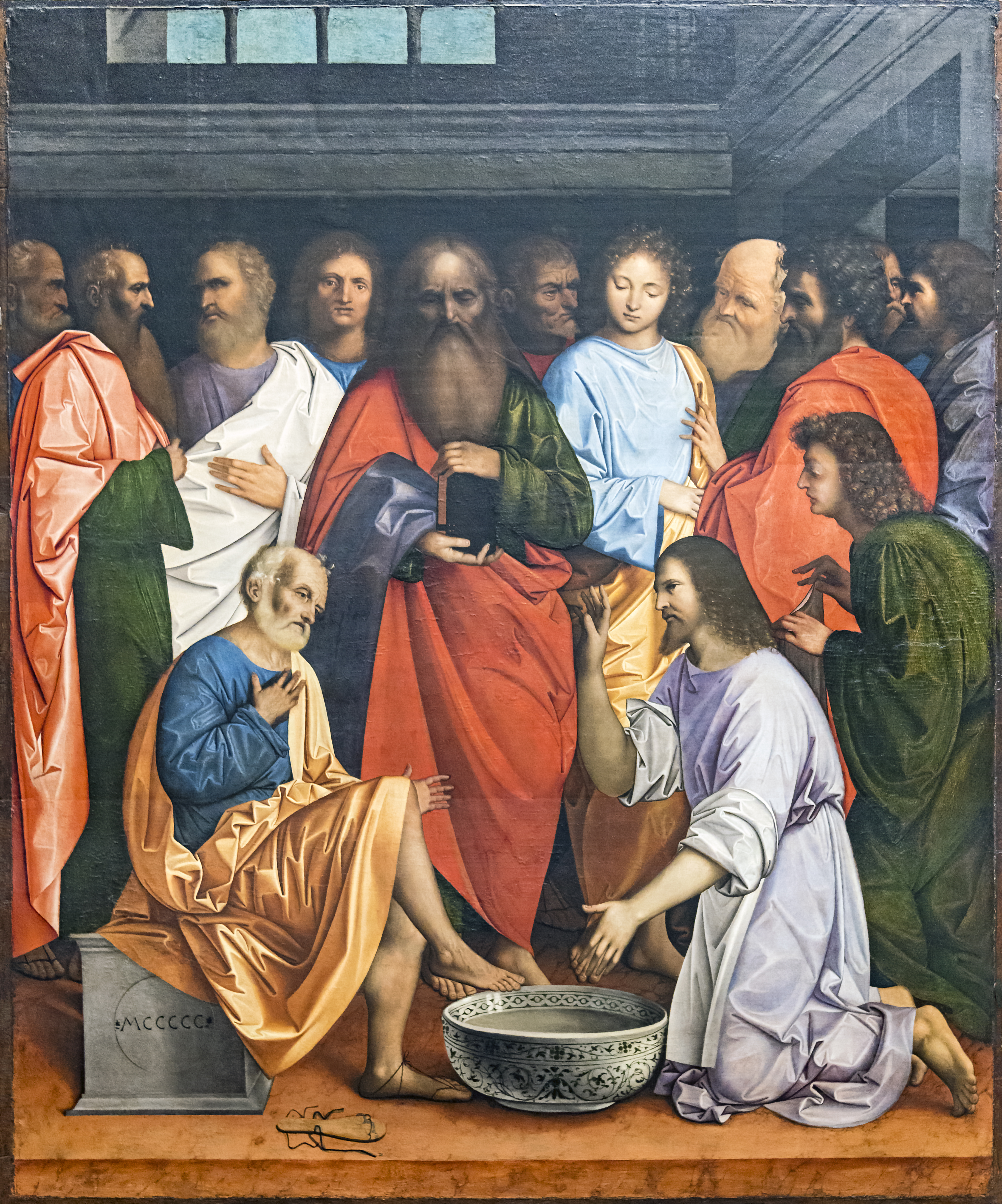
Giovanni Agostino da Lodi, Lavado de pies (1500)

La presencia e influencia de los artistas lombardos llamados los Leonardeschi en los años que siguieron, están más documentadas. En Venecia, la nación lombarda se reunía en la  Scuola dei Lombardi, situada en un edificio construido a finales del siglo XV en la basílica dei Frari. Allí predominaban en número los escultores y canteros, incluidos los de la familia Lombardo. Desde el final del siglo XV, sin embargo, algunos pintores estaban presentes y bien integrados, entre otros Andrea Solario, hermano del escultor Cristoforo, autor de pequeños trabajos sobre temas sagrados, y Giovanni Agostino da Lodi, considerado el primer divulgador de las ideas de Leonardo en Venecia y autor del Retablo de los Barqueros de la Iglesia de San Pietro Martire en Murano.
Luego llegaron Francesco Napoletano que murió en Venecia en 1501, y Marco d'Oggiono, antiguo colaborador de Leonardo que ejecutó una serie de pinturas para la Scuola dei Lombardi, ahora perdidas, y que ciertamente contribuyó a la difusión de las visiones de Leonardo entre los artistas de la Serenissima, en particular en Giorgione.

#### Giorgione

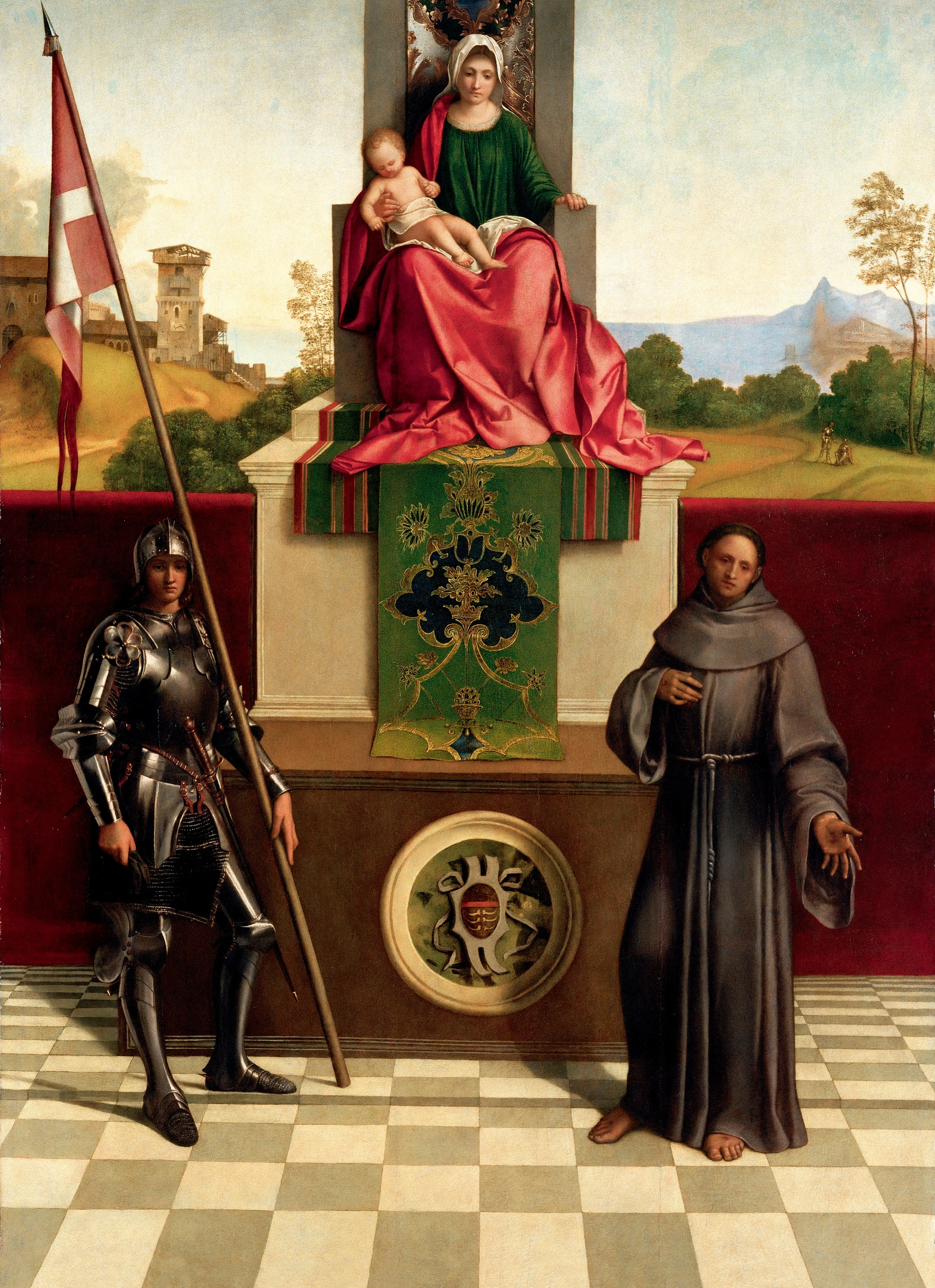
Giorgione, Retablo de Castelfranco (ca. 1502)

Giorgione llegó, al parecer, a Venecia alrededor de 1503-1504, donde fue alumno de Giovanni Bellini al mismo tiempo que Tiziano, que también le influirá. Provocó una profunda renovación del lenguaje pictórico de la laguna en poco más de diez años de actividad, introduciendo cuatro aspectos nuevos en el arte veneciano: el tema laico, de pequeñas dimensiones, para particulares y coleccionistas, así como Bellini había creado pequeñas obras religiosas no destinadas a una iglesia; el claroscuro, con la progresión de una extrema delicadeza y de paleta muy evocadora; el desnudo; los paisajes pintados por ellos mismos. Liberó a la pintura-narrativa de su papel de celebración militar o religiosa con función documental, que habían practicado Gentile Bellini y Carpaccio, y que luego cayó en desuso. Con él, los temas profanos se multiplicaron, se concedió una atención apasionada a la vida, al desnudo, al paisaje, que ya no era esencialmente sagrado como en Giovanni Bellini, sino secularizado y laico. Giorgione basaba la construcción y unidad de la pintura ya no en la certeza mensurable de la perspectiva, lineal o coloreada, sino en la coherencia, irrefutable e intangible, de la «luz». En su paleta, el blanco, que se convertía en luz vibrante y condensación luminosa, jugó un papel nuevo y decisivo.
Personaje misterioso en muchos aspectos y del que se dispone de muy poca información biográfica contrastada, fue un artista perfectamente integrado en el círculo de los intelectuales aristocráticos, para los que creó retratos y sobre todo pequeñas obras de complejos significados alegóricos, hoy todavía solo parcialmente descifrados. Sus simpatías humanistas fueron numerosas. Se le conoce por participar en las refinadas celebraciones de los patricios o en las de la reina de Chipre, Caterina Cornaro, en su retiro de Asolo, frecuentado entre otros por Bembo, y donde se consagra a la poesía, a la música, a la filosofía y al amor. Esos círculos humanistas elaboraban la versión veneciana del neoplatonismo florentino. La atmósfera parece haber sido de una relativa preciosidad en la que se soñaba con la Arcadia, donde se evocaba una edad de oro mística y presente, transposición refinada y casi superficial del optimismo y de la fe mesiánica renaciente. Poeta, músico, hombre de mundo, amante perfecto, tenía todas las características del hombre del nuevo siglo.
Inspirándose en los modelos de Leonardo, desarrolló un estilo suave y cálido donde el color era maestro: a menudo extendido directamente sobre el soporte sin un dibujo preparatorio preciso, creaba variaciones de luz mediante «manchas» de color que definían el volumen de los personajes, produciendo ese resultado particular en el que los personajes parecen indisolublemente mezclados con el paisaje. La inspiración del momento comenzaba así a tomar el relevo del estudio preparatorio.
Una redacción cromática delicada en la que la atmósfera y la armonía entre los personajes y el entorno eran puestos en valor, aparecía ya en las obras atribuidas a su primera etapa, como la Sagrada Familia Benson o la Adoración de los pastores Allendale. El Retablo de Castelfranco (c. 1502) muestra una simplificación estructural innovadora: Giorgione sitúa la Sacra conversazione, siempre dispuesta en forma piramidal, en un contexto rural más que arquitectónico (como en la tradición de Giovanni Bellini) y sin tener en cuenta el rigor de la perspectiva (como se puede ver en la relación entre la profundidad del trono y el suelo en damero que carece de nitidez). Pero sobre todo, las figuras de los santos laterales fueron modeladas con suaves transiciones de sombra y luz, sobre un fondo con un parapeto rojo que divide la composición en dos mitades, una terrenal y otra «celestial». El dominio de la perspectiva aérea ya es perfecto, los objetos más distantes están iluminados por el efecto de la bruma natural. Giorgione introdujo aquí un nuevo tipo de «lógica pictórica» que era una lógica de sugestión, de alusión, una «lógica de lo imaginario» que operaba en la imagen, que lo empujaba a inventar lo que se convertirá en uno de los temas más vagos y más vivaces de la pintura occidental, la mujer desnuda en un paisaje.

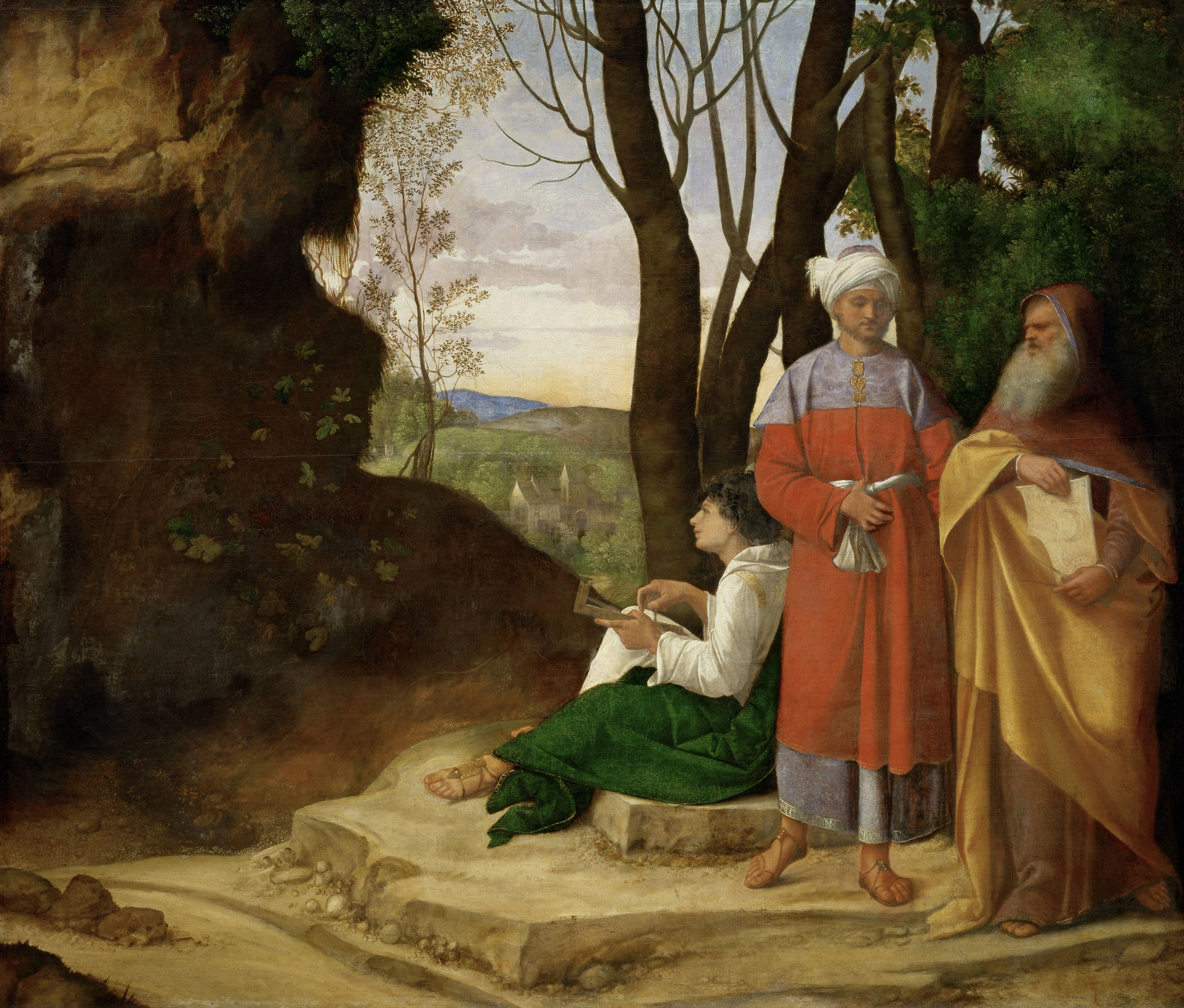
Los tres filósofos (ca. 1504-1505)

En Los tres filósofos (ca. 1504-1505) se fusionaron muchos elementos alegóricos, quizás en referencia a una representación de los Magos como «reyes sabios». El sol se pone y da a la obra una luz cálida y suave que acentúa la sensación de suspensión y de misterio en la que la aparición de la estrella (quizás el resplandor en la cueva) viene a guíar la búsqueda cognitiva de los Magos. Los colores son hábilmente borrosos, vívidos en primer plano, apagados en el fondo. La tormenta, ejemplo de paisaje en el que se integran perfectamente las figuras alusivas, es igualmente compleja, rica en significados que se superponen.
Obras de esta complejidad nacieron en un contexto de relaciones muy estrechas entre cliente y artista que compartían una misma cultura, como muestra una carta de Taddeo Albano a Isabel de Este en la que el agente se declaraba incapaz de poder adquirir una obra de Giorgione para la marquesa porque los propietarios no las habrían vendido «pour prætio personne» habiendo «hecho que quisieran disfrutarla para ellos».
La Venus dormida fue la obra maestra del último período de Giorgione, una recuperación iconográfica de la antigüedad que tuvo un éxito considerable más allá de Venecia, en la que la diosa dormida, de límpida e ideal belleza, se descubre de sutiles acordes rítmicos con el paisaje que la domina. Anunciaba a las mujeres de Tiziano, dando a la carne femenina un resplandor y una frescura únicos, gracias al suave empaste que da la impresión de una ser epidermis viva. La Venus dormida firmó la entrada del erotismo en la pintura culta. No es casualidad que Giorgione fuese uno de los iniciadores: su actividad como pintor está íntimamente ligada a la corte de Asolo y al humanismo sentimental que envolvía a la exiliada reina de Chipre, convertida en pensionista de la Serenísima.
Hacia 1508, Giorgione recibió el único encargo público del que quedan huellas, el fresco de la fachada exterior de la Fondaco dei Tedeschi, realizado en colaboración con Tiziano. Del ciclo solo queda la figura de un Desnudo muy degradado. En otras obras del artista que datan de este período, son visibles múltiples referencias simbólicas y un intenso naturalismo, como en el Retrato de una anciana (c. 1506).
Giorgione ejerció una fuerte influencia sobre Bellini, pero también en la siguiente generación: Palma, Sebastiano del Piombo, Tiziano, Giovanni Gerolamo Savoldo, Paris Bordone y Dosso Dossi emprendieron el camino que él había trazado.

Obras de Giorgione
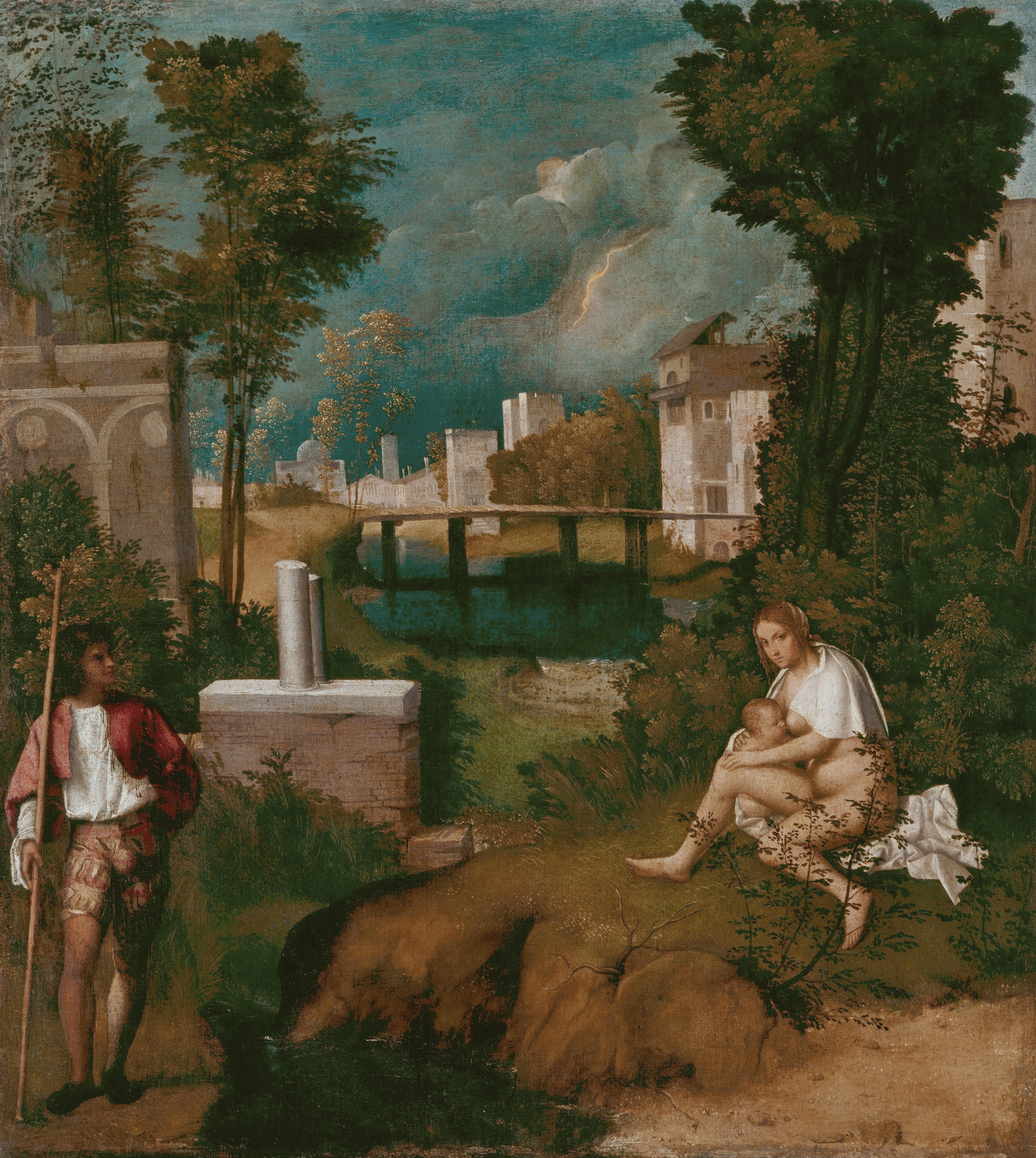
La tempestad (ca. 1505-1508)
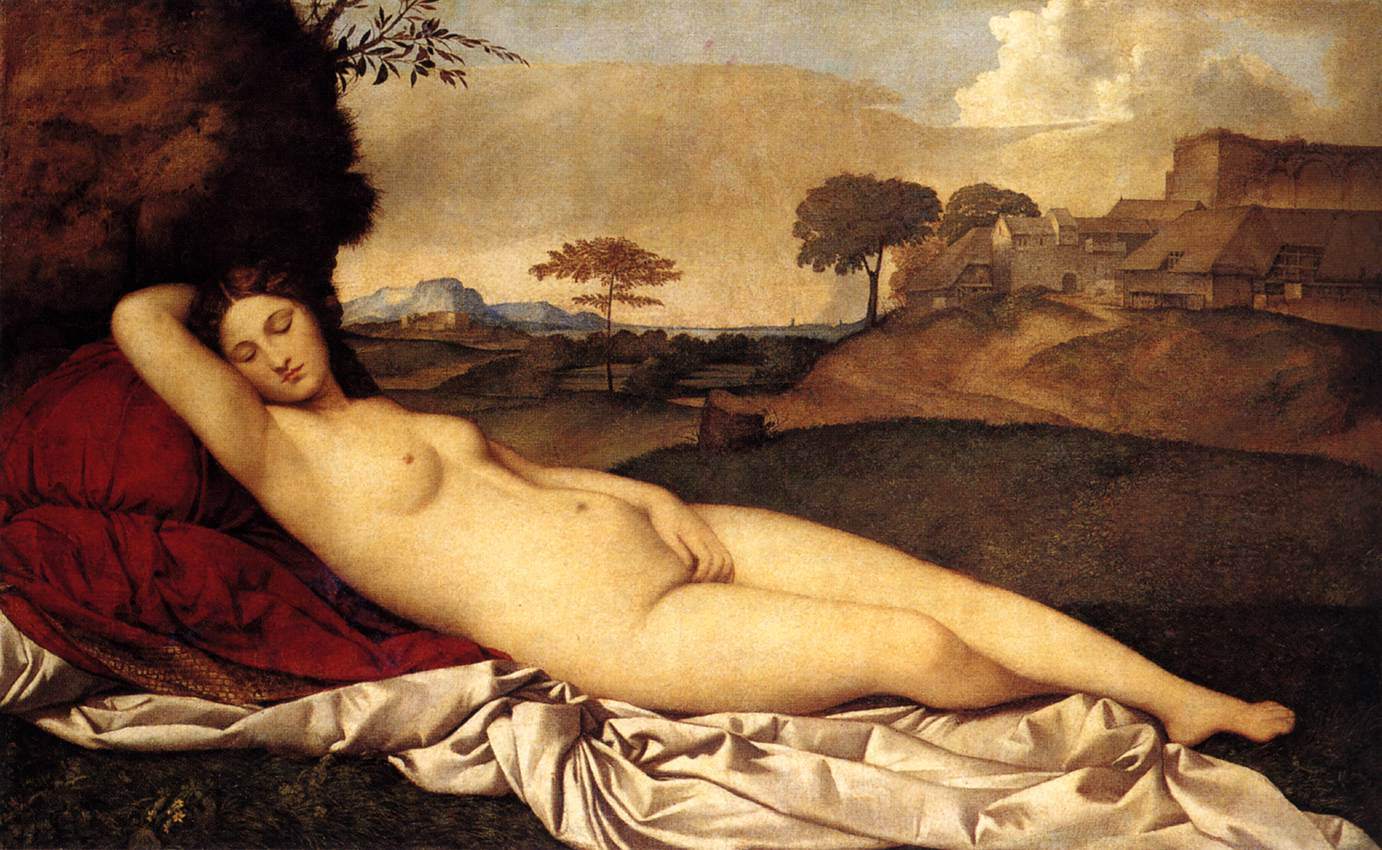
Venus dormida (ca. 1507-1510)
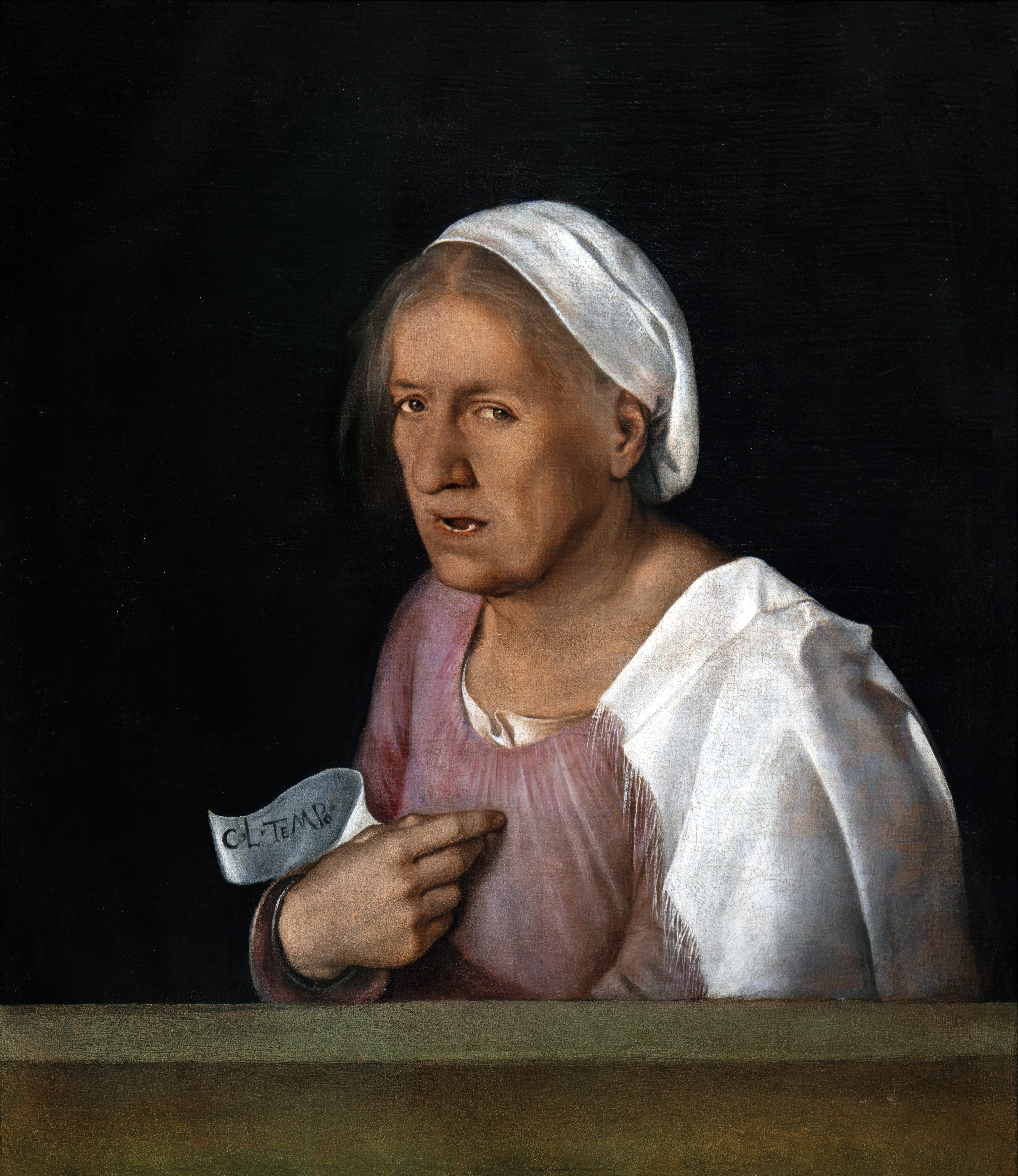
Retrato de una anciana (ca. 1506)

#### Actividad tardía de Giovanni Bellini

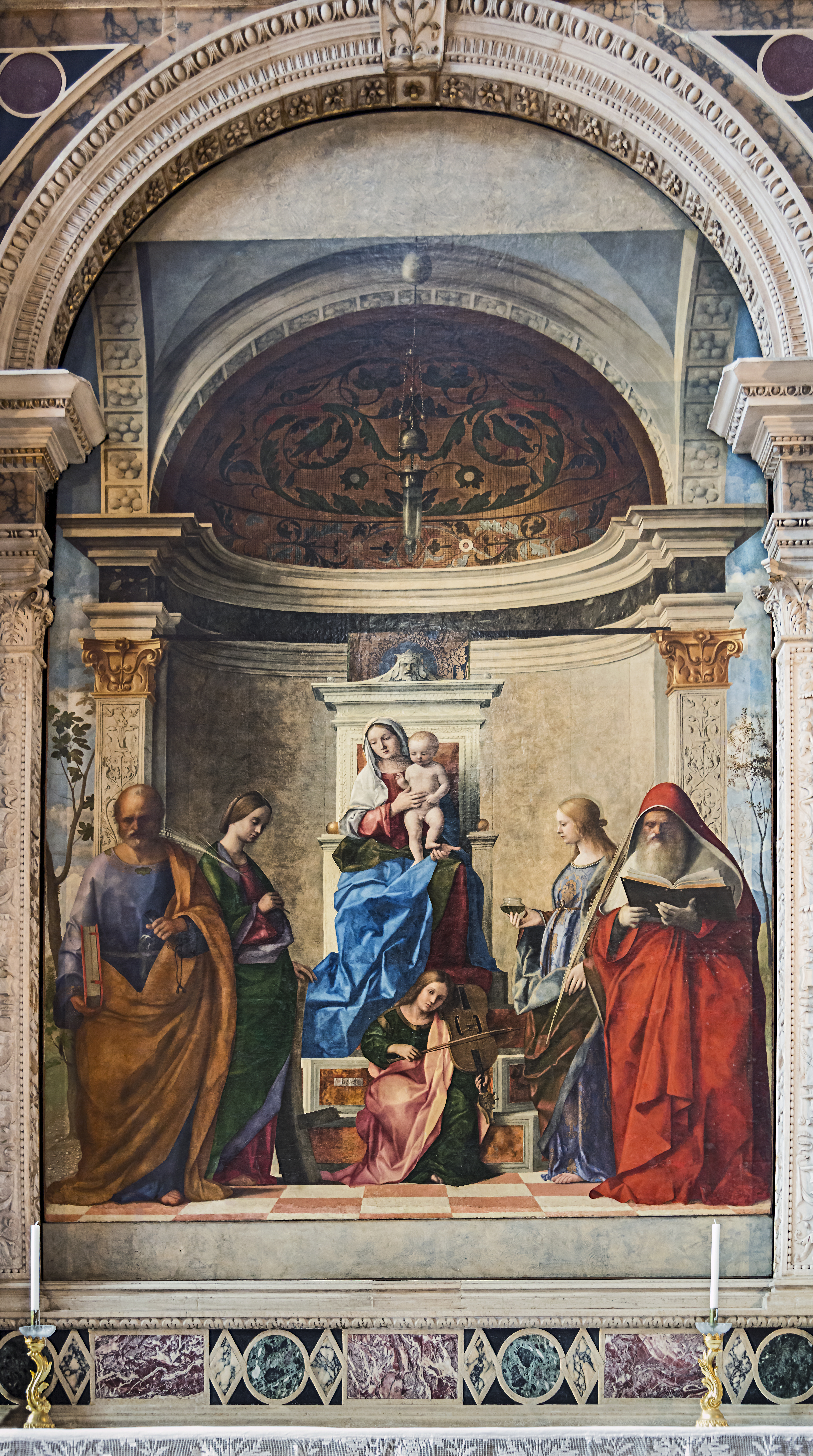
Retablo de San Zaccaria (1505)

El ejemplo de Giorgione aceleró el proceso en curso desde las dos últimas décadas del siglo XV de la representación de la profundidad del espacio mediante un efecto de modulación del aire y de la luz, en el que los personajes se insertaban con una calma natural. Entre los protagonistas de esas modificaciones se encontraba Giovanni Bellini, ya anciano, con obras como el  El bautismo de Cristo y la Madonna del Prato,  pero fue realmente con obras posteriores, como el Retablo de San Zaccaria, donde reveló su asimilación y apropiación de la técnica tonalista de Giorgione. En esa obra, la estructura arquitectónica se abre en los laterales a vistas despejadas del paisaje que dejan entrar una luz clara y cálida, destacando la intensa concentración de los personajes, así como la riqueza cromática de sus vestimentas.
Se dio un paso más en la fusión entre los elementos del paisaje y los personajes con el retablo de San Jerónimo leyendo con San Cristóbal y San Luis de Toulouse para la iglesia de San Giovanni Grisostomo que incorporaba ya las ideas de jóvenes maestros como Il Giorgione (Retablo de Castelfranco) o incluso de Sebastiano del Piombo ( Retablo de San Juan Crisóstomo).
Su renombre, que ahora sobrepasaba las fronteras del estado veneciano, le permitió recibir numerosas solicitudes de particulares sobre temas raros vinculados con la literatura y el clasicismo. En una carta de Pietro Bembo a Isabel de Este (1505), el maestro anciano decía estar plenamente involucrado en las nuevas relaciones culturales en las que el artista participaba entonces en la elaboración temática e iconográfica del tema solicitado por su cliente.
Con una notable sensibilidad y una asombrosa apertura mental, Bellini reaccionó a las invenciones de Il Giorgione y de Tiziano. El festín de los dioses es una de sus últimas obras maestras que hace vislumbrar la serie de decoraciones pictóricas de la sala de Alabastro de Alfonso I de Este. En La embriaguez de Noé, el viejo maestro retomó el tema bíblico animado por la atmósfera de las bacanales, tema recientemente de moda en Venecia. Esas dos pinturas muestran claramente la intención de otorgar a la textura de la materia un papel significativo e incluso emocional, hasta entonces desconocido, mientras que las apariencias eran más sugeridas que descritas con precisión. El trabajo del pintor y la irreductible especificidad del material pictórico tendieron a crear la imagen dotándola de un nuevo poder de sugestión. Un año antes de su muerte en 1515, firmó la Joven desnuda al espejo de un clasicismo límpido, en el que el cuerpo de la mujer se modela delicadamente entre la penumbra del interior y la luz que emana de la ventana abierta sobre un vasto paisaje.

Obras de Giovanni Bellini
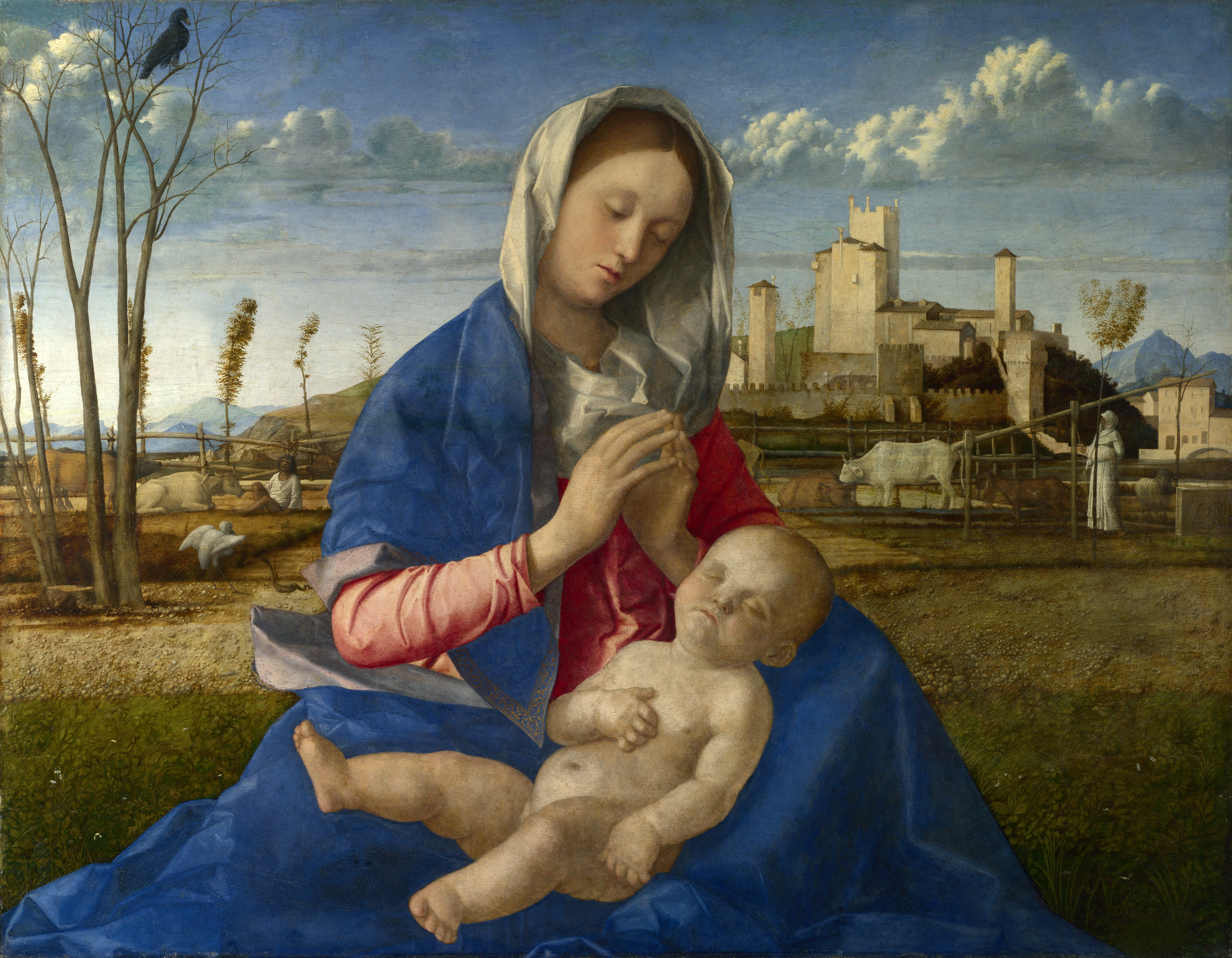
Madonna del Prato (ca. 1505).
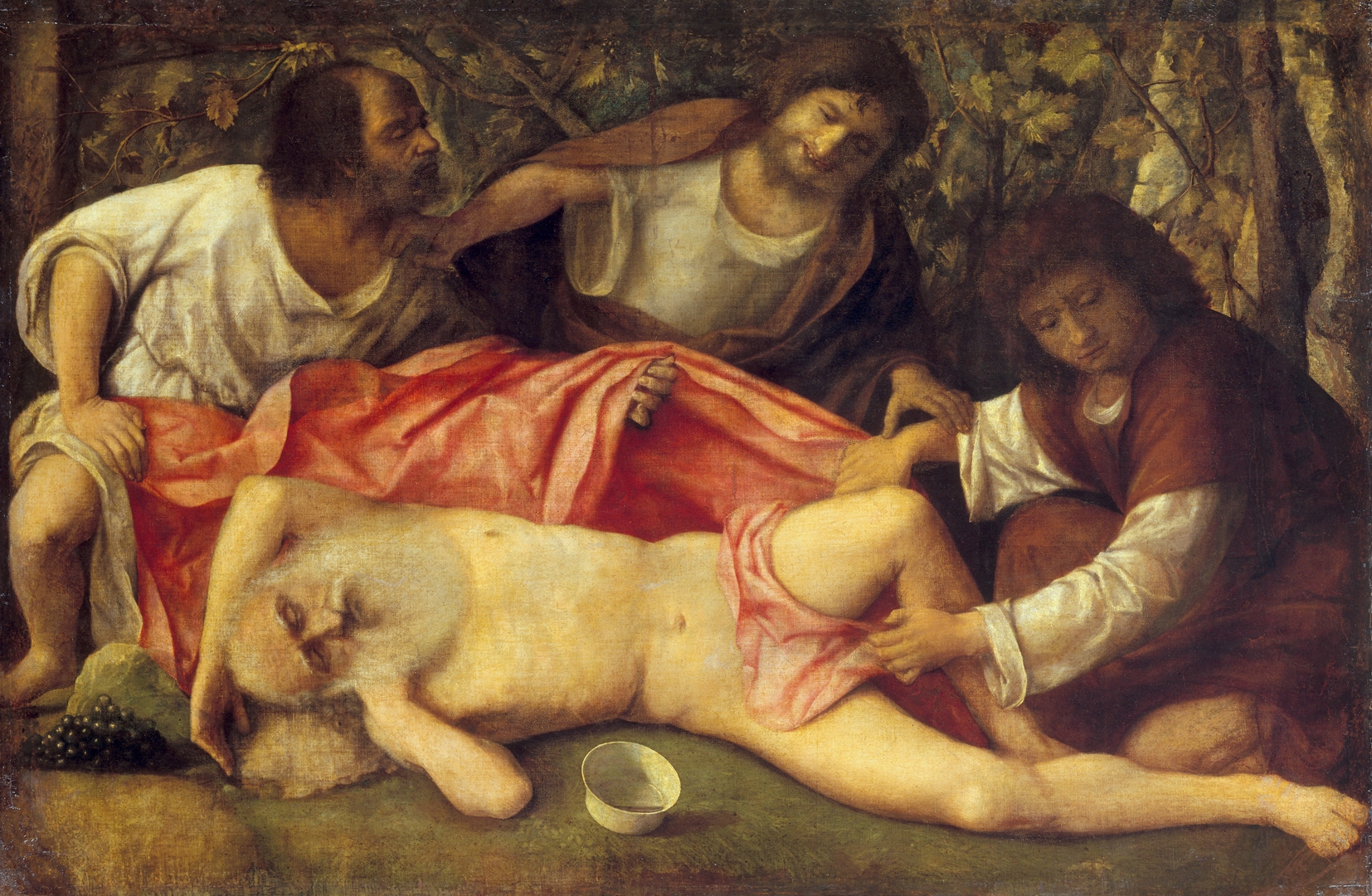
La embriaguez de Noé (ca.1515)
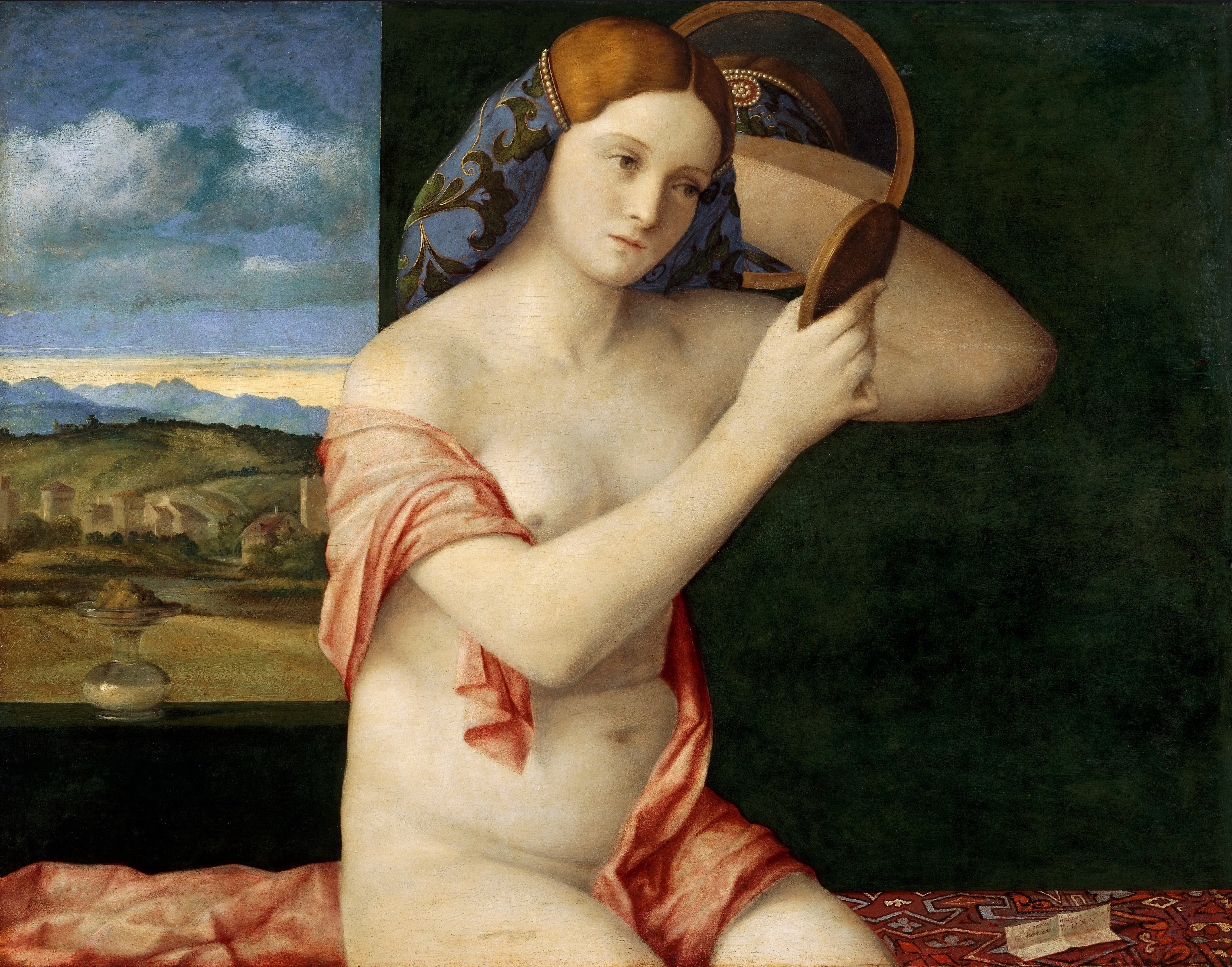
Joven desnuda al espejo (1515)
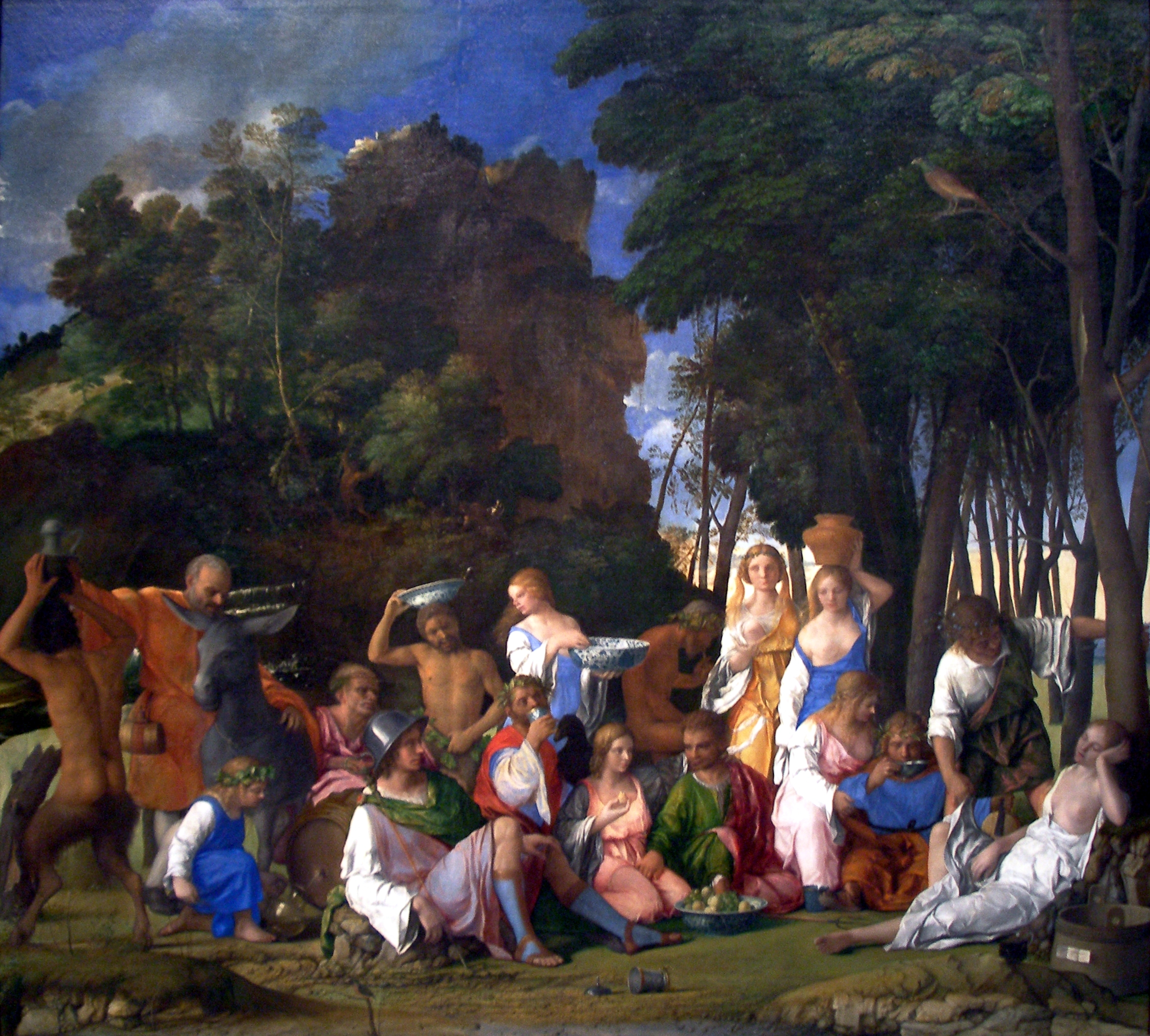
El festín de los dioses (1514)

#### Inicios de Sebastiano del Piombo

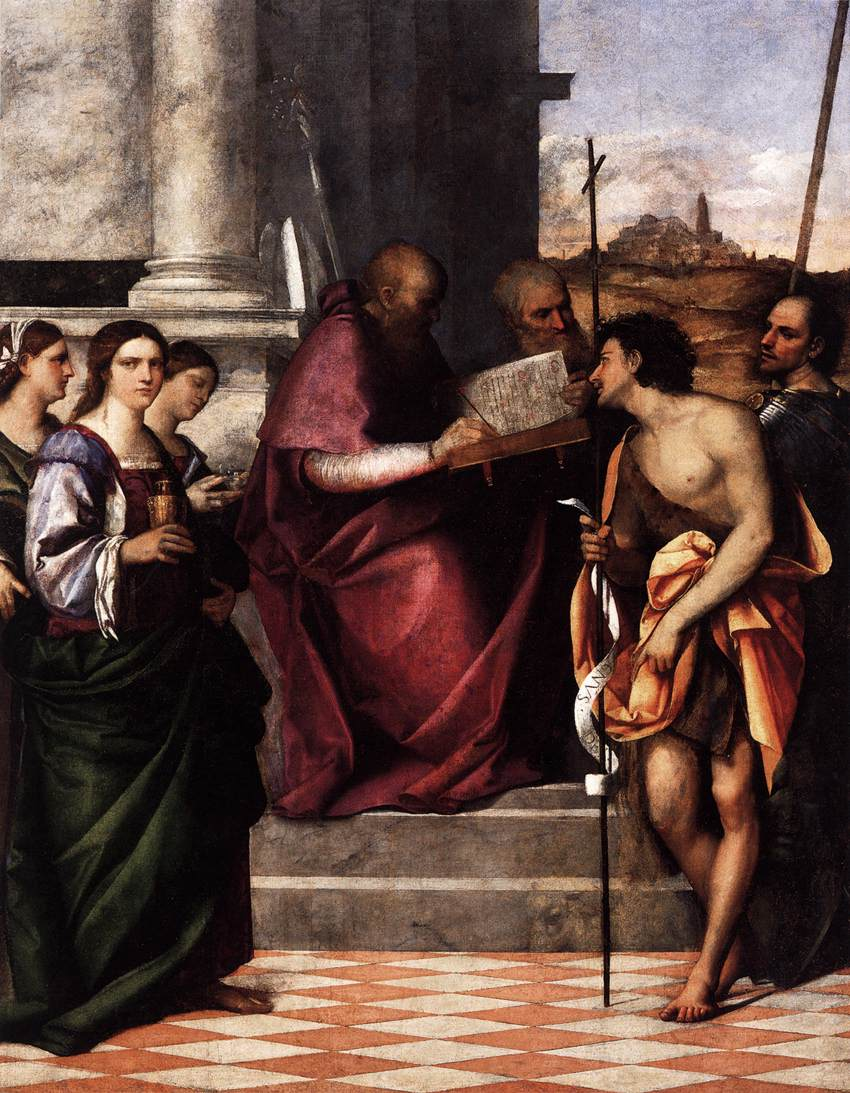
Sebastiano del Piombo, Retablo de San Giovanni Crisóstomo (1510-1511)

El ejemplo de Giorgione fue fundamental en su momento para otro joven artista, Sebastiano Luciani, conocido más tarde como Sebastiano del Piombo (1485-1547). Sus inicios pictóricos tuvieron lugar entre 1506 y 1507, con obras inspiradas en Il Giorgione, pero presentando una mayor preeminencia plástica y monumental, como las puertas del órgano con santos de la iglesia de San Bartolomeo en el Rialto, o el Retablo de San Giovanni Crisóstomo. Este último presentaba una atrevida composición asimétrica, con el fondo dividido entre una parte arquitectónica y una apertura a un paisaje, según un esquema que luego será reutilizado con éxito (como La Virgen de Pesaro de Tiziano).

#### Inicios de Lorenzo Lotto

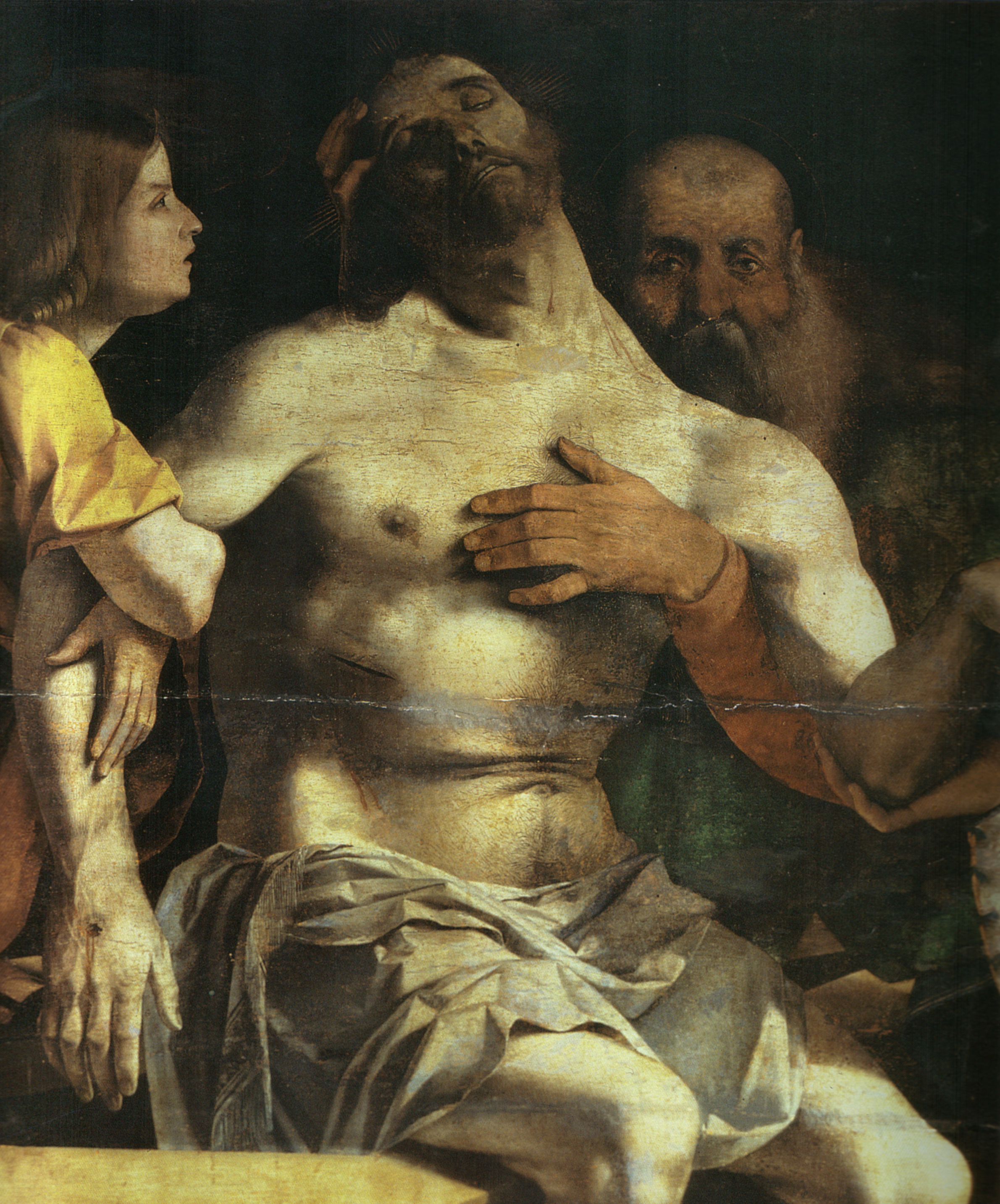
Lorenzo Lotto, Pietà de Recanati (detalle, 1506-1508)

Las primeras experiencias de Lorenzo Lotto (1480-1556), activo al menos desde 1503, son más originales. Ese año, estaba en Treviso, donde pintó un retrato del margrave Bernardo de Rossi que se caracteriza por una estructura plástica sólido y una definición fisonomista precisa, que se hace eco de las sugerencias psicológicas de Antonello da Messina y de la agudeza del arte nórdico.
Poco a poco, su lenguaje comienza a alejarse de la cultura del momento para convertirse en una especie de inquietud que se manifiesta tanto en sus elecciones formales como en los contenidos. Por ejemplo, el Retablo de Santa Cristina al Tiverone  aparece como una reposición del Retablo de San Zaccaria de Bellini, pero se distingue de él por un ritmo más apretado que lleva a los personajes a entretejer miradas y gestos con actitudes agitadas y confusas, abandonando toda contemplación serena y silenciosa. La luz es fría e incidente, lejos de la atmósfera cálida y envolvente de los tonalistas.
El artista acompaña estas resistencias a los principios dominantes de una apertura hacia un realismo más agudo en la representación de los detalles, un sentimiento más patético y una atracción por la representación de una naturaleza inquieta y misteriosa, propia de artistas nórdicos como los de la escuela del Danubio. Obras como las Matrimonio místico de Santa Catalina, el San Jerónimo Penitente o el Políptico de Recanati son ejemplos.

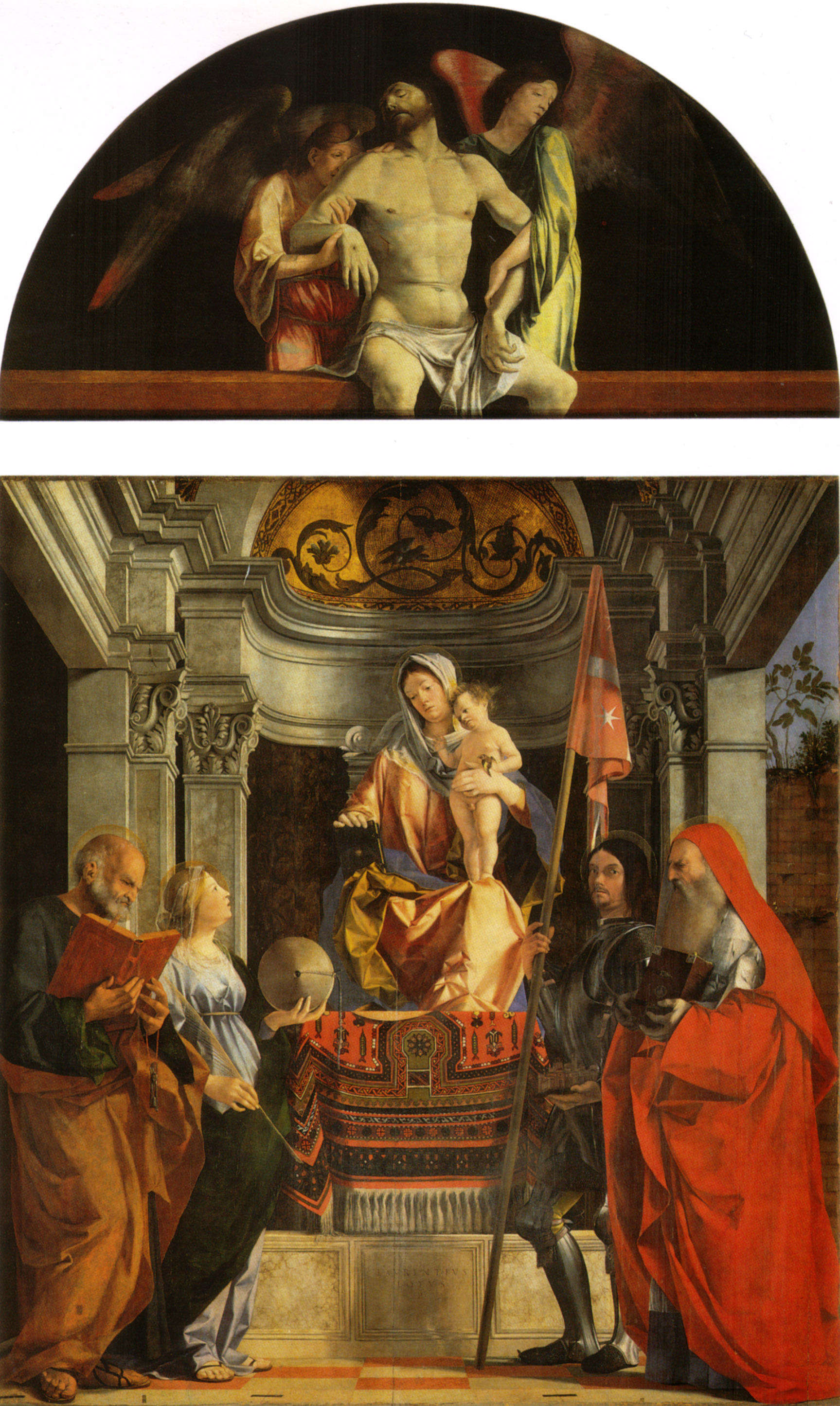
Retablo de Santa Cristina al Tiverone (ca. 1504-1506)
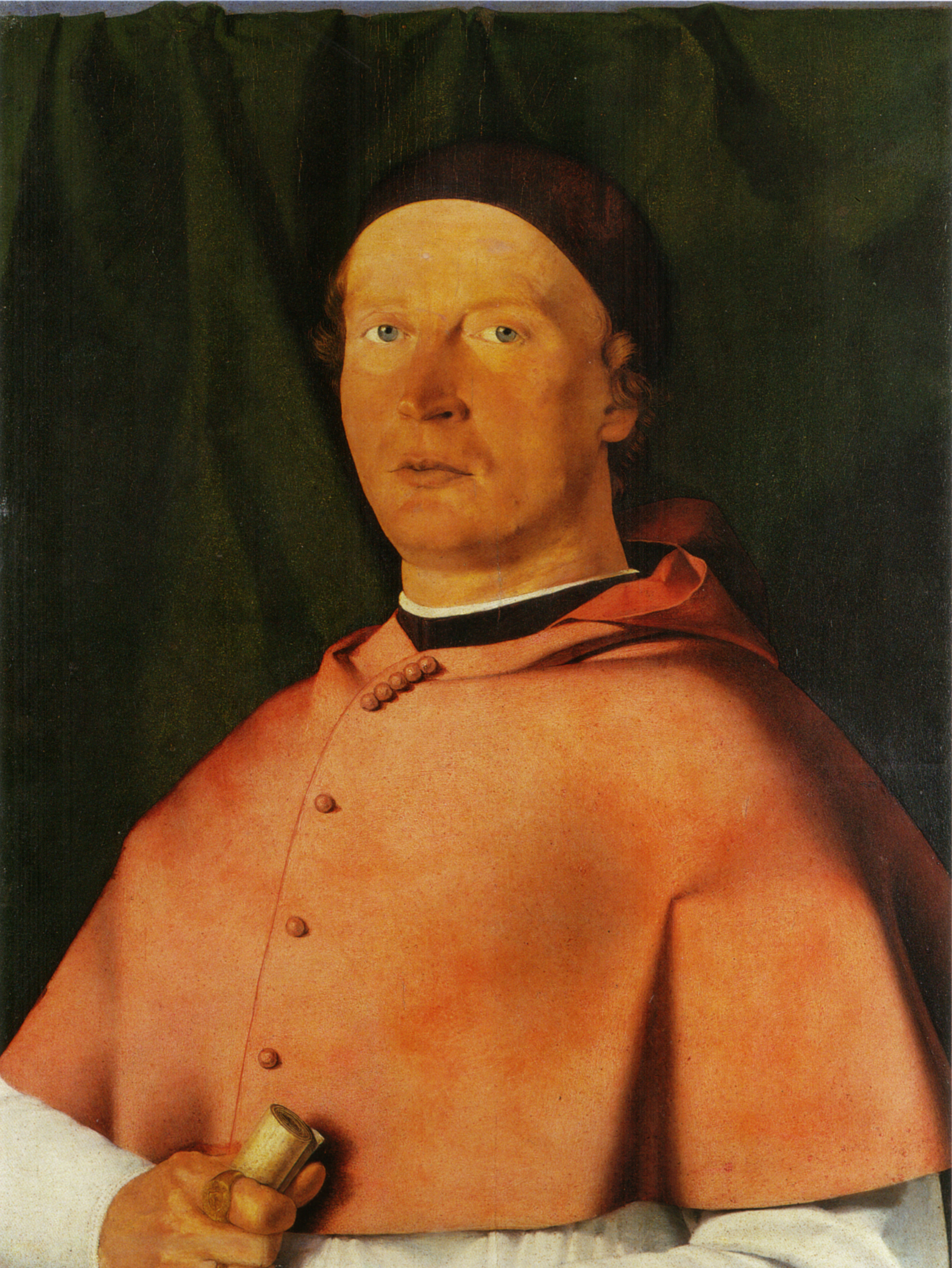
Retrato del obispo Bernardo de 'Rossi (1505)
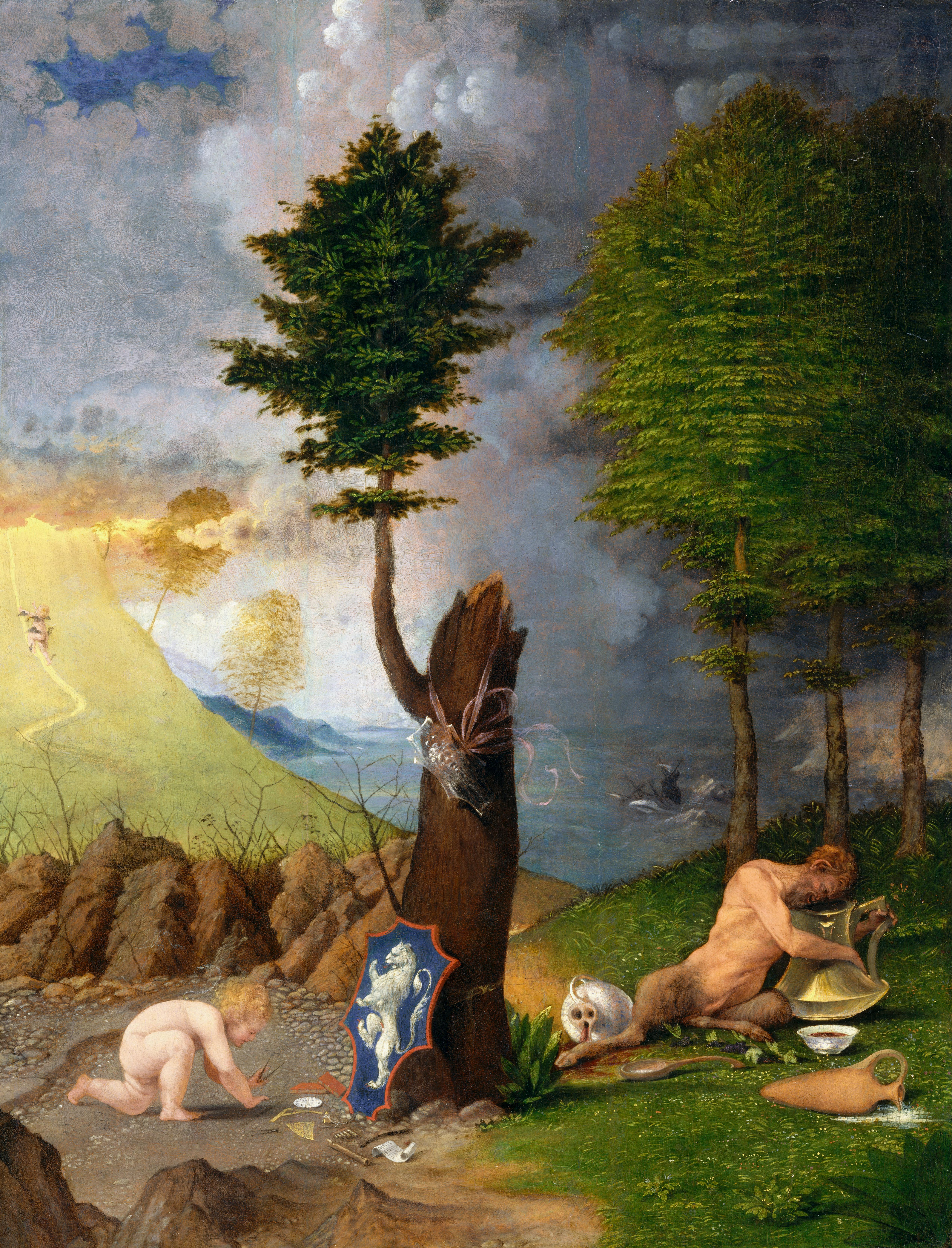
Alegoría del vicio y la virtud (1505)
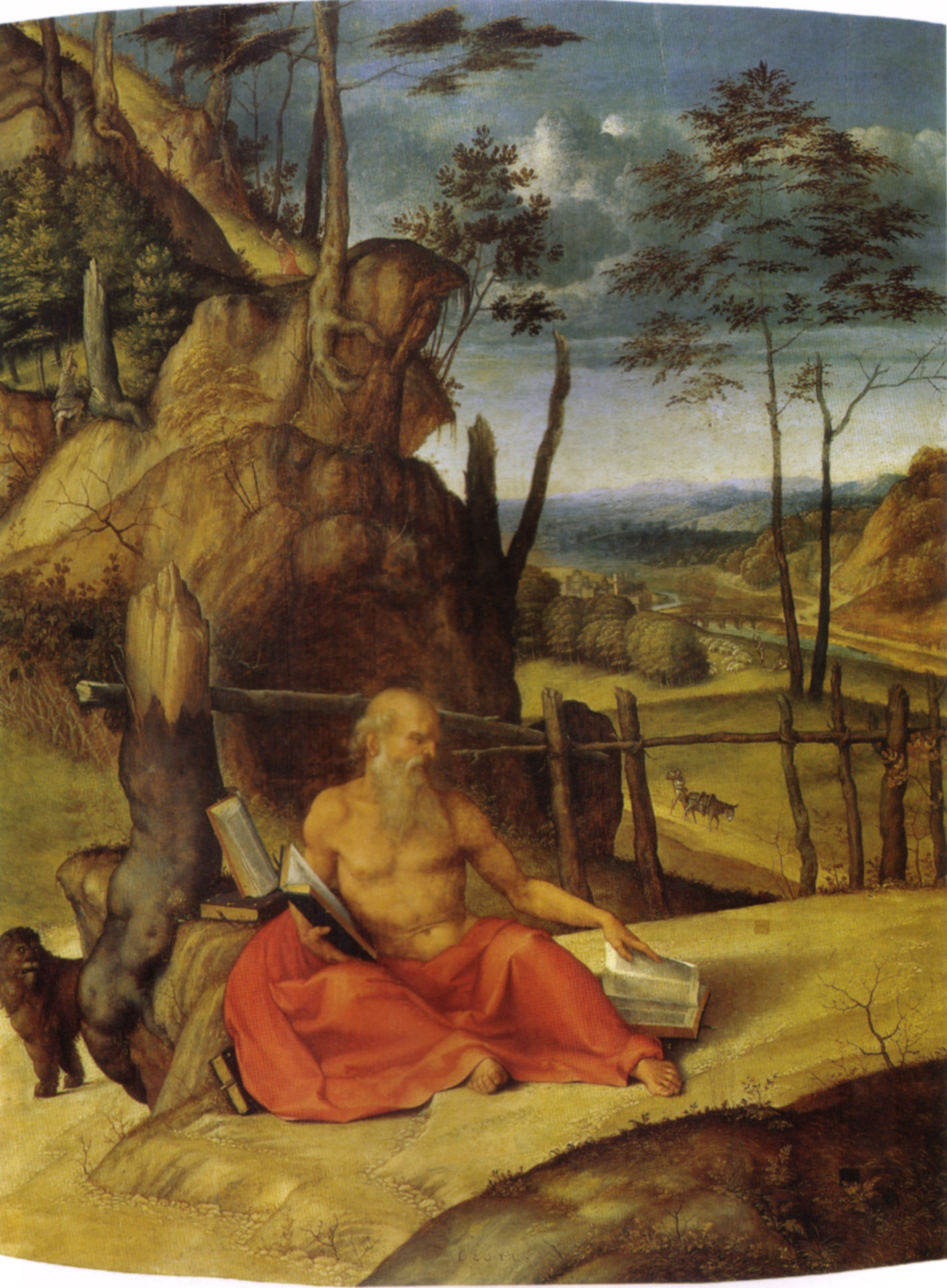
San Jerónimo penitente (ca. 1509)

#### Tiziano

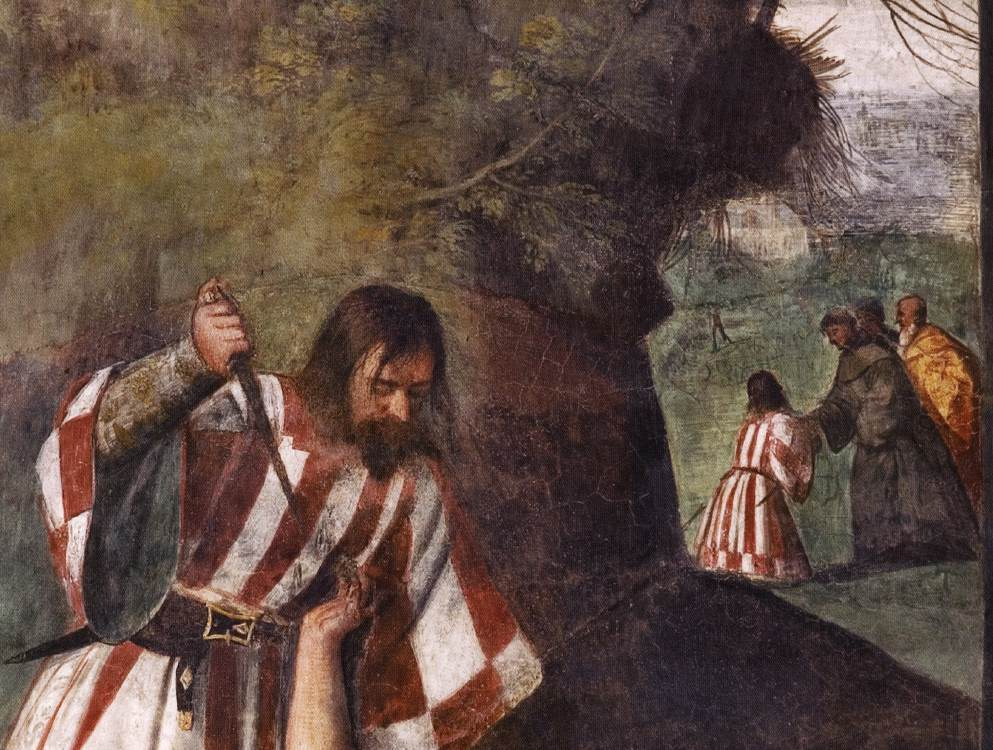
Tiziano, Milagro de un esposo celoso (detalle, 1511)

Tiziano también hizo sus primeros pasos en el comienzo del siglo XVI, llamado después de la muerte de Giovanni Bellini (el El festín de los dioses) y de Giorgione (la Venus de Dresde)  para completar algunas de sus obras. Alrededor de la década de 1510, su impregnación del arte de Giorgione estaba tan interiorizada que hizo extremadamente difícil, incluso para hoy, atribuir ciertas obras como el Concierto campestre, a uno u otro, ahora casi unánimemente atribuida a Tiziano aunque animada de temas intelectualmente queridos a Giorgione.
El estilo del pintor de Pieve di Cadore  pronto se caracterizó por una mayor intensidad cromática y monumental de los personajes que son más sólidos e insertados en contextos narrativos de una comprensión inmediata, como los frescos de los Milagros de San Antonio de Padua en la Scuola del Santo en Padua (1511). En esas primeras obras aparecen de inmediato la eficacia dramática y un reflejo decisivo del espacio.
La muerte de Giorgione luego de Giovanni Bellini, la partida de Sebastiano del Piombo y de Lorenzo Lotto, a principios del siglo XVI favorecieron la afirmación indiscutible de Tiziano en la escena veneciana. Rápidamente se hizo famoso, especialmente con una serie de retratos, en 1517 fue el pintor oficial de la Serenissima. De esos años también fueron sus pinturas sobre un tema secular, destinadas a los clientes más cultos, como Las tres edades del hombre (c. 1512) y El amor sagrado y profano (c. 1515). Su éxito en Venecia estaba íntimamente ligado a la posición social y política que supo dar a su arte. Entendió que la cultura había adquirido, desde los primeros años del Cinquecento, un poder que la convertía en un «tercer poder», a la par del poder económico y político. Sin duda, fue el primero en sacar todas las consecuencias prácticas. Entre 1508 y 1518 dedicó gran parte de su actividad a la xilografía. Esos grabados, a menudo con alusiones políticas, estaban destinados a una clientela popular y permitieron difundir entre el pueblo veneciano los temas de la ideología oficial de la Serenísima, sin dejar de estar impregnados de cultura clásica y de referencias a modelos prestigiosos del pasado cercano (Mantegna) o presente (Miguel Ángel).
Alrededor de 1518, comenzó a medirse a distancia con Miguel Ángel y Rafael. El retablo de la Asunción de la Virgen despierta admiración pero también perplejidad, por el salto decisivo en el estilo, las dimensiones monumentales, los gestos elocuentes y un uso del color que transmitía una energía sin precedente, ahora bien lejos de los tranquilos ambientes del tonalismo.
Su fama le valió los primeros encargos de las cortes italianas, incluidas las de Ferrara y de Mantua. Alfonso I de Este le encargó una serie de Bacanales para su gabinete de Alabastro, entre las que destaca Baco y Ariadna, que mezcló referencias clásicas, un uso dinámico y muy eficiente de los colores, elegidos entre las mejores calidades disponibles en el imperio veneciano.
En los retratos de esos años, Tiziano se centró en la representación de la presencia física de los protagonistas, con unas composiciones e iluminación innovadoras y con poses poco convencionales, en nombre de la inmediatez y la vivacidad. Sus retratos son sin complacencia, gritos de verosimilitud y de humanidad: Venecia era entonces la única ciudad de Italia donde no se reprimía el sentimiento de libertad civil o religiosa, y esa libertad se expresaba en la pintura. La renovación impulsada por el dogo Andrea Gritti se revela en obras como el Retablo de Pesaro, en el que los esquemas del siglo XVI son definitivamente dejados de lado. La Virgen se encuentra en un trono dispuesto lateralmente, como si en la nave lateral de la iglesia, a la que estaba destinado el retablo, hubiese una abertura con un altar orientado en la misma dirección. Los gestos y las actitudes son naturales, en un esquema deliberadamente asimétrico y, por tanto, más dinámico.
Tiziano se ocupa de todos los géneros. Pintor de la vitalidad, celebraba la belleza terrenal pero manifestaba un interés por todos los aspectos de la vida, incluidos sus aspectos violentos, que interpretó con gran naturalismo como en el Suplicio de Marsyas o en Taquin y Lucrecia. Acompaña la renovación de la cultura antigua con sus numerosas telas sobre temas mitológicos. Lleva el desnudo reclinado inventado por Giorgione a un interior y dota su carne femenina de colores suaves y cálidos. Los pintores que siguieron buscarán encontrar la clave de ese sensual arte de la alquimia cromática. La violencia de sus esquemas y su don de simplificación eficaz lo hacían apto para obtener un amplio eco. Su genio inventivo le llevó a encontrar soluciones figurativas que estaban a la vanguardia del modernismo y de la cultura pictórica. Así, en su Asunción, impuso la evidencia de lo sobrenatural.
Gracias a la amistad de Pietro Aretino que estuvo vinculada a numerosos cursos, Tiziano pudo fortalecer el carácter emprendedor de su actividad, convirtiéndose en uno de los artistas más ricos y más buscados de la península. En sus últimos veinte años, de 1556 a 1576, alternó composiciones paganas y tablas religiosas de sentimiento elevado. Su último trabajo, la Pietà de la Academia, acusa particularmente la elección estética por la que había optado desde sus inicios: ausencia de dibujo previo y primacía del color sobre la línea. La pintura directa, la pittura di macchia (pintura de manchas, los empastamientos), la textura espesa y luminosa de la pasta, se antepone a la forma. Entonces, Tiziano pintaba más con la mano que con el pincel, liberándose de los contornos netos.
La obra de Tiziano reivindicaba y afirmaba el derecho de la pintura a dominar sus signos. En una cultura donde primaba lo literario, fundó un código pictórico donde el significado de la pintura pretendía ser transmitido por medios específicamente figurativos.

Obras de Tiziano
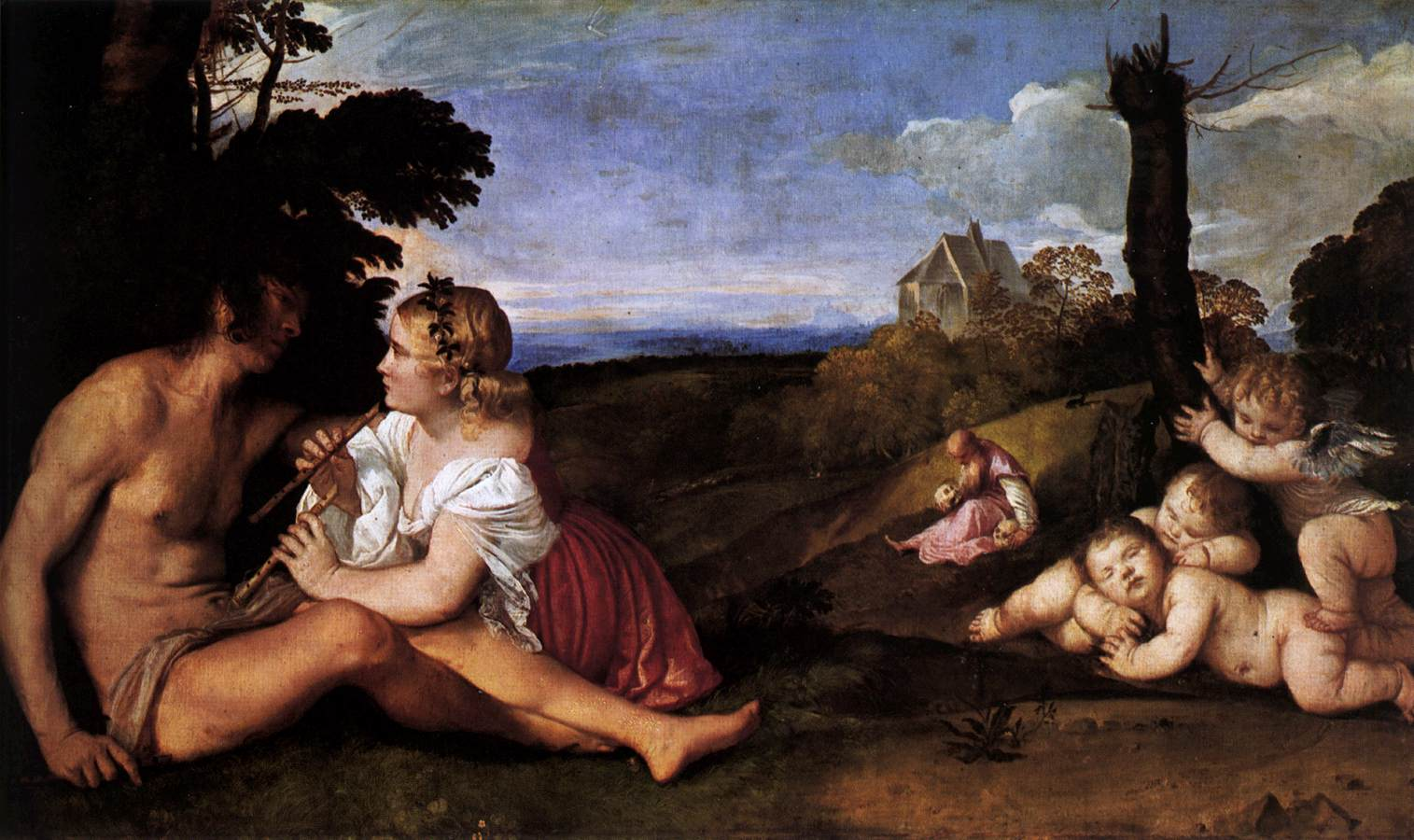
Alegoría de las tres edades de la vida (ca. 1512)
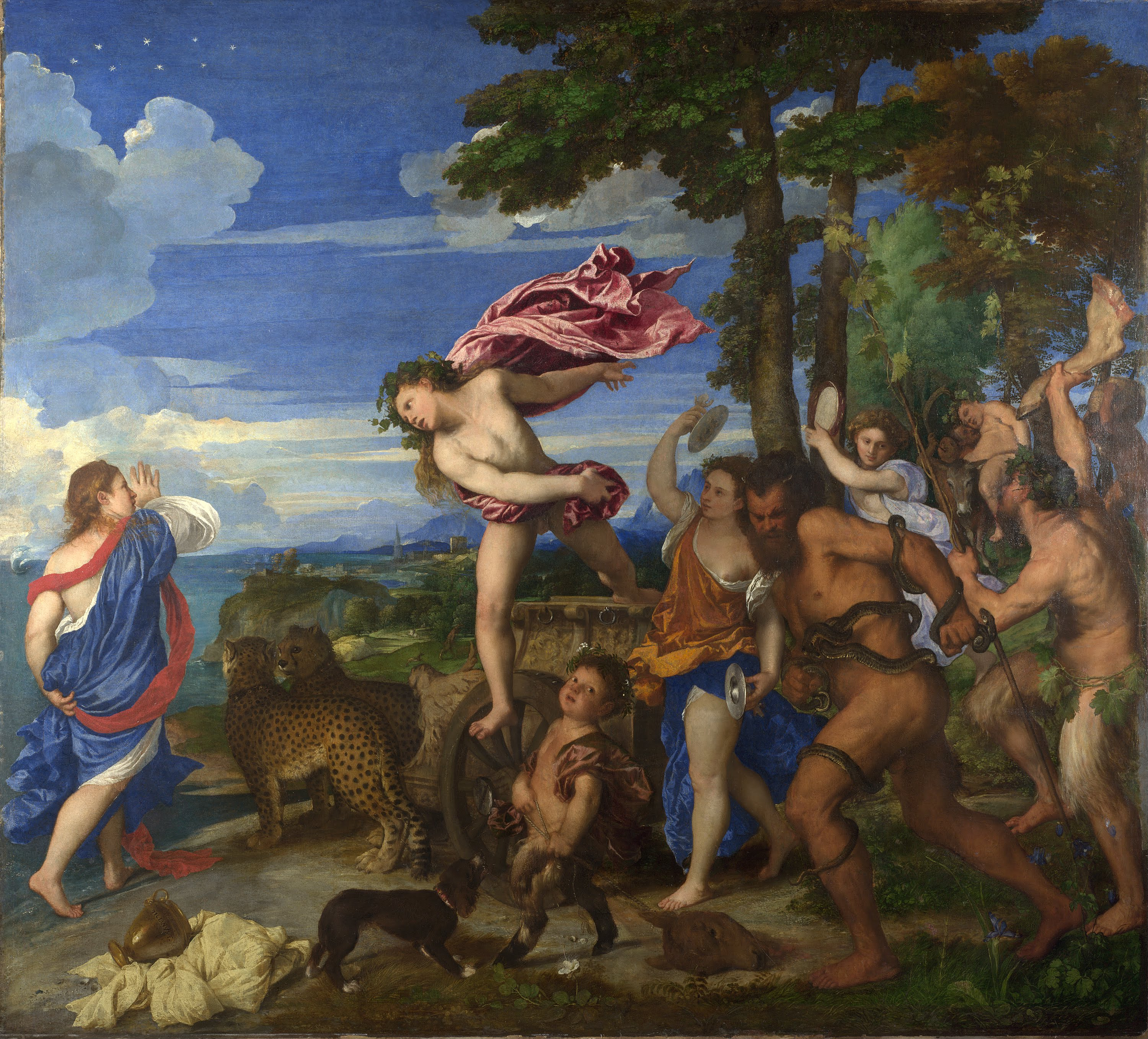
Baco y Ariadna (1520-1523)
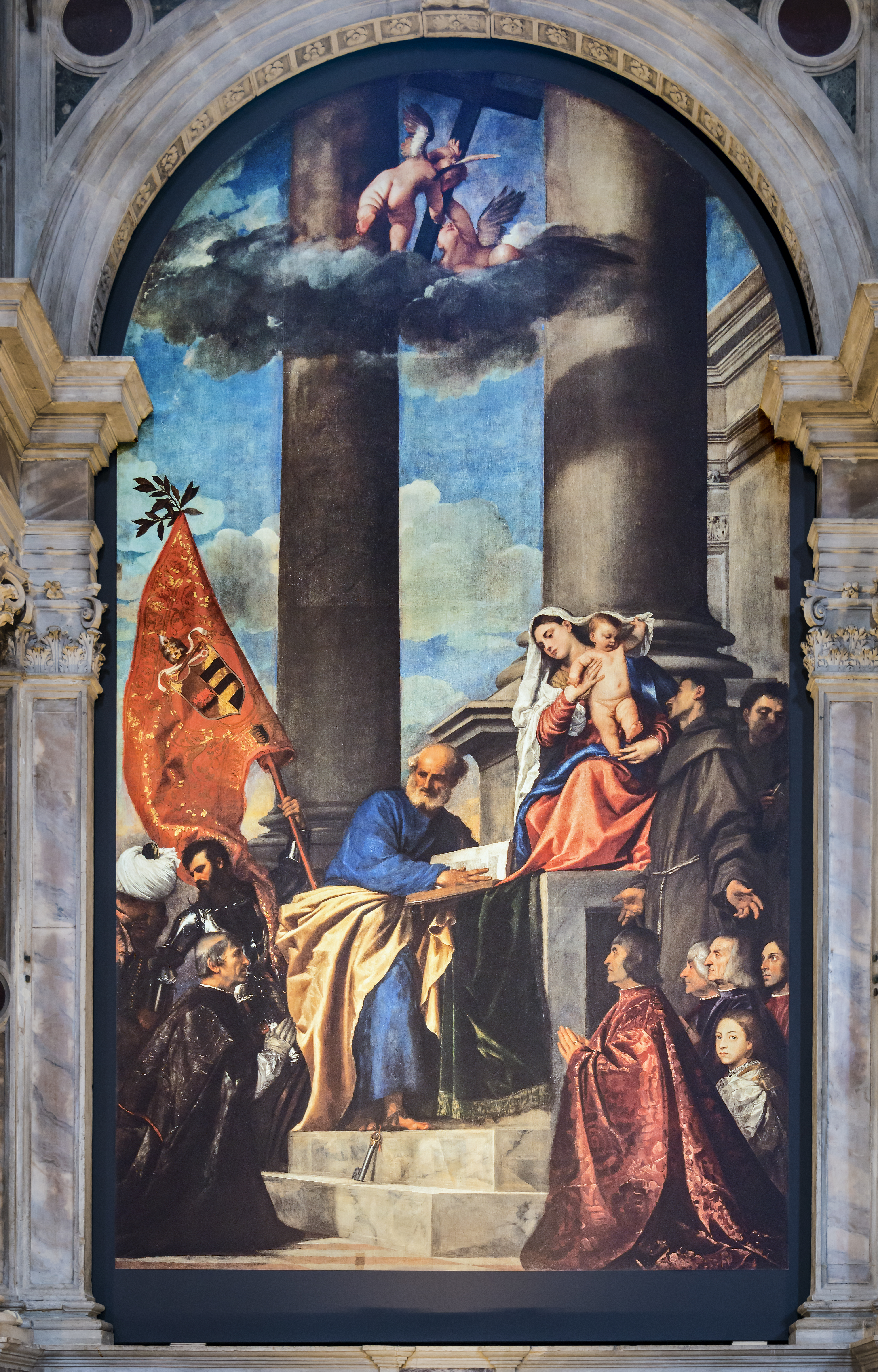
Retablo de Ca'Pesaro (ca. 1519-1526)
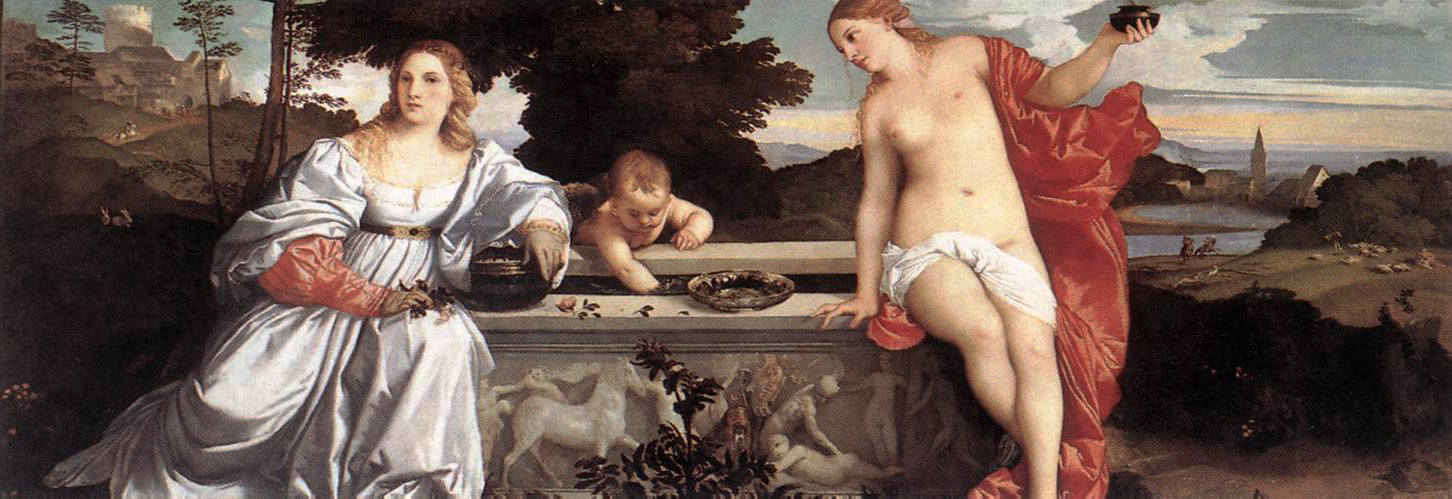
Amor sagrado y amor profano (ca. 1515).

#### El Pordenone

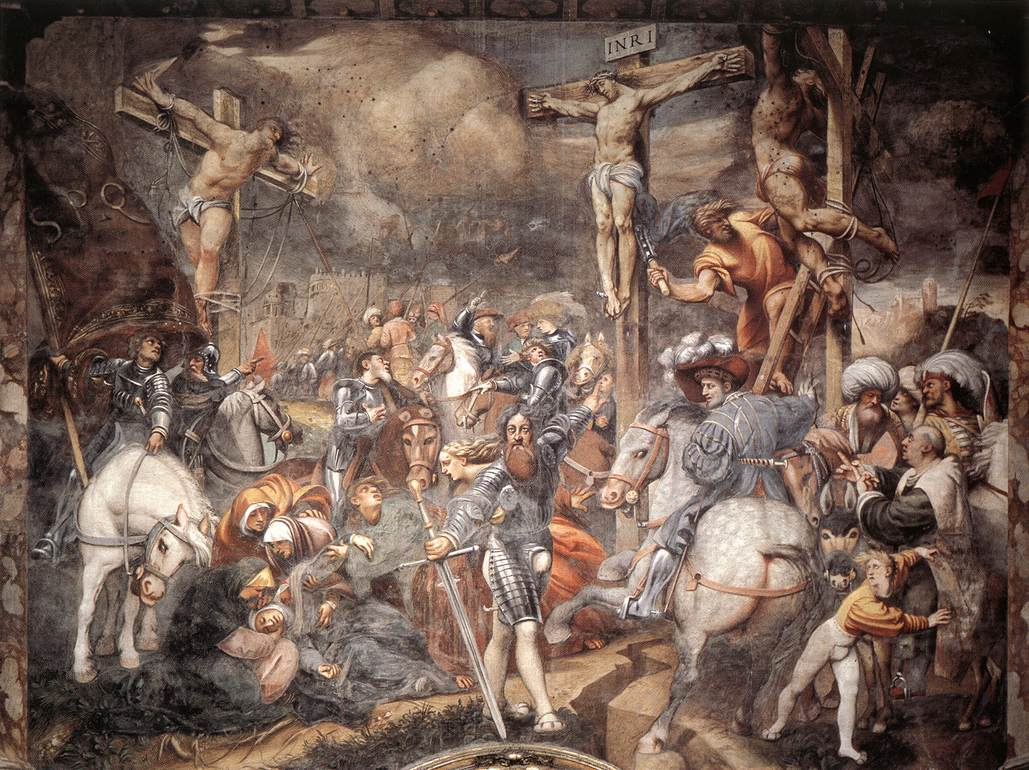
El Pordenone, Crucifixión de la catedral de Cremona (ca. 1521)

Junto con Palma el Viejo, a menudo reducido al papel de un observador, el único pintor capaz de enfrentarse a Tiziano en la escena veneciana en los años 1520-1530 fue el Pordenone (1483-1539), un pintor originario de Friuli.  Su formación comenzó con Mantegna, con los grabados de Durero y de otros maestros nórdicos, y culminó con un viaje a Roma en 1514-1515 en el que descubrió las obras de Miguel Ángel y de Rafael. Desarrolló un estilo grandilocuente, entre recuerdos clásicos y narraciones populares.
Los grandes ciclos de frescos, como los de la catedral de Treviso, los de la iglesia Madonna di Campagna en Piacenza, los de la Iglesia de San Francesco en Cortemaggiore, y sobre todo, los de la catedral de Cremona, constituyeron su especialidad. Sus interpretaciones fueron a la vez discursivas y solemnes, con un notable virtuosismo en la perspectiva. Al contrario, sus retablos fueron de desigual calidad. Si el tono seguía siendo grandilocuente en los destinados a provincias, los de Venecia parecen demasiado abarrotados. Al enfatizar el aspecto culto y refinado de su pintura para integrarse mejor en el ambiente verdaderamente veneciano, el Pordenone renunció en parte a cuál era su contribución específica y que estuvo en el origen de su éxito contra Tiziano: la expresividad destinada a impresionar a los fieles. Al abandonar esa manera, perdió parte de su inspiración. Enfrentado a la dimensión «social» de su actividad, que era la base del estilo dominante de una ciudad donde fluían los encargos, el creador debía definirse en relación con un estilo determinado. Ese fenómeno esencial se confirmó hacia 1520: la cuestión del «estilo» será constitutiva de la historia del arte y objeto de una investigación consciente por parte de los artistas. La subjetividad individual se verá ligada al cuerpo social y colectivo de la creación.
Con su muerte en Ferrara, misteriosa en algunos aspectos, su enfrentamiento con Tiziano llegó a su fin. Su trabajo se pasa por alto sistemáticamente en la literatura artística veneciana posterior.

#### Paris Bordone

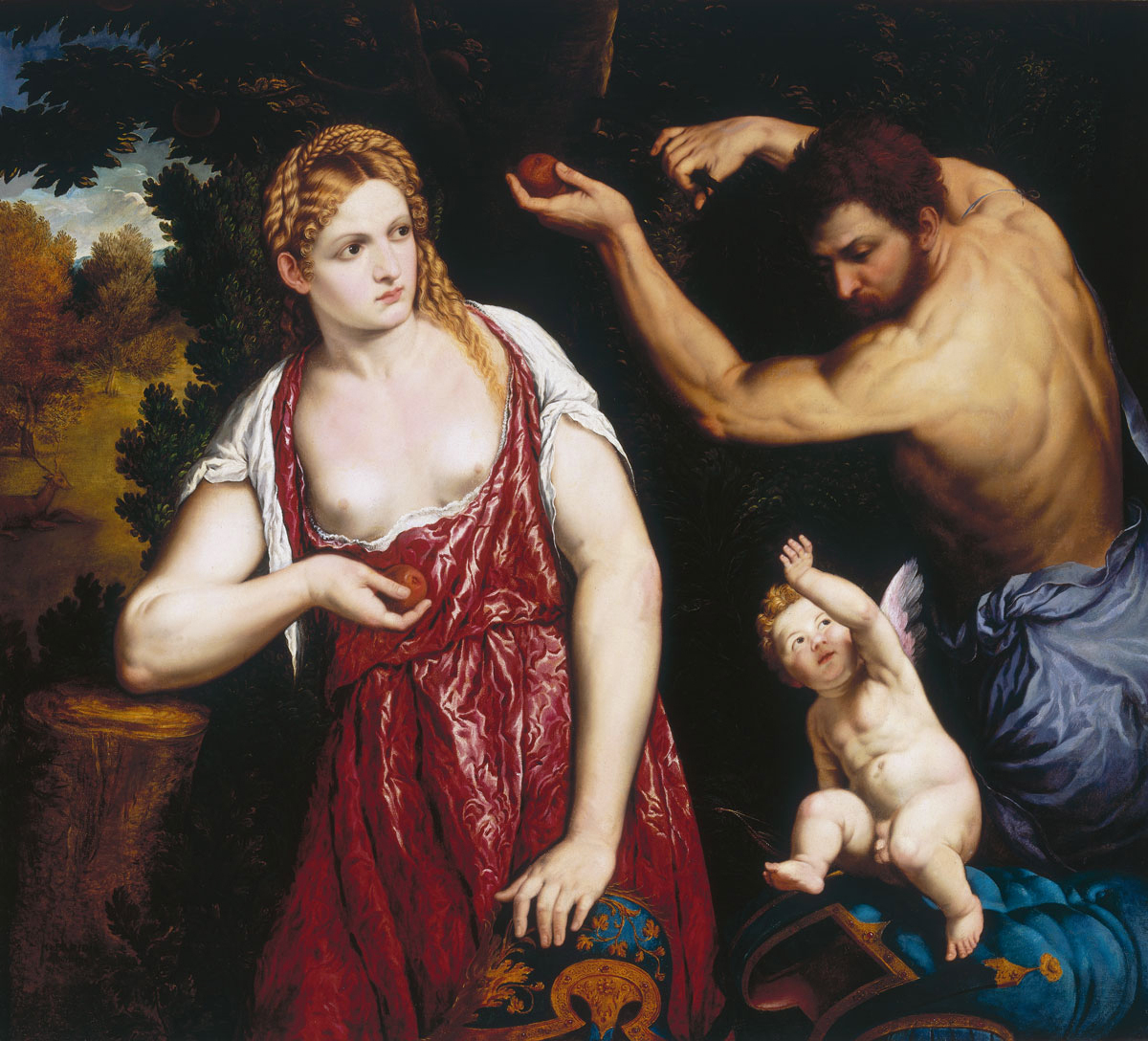
Paris Bordone, Venus, Marte y Cupido (1560) (Galería Doria-Pamphili, Roma)

Paris Bordone (1500-1570), nacido en 1500 en Treviso, se formó y luego vivió en Venecia, donde siguió los pasos de Tiziano antes de pasar al retrato. Su estilo combina la paleta y la soltura de Tiziano con una cierta frialdad y una concentración en el aspecto social del modelo, todo florentino. Se fue a Francia en 1538 y a Augsburgo en 1540. Su opulencia toda veneciana tuvo alguna influencia probablemente en los pintores de la corte alemanes, como Amberger y Pencz. De hecho, su estilo era más fácil de imitar que el de Tiziano, que era más profundo. En Venecia, se convirtió en el especialista en un determinado tipo de composición alegórica en la que el retrato se combinaba con un tema simbólico para completar un gusto de helado que acerca al personaje a la naturaleza muerta. La individualidad del tema pasa entonces a ser secundaria en relación con el trabajo di maniera sobre los espacios y las formas.

#### Andrea Schiavone

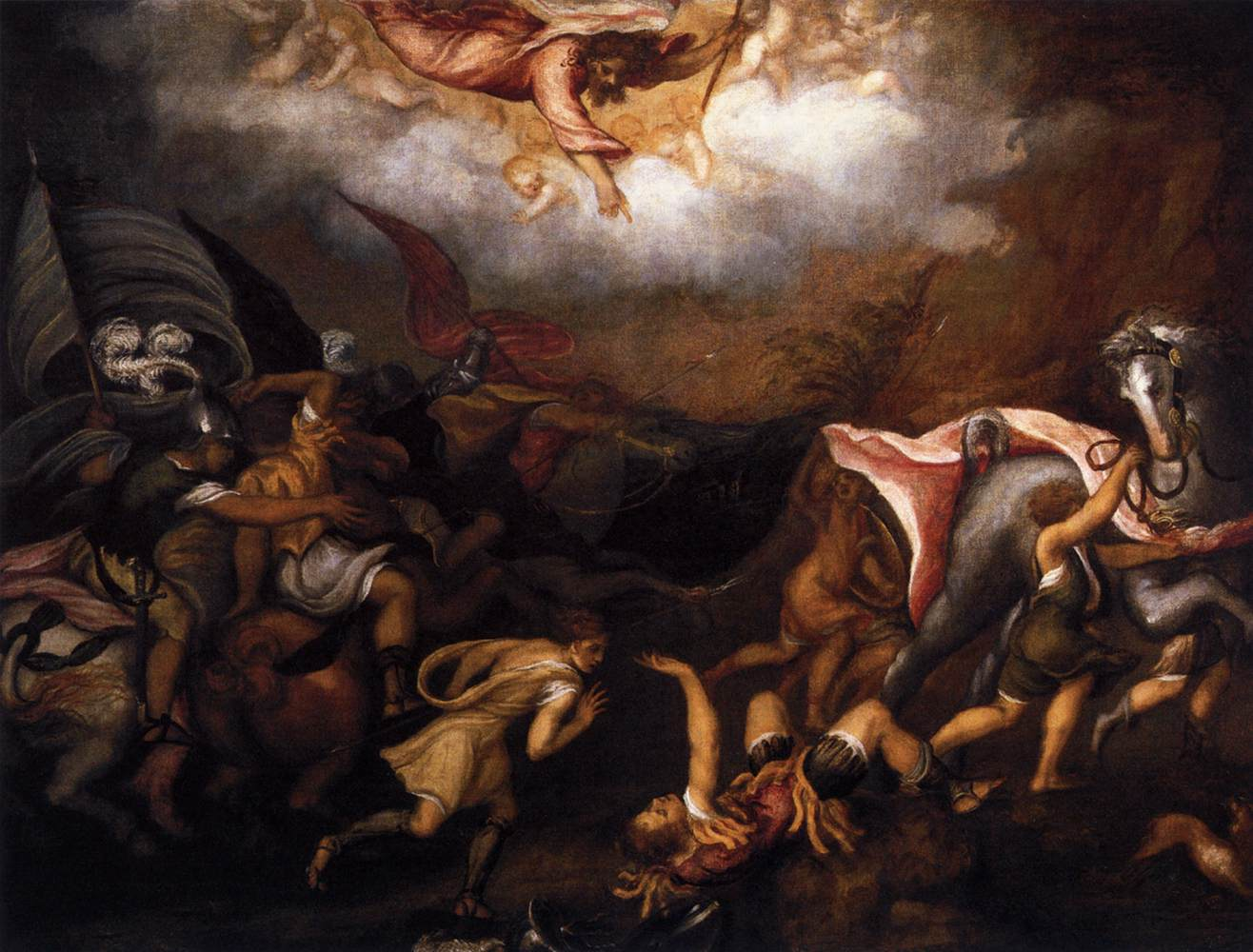
Conversión de San Pablo, Fondazione Querini Stampaglia, Venecia

Andrea Schiavone (1510-1563), pintor dálmata de Zadar de origen italiano que murió en Venecia en 1563 después de haber estado activo allí desde 1520, fue un autodidacta que se formó imitando a Giorgione y Tiziano, así como con los grabados del Parmigianino. Introdujo en Venecia una cierta cualidad extática generalmente ausente de la pintura veneciana. Sus colores cambiantes y sus violentos efectos de contrapposto  sugieren que el manierismo del centro de Italia había marcado su evolución.
Schiavone representa uno de los más válidos ejemplos de síntesis entre las innovaciones manieristas y la tradición pictórica veneciana. Partiendo del colorido de Tiziano, lo llevó a sus últimas consecuencias, dándole un sentido meramente ornamental y meramente arbitrario. Artista de personalidad muy definida, supo utilizar su conocimiento de la obra de Parmigianino para traducirlo en un estilo más cromático y de trazos menos dibujísticos, llegando más lejos en su atrevimiento que la mayoría de sus colegas vénetos. Con el tiempo se acercará a la manera de hacer de Tintoretto, el otro gran manierista veneciano.

#### Paolo Veronese
Paolo Veronese llegó a Venecia en 1551 después de haber realizado su aprendizaje en Verona, Mantua y Parma. En 1552, obtuvo un primer encargo para la iIglesia de San Francesco della Vigna para el que produjo la Sacra conversazione. Se instaló definitivamente en Venecia al año siguiente, donde se convierte en el «pintor de la República». Junto con Giovanni Battista Ponchini y Giovanni Battista Zelotti, creó los frescos para las salas del Consejo de los Diez en el Palacio de los Dogos. En 1555, emprendió la realización del techo de la sacristía de la iglesia de San Sebastiano. Con otros seis pintores, entre ellos Battista Franco, Giuseppe Porta, Bartolomeo Ammannati y Il Tintoretto, participó en la decoración del techo de la sala de la  Libreria de la Biblioteca Marciana. Entre 1575 y 1577, produjo en el Palacio Ducal, el Triunfo de Venecia para el salón del Gran Consejo y las Alegorías de la Virtud para el salón del Colegio, que se encuentran entre sus grandes obras maestras. Veronese, que murió en 1588 a la edad de 60 años, está enterrado en la iglesia de San Sebastiano, en la que pintó una gran cantidad de frescos que parecen sensuales, alegres, paganos y llenos de vitalidad a pesar de sus temas.
Una suerte de alegría decorativa emana de sus telas, en una atmósfera de alegría de vivir, ciertamente secular, pero melodiosa y poética. Veronese es el pintor del lujo y de la ostentación. Le gustaba pintar la multitud multicolor donde dispone a los participantes en un escenario arquitectónico de gran magnificencia. No dudaba en trasponer los temas, personajes y actitudes de la Antigüedad en escenas sagradas.
Hacia 1560, decoró la Villa Barbaro de Maser, utilizando prodigios de imaginación y de fantasía. Fue el primero en pintar a gran escala la mitología o la historia sagrada en los techos. Tiene en cuenta el punto de vista del espectador, corrige la visión acortando perspectivas o abriendo un cielo y multiplica el trampantojo arquitectónico.
La síntesis operada por Veronese buscaba un equilibrio de las tendencias contemporáneas: sus figuras se unen a ciertos principios del manierismo; convertidas en modelo de comportamiento social; la idea de gracia y de nobleza atempera cualquier posible violencia. El espacio pictórico escapa a la paradoja manierista al estar, muy a menudo, muy fuerte y claramente estructurado por su grandiosa arquitectura a la que se adapta la amplia y rítmica disposición de las figuras.
Veronese comparece ante la Inquisición por el supuesto contenido de la Cena pintado en 1573 para los dominicos de los Santos Juan y Pablo. Su defensa es de orden estético: su trabajo es ser pintor y de «hacer figuras». Esta actitud ante el Tribunal de la Inquisición, flexible, pero coherente afirma la especificidad de lo pictórico y de sus leyes: la Cena se convierte en la Comida en casa de Levi. Veronese escapa así al conformismo que la Contrarreforma quiere introducir en las artes. Es un hombre del siglo XVI y su optimismo es el del humanismo clásico. Afirmando además la dignidad y la libertad del pintor, se revela también veneciano, es decir, hombre de una ciudad cuya gloria ideológica consiste precisamente en haber defendido su libertad y su dignitas ante los ataques de principios del siglo, luego de haber tenido este papel para toda la cristiandad en Lepanto

Obras de Paolo Veronese
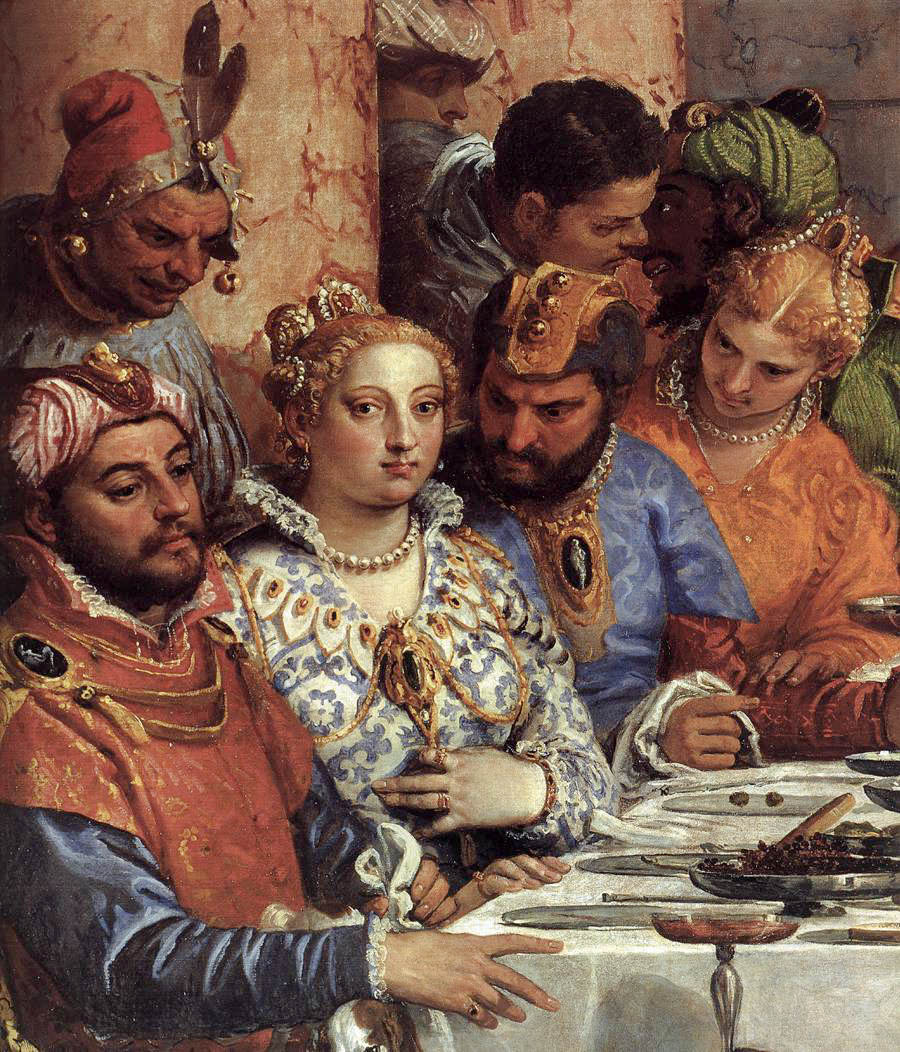
Las Bodas de Caná, detalle(1562-1563), óleo sobre lienzo, 666x990 cm, Museo del Louvre
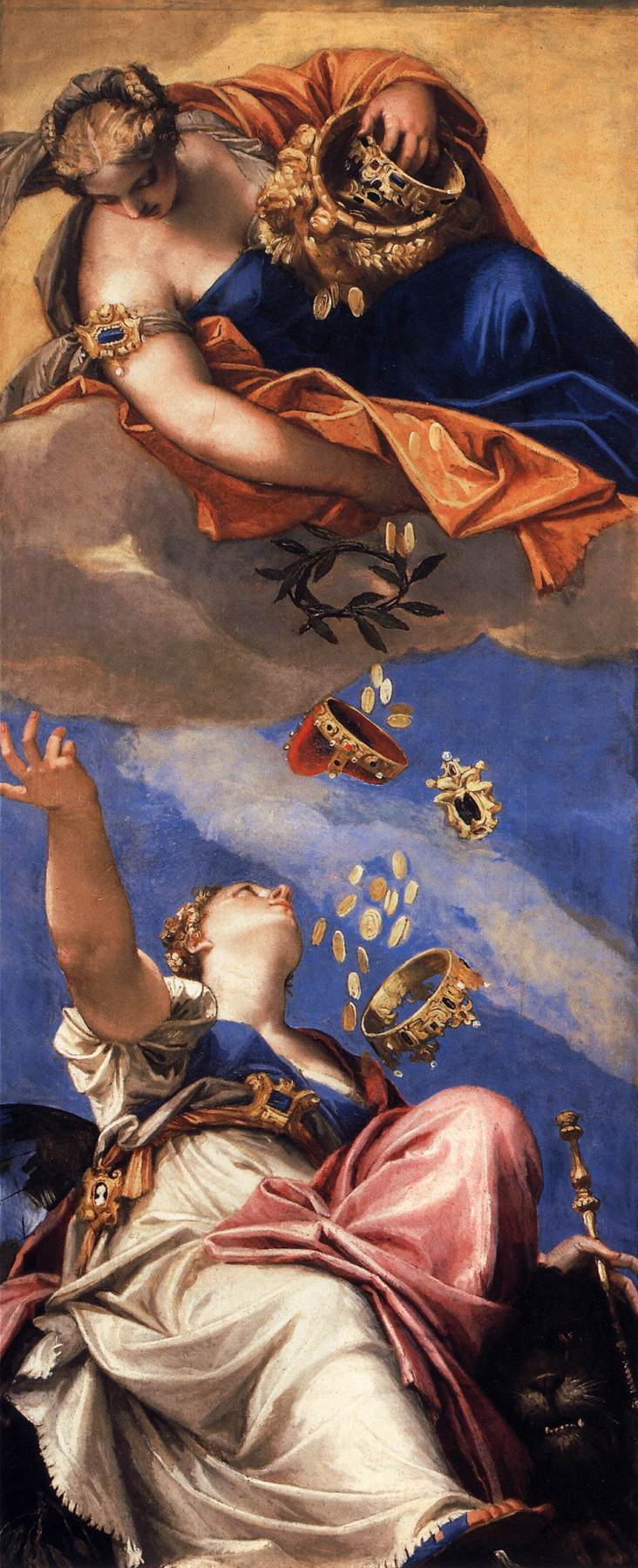
Juno dispensando sus dones a Venecia, palacio de los Dogos, Venecia (1554-1556)
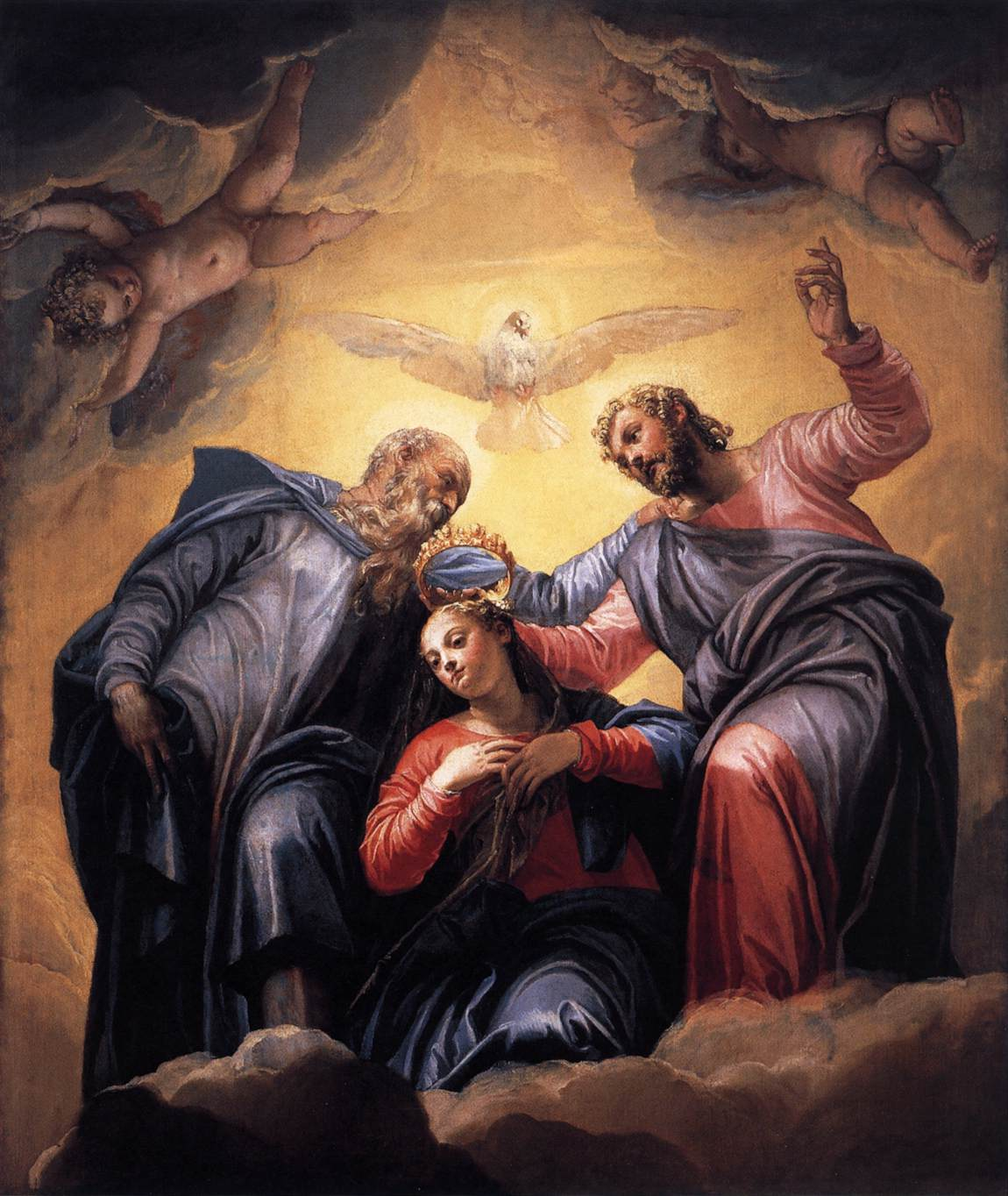
La Coronación de la Virgen, iglesia de San Sebastiano de Venecia (1555)
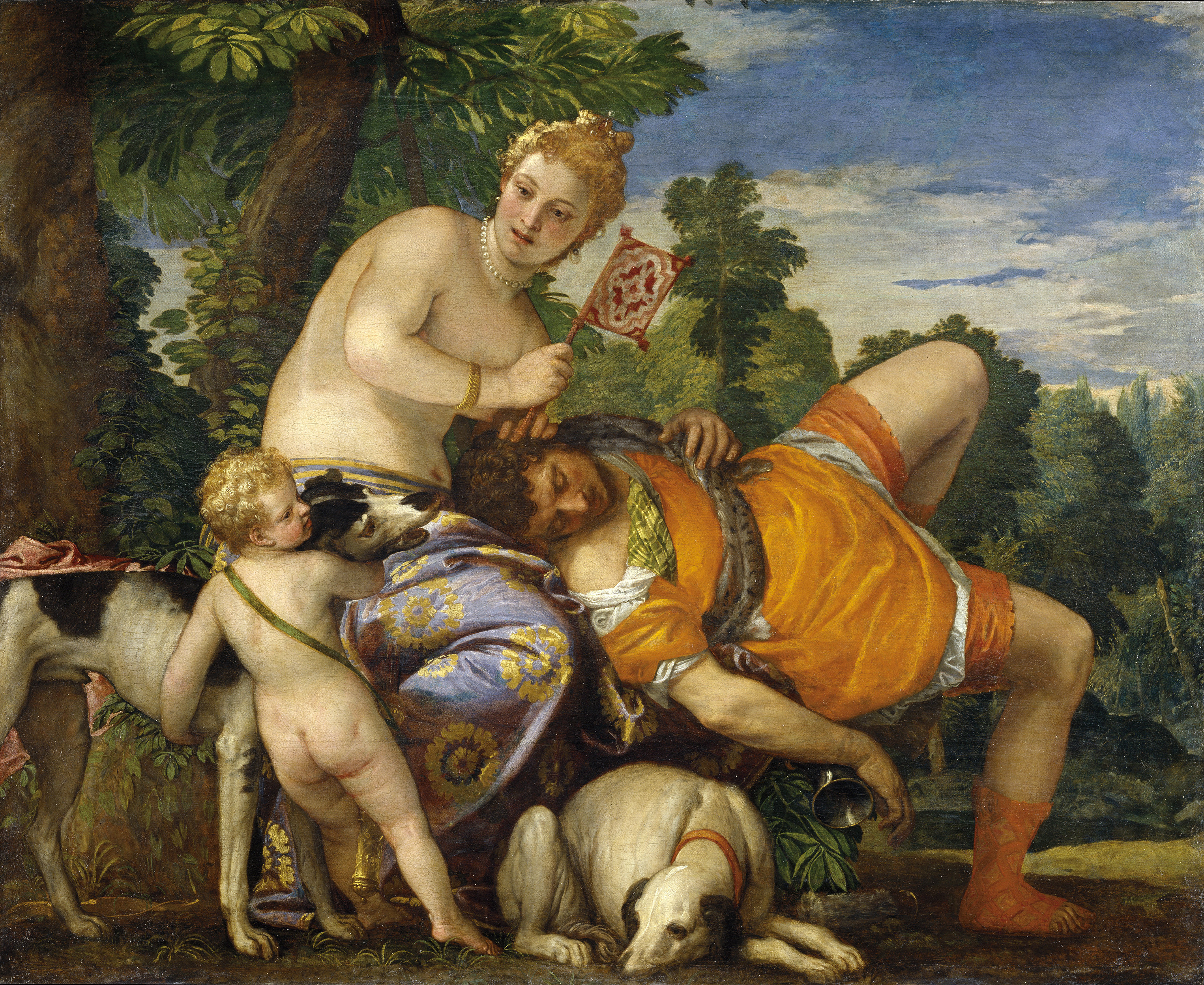
Venus y Adonis, 1580, óleo sobre lienzo, 162x191 cm, Museo del Prado.

#### Tintoretto
Nacido en Venecia en 1518, ciudad de la que apenas saldrá, en el popular barrio de Madonna dell'Orto, Tintoretto trabajó brevemente en el estudio de Tiziano, pero sus verdaderos maestros fueron los protagonistas de la batalla manierista, Pordenone y Miguel Ángel. Su fuerza y novedad derivan de la libertad con la que trataba sus elementos: conseguía «con el pincel» los efectos del  disegno manierista y buscaba la eficacia del choque visual gracias a un violento dinamismo y a una sugestión de inmensidad sensible en la amplitud de los programas que realizaba, en el tamaño de sus cuadros y en la relación que establecía entre las figuras y el espacio. Muy pronto rechazó la Antigüedad, el trampantojo, la arquitectura teatral fingida, los cortinajes, los brocados u otras balaustradas. Sobre todo, pintó escenas sobre temas religiosos. Fue el pintor de la clase media y de la espiritualidad popular. Su arte estaba en las antípodas de Veronese. Su factura rápida y abrupta ponía en tela de juicio los valores del cuidado y del acabado. Su estilo fue violento, vehemente, reinaba el movimiento en sus composiciones de atmósfera dramática. Quería combinar la paleta de Tiziano con el dibujo de Miguel Ángel, cuyas obras solo conocía a través de grabados y de copias, basándose en las obras de los dos artistas sin imitarlas nunca.
Desde los años 1565-1570, Tintoretto afirmó cada vez más el papel de la luz para transformar mejor lo material en un objeto de visión espiritual. El material figurativo que utilizaba seguía siendo el de Cinquecento. El arte de Tintoretto lleva las cicatrices de la última parte del Renacimiento con las contradicciones y angustias que reflejaban las de la sociedad. Sus últimos trabajos se situaban al borde de una concepción figurativa barroca, la organización diferenciada del espacio escapando de una perspectiva de punto de vista único. Sin embargo, en su última tela, La caída a la tumba  de 1593-1594, si bien un claroscuro dramático se combinaba con una dinámica en zigzag ascendente y descendente que será cara al barroco, ningún soporte arquitectónico fija o enmarca ya la composición, hecha sobre todo del vaivén de las figuras, y la oposición de los cuerpos de Cristo y de la Virgen no pueden describirse sino como «barrocos».
Entre los numerosos críticos de arte, Jean-Paul Sartre  observa a los hombres que describe Tintoretto en sus cuadros y los compara con aquellos que imagina como auténticos, captados en las calles de Venecia. La máxima expresión del ciclo pictórico del artista se puede ver en la iglesia de San Roque en Venecia.

Obras de Il Tintoretto
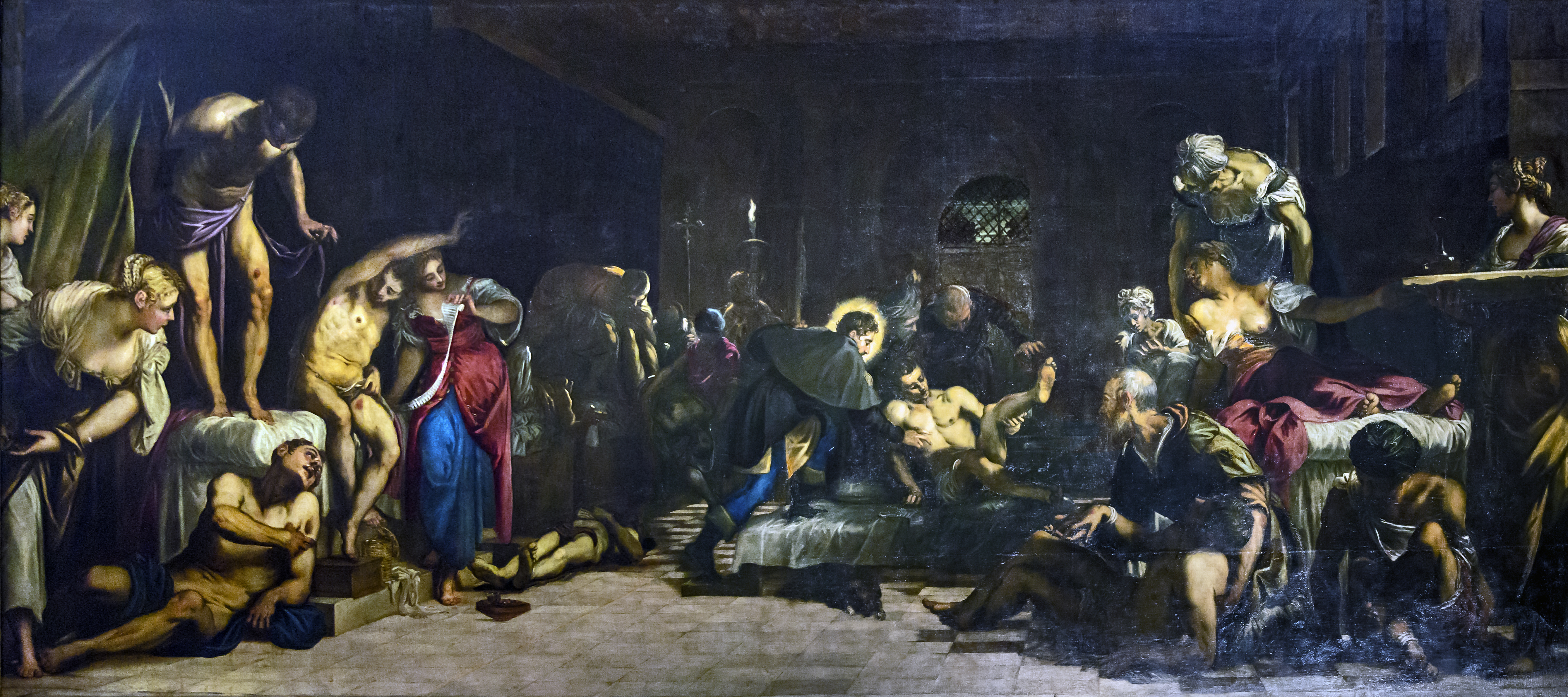
San Roque curando a las víctimas de la peste (1549)
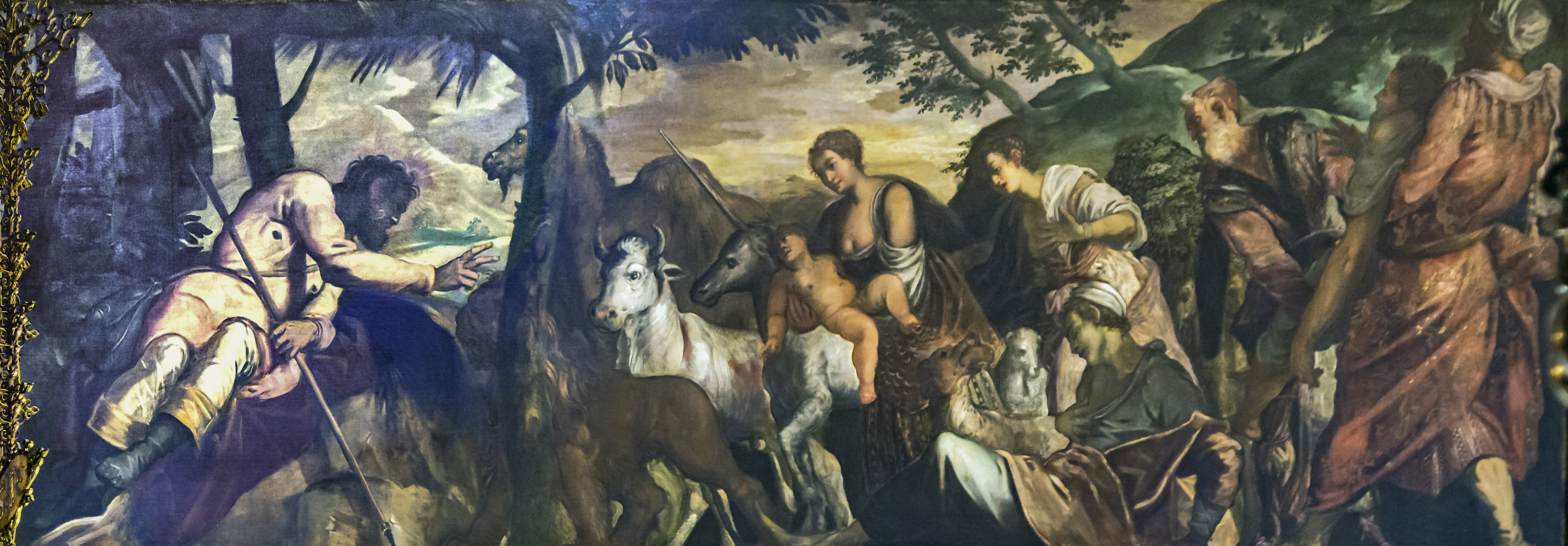
San Roque curando a los animales (1549)
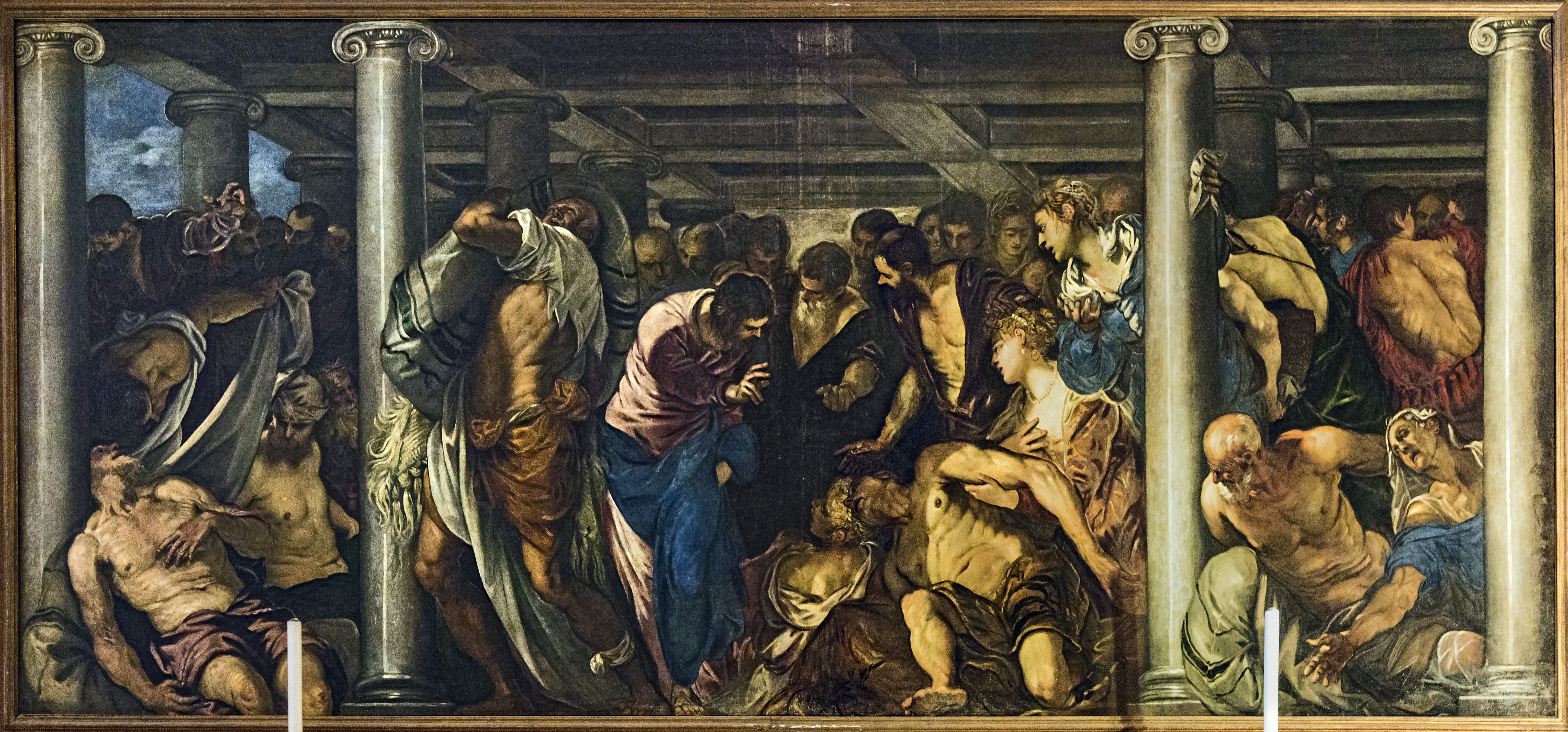
Cristo sana al paralítico (1559)

#### Jacopo Bassano

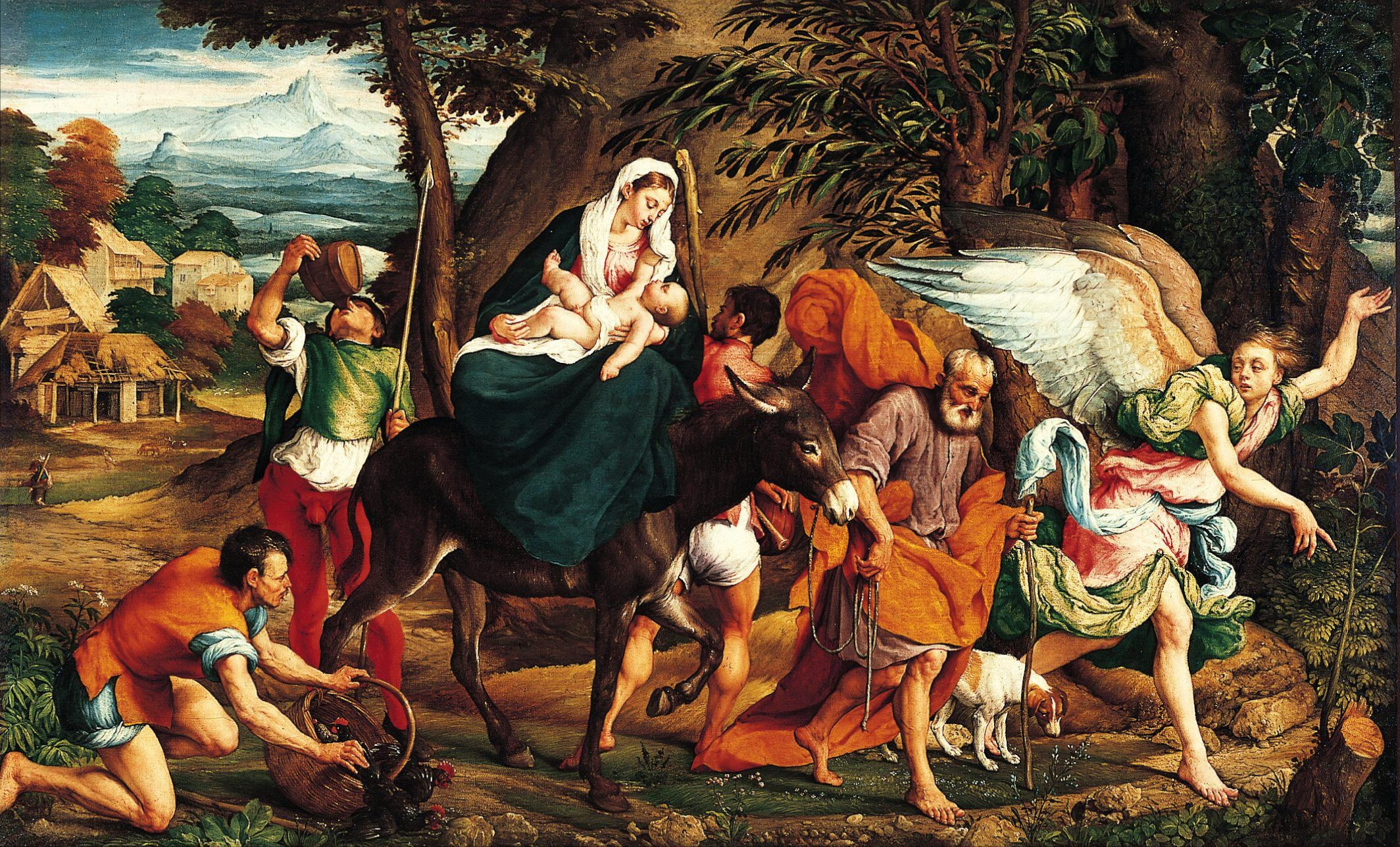
Jacopo Bassano, La fuga en Egipto, Norton Simon Museum.

La carrera de Jacopo Bassano (1510-1592) y de su prolífico taller familiar se explica en particular por su capacidad para responder a una determinada demanda del medio veneciano. Originario de Bassano del Grappa, cerca de Venecia, llegó a la Serenissima alrededor de 1535 en el momento exacto en que las estampas del Parmesano introducían allí el grafismo manierista. Adoptó una maniera muy afirmada en relación con la producción de la ciudad, pero transponiendo el colorismo tizianesco en una estridente reconciliación de tonos cálidos y fríos, como en la Decapitación de San Juan Bautista (1548-1550), una sutil interpretación veneciana del gusto manierista. En la década de 1560 renovó su estilo orientándolo hacia lo patético y la afirmación decidida de un luminismo artificial.
En su taller, la producción se hacía casi en serie para satisfacer una demanda creciente de «luminismo» al servicio de la escena del «género» bíblico o pastoral, fundada por Jacopo. Esta nueva realidad campesina estereotipada satisfacía la tradicional nostalgia de los venecianos por la Tierra Firme

#### Posteridad de la escuela veneciana
La grandeza de la escuela veneciana no sobrevivió a Veronese y a Tintoretto, a pesar de los intentos de Palma el Joven de reconciliar el «verismo» de los Bassano, las grandes composiciones de Veronese y el movimiento dramático de Tintoretto. Mientras el barroco triunfaba, los más grandes pintores que trabajaban en Venecia en el siglo XVII eran un alemán Jan Liss, un romano, Domenico Ferri, y un genovés Bernardo Strozzi. Se extinguía un ideal de libertad propio del Cinquecento veneciano, del que la pintura de la época había sido la transposición variada. Venecia nunca se identificó realmente con el manierismo. La voluntad de una relación directa y efectiva con la imagen hacía que se estuviese lejos de la distanciación y apreciación estético-elitista que la caracterizaban en otros lugares y contra la que se levantarán los cardenales postridentinos. La pintura veneciana afirmaba en siglo XVI la especificidad artística del siglo y la libertad relativa del pintor. Venecia aparece como la especialista en el placer de pintar. No es casualidad que nazcan la Venus de Tiziano y los desnudos calientes y sensuales de Veronese o del Tintoretto. En 1558, Ludovico Dolce arroja luz sobre esta afirmación en su Diálogo sobre la pintura. Explica cómo la mutación del Renacimiento tomó su forma veneciana en las pinturas arcadias de Giorgione, y cómo finalmente esa tradición de placer por la pintura llevó a la escuela veneciana por el camino de una «pintura de pintores».

### Arquitectura y urbanismo
Venecia adoptó tardíamente el estilo renacentista, aún permaneciendo gótica en su conjunto y a la sombra de su glorioso pasado bizantino. En los años 1460-1470, la arquitectura en Venecia dio un giro con la llegada de arquitectos del interior, de Toscana y de Lombardía. La conquista del continente promovió el contacto con las formas de arte continentales. A principios del siglo XVI, y especialmente en el dogato de Andrea Gritti, se ejecutan varios obras que alteraronn radicalmente el aspecto de la ciudad.
Después del saqueo de Roma en 1527, Venecia, que en general escapó de guerras e invasiones, se convirtió en un refugio, especialmente para arquitectos, entre ellos, Michele Sanmicheli y Jacopo Sansovino. Las grandes diferencias entre la pintura veneciana y la del centro de Italia impidieron que los extranjeros compitiesen con los pintores locales, lo que no fue el caso de la arquitectura.

#### Arquitectos

##### SigloXV
El bergamasco Mauro Codussi destacó como el primero entre los arquitectos que se instalaron en Venecia. Habiendo participado en las innovaciones florentinas de Brunelleschi, Leon Battista Alberti et Michelozzo,  llevó consigo un estilo renacentista revisado a la laguna, ya visible en su primera obra, la Iglesia de San Michele in Isola (1468-1479). Además del riguroso y moderno Codussi, también trabajaban en la ciudad otros arquitectos con un gusto más cargado, como Antonio Rizzo y Pietro Lombardo. El primero, formado en las obras de la Cartuja de Pavia, fue el responsable de la reconstrucción y ampliación del Palacio Ducal durante quince años. El segundo, de origen ticino, fue el creador de ciertas obras donde el uso de los órdenes clásicos se confunde con una exuberante decoración lombarda y con la apetencia local por revestir las paredes con preciosos mármoles, como el palacio de Darío y la iglesia de Santa Maria dei Miracoli.

###### Jacopo Sansovino (1527-1570)
En 1527, por recomendación del cardenal Grimani, el dogo Andrea Gritti encargó a Jacopo Sansovino la restauración de la cúpula principal de la basílica de San Marcos. En 1529, se convirtió en arquitecto en jefe y superintendente de propiedades (Protomaestro o Proto) de los procuradores de San Marcos, lo que lo convirtió en uno de los artistas más influyentes de Venecia. Ese nombramiento iba acompañado de un salario de 80 ducados y de un apartamento cerca de la torre del reloj de San Marcos. En un año, su salario se eleva a 180 ducados anuales..
Sus principales realizaciones se encuentran cerca de la plaza de San Marcos, como la Zecca y la Loggetta que, decorada con sus esculturas, linda con el Campanile, así como diversas estatuas y relieves para la basílica de San Marcos. También contribuyó a la reconstrucción de varios edificios, iglesias, palacios e instituciones, como las iglesias de San Julian, San Francesco della Vigna, San Martino, San Geminiano (ahora destruida), Santo Spirito in Isola y la de los Incurabili. Y entre los palacios y edificios, la Scuola Grande della Misericordia (planos antiguos), Ca 'Dio, el palacio Dolfin Manin, el palacio Corner, el palacio Moro en San Barnaba y la Fabbriche Nuove  del Rialto. Su obra maestra es la biblioteca de San Marcos (Biblioteca Marciana), una de las edificaciones renacentistas más ricamente decoradas de Venecia, que se encuentra frente al palacio Ducal. Su construcción se prolongó durante cincuenta años y costó más de 30.000 ducados.
Jacopo Sansovino murió en Venecia el 27 de noviembre de 1570; su tumba se encuentra en el baptisterio de la basílica de San Marcos.

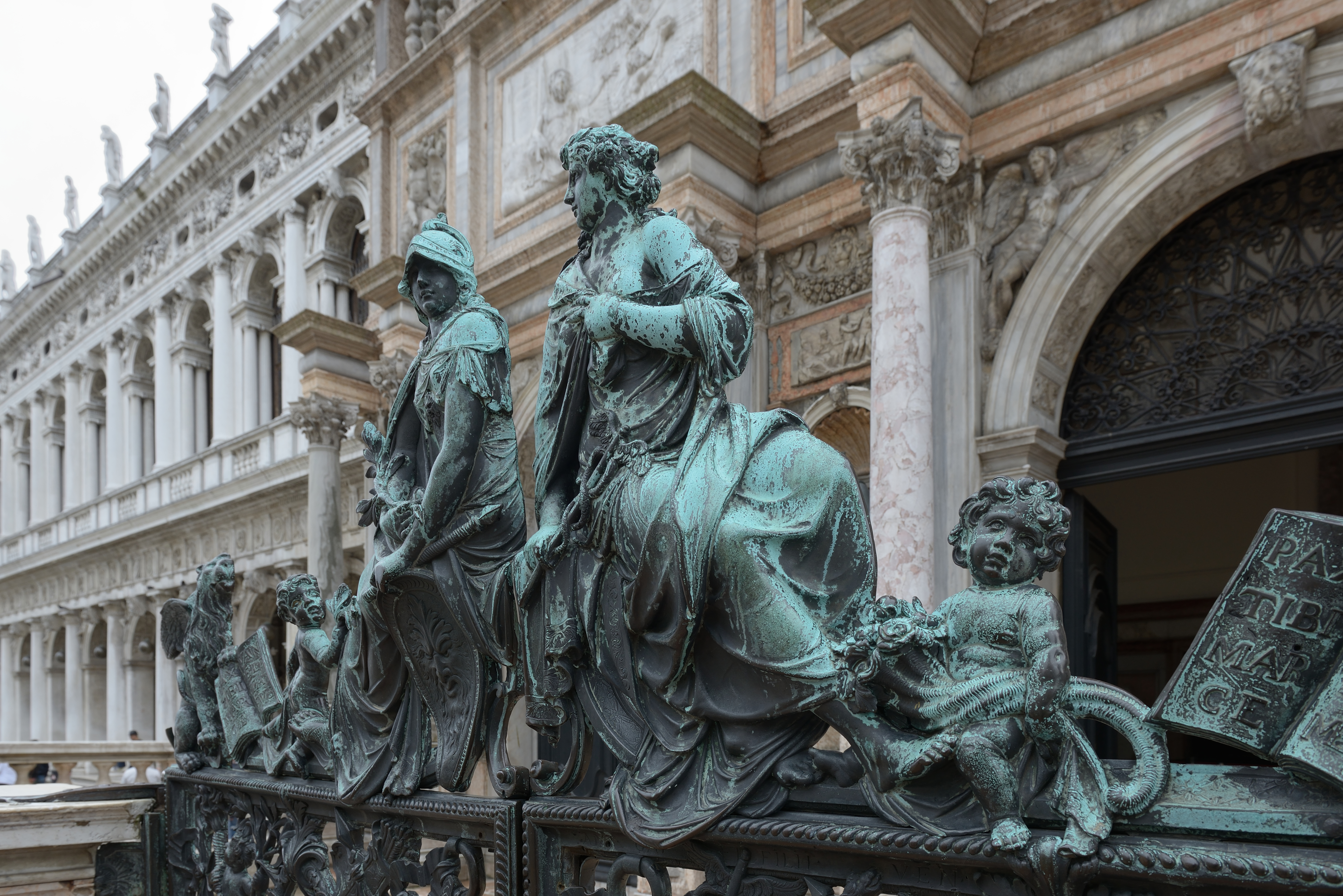
La loggeta, al pie del campanile de San Marcos
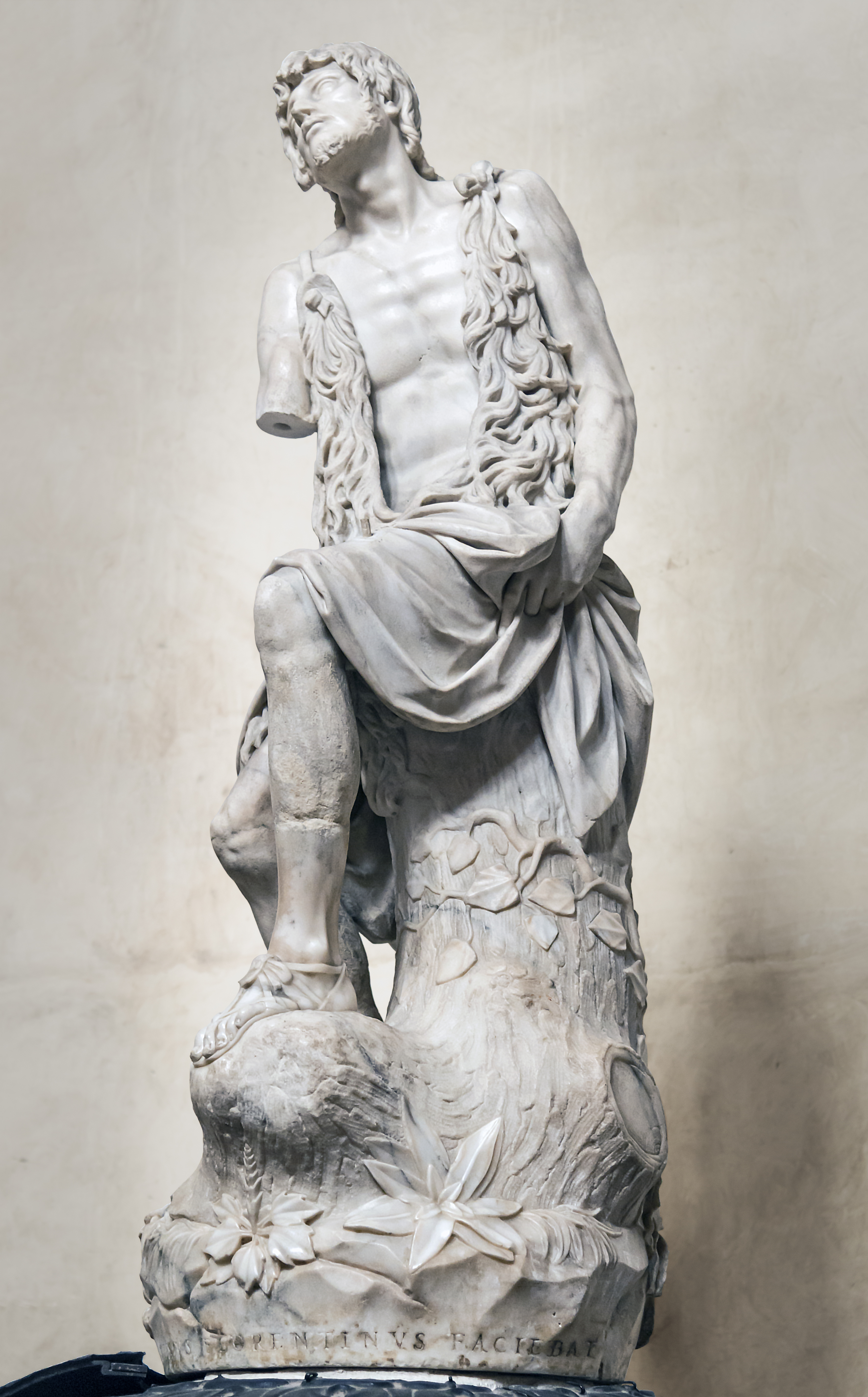
San Juan Bautista (1554), Frari
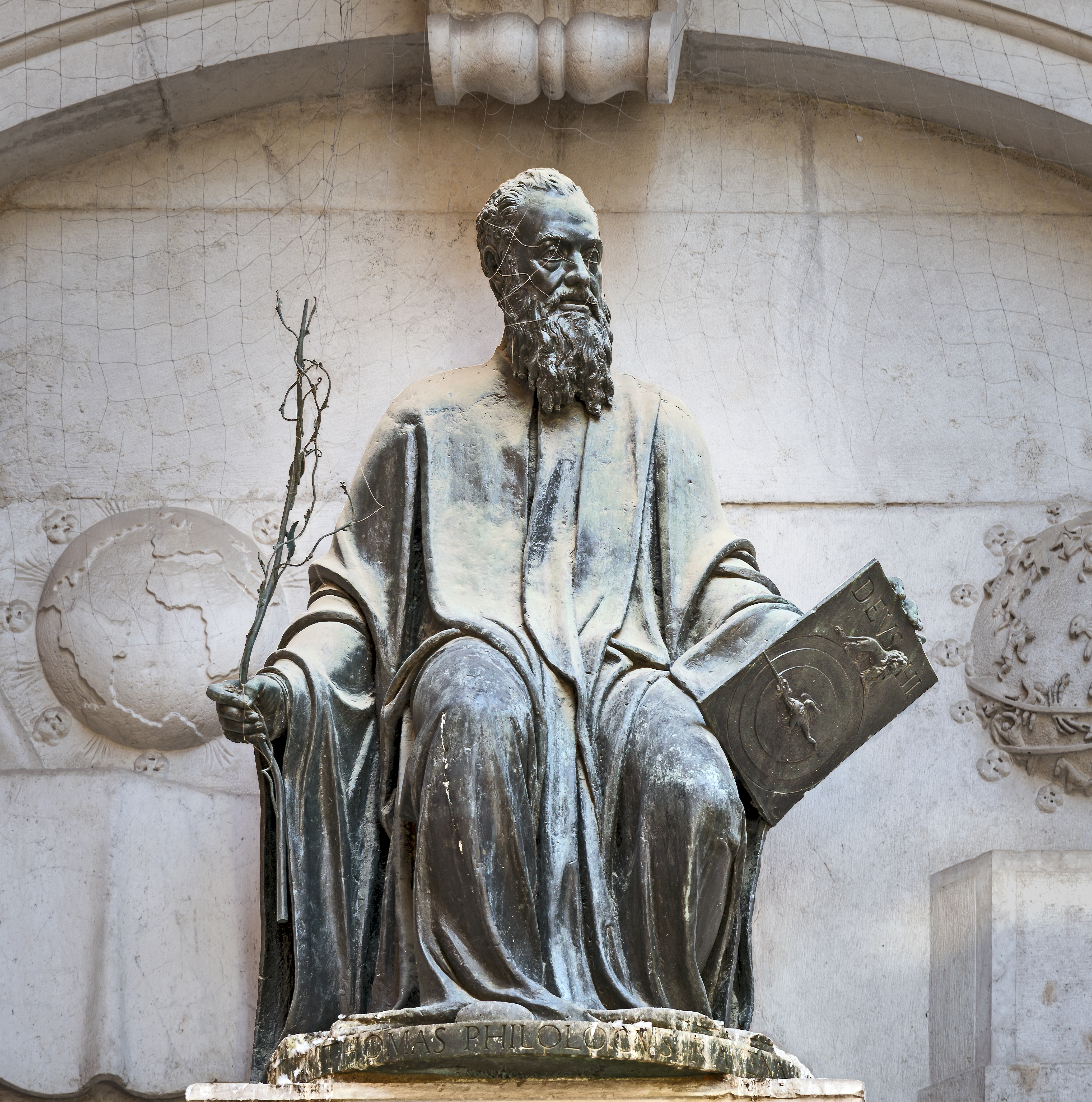
Estatua de Thomas Rangone, San Zulian

###### Andrea Palladio
Desde 1550, Andrea Palladio estuvo en Venecia donde dirigió la construcción de la Basílica de San Giorgio Maggiore. En 1570, Palladio sucedió a Jacopo Sansovino, fallecido, en el cargo de arquitecto jefe de la Serenissima; allí construyó las iglesias de San Giorgio Maggiore y del Redentor.

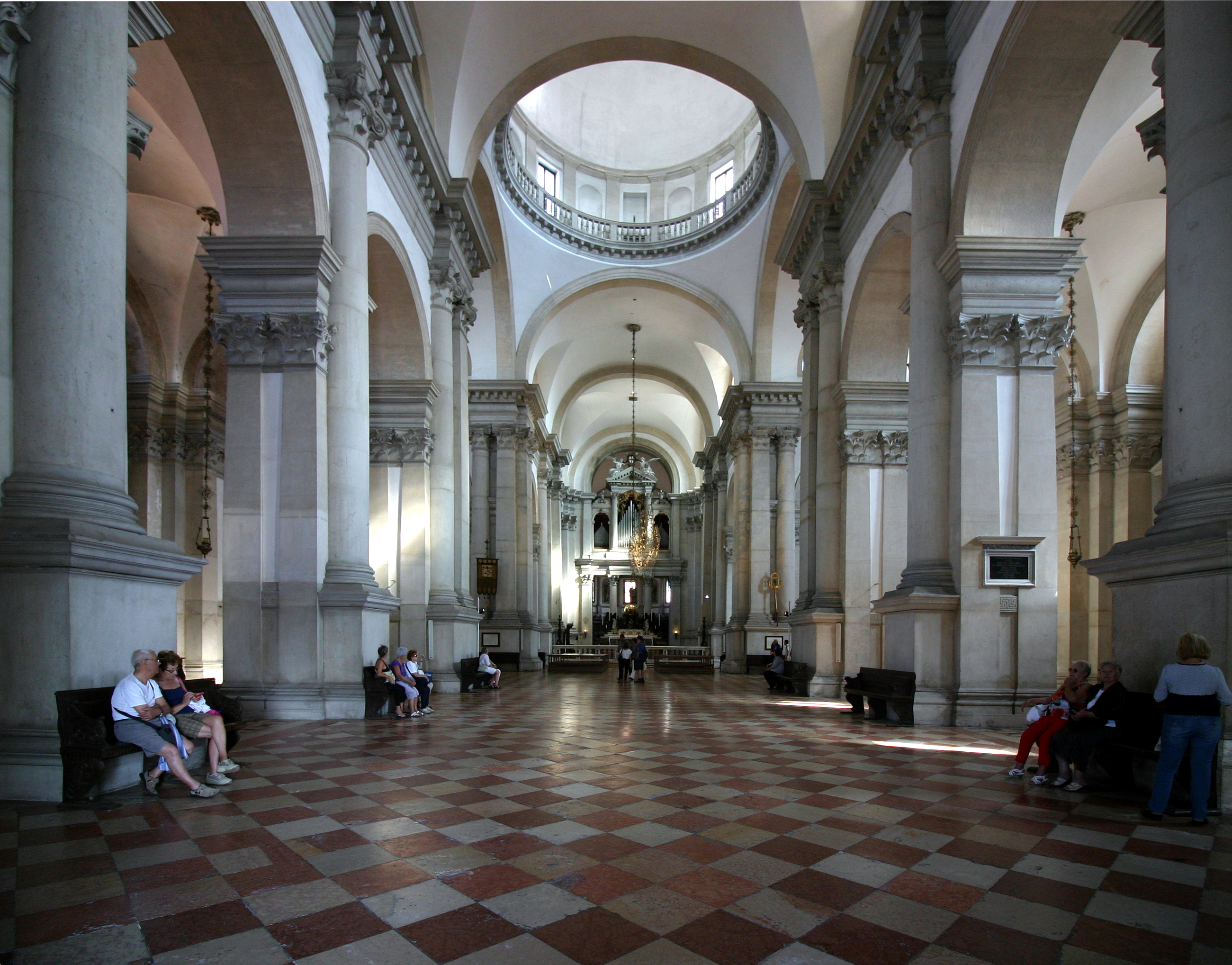
Nave de San Giorgio Maggiore, Venecia(1565)
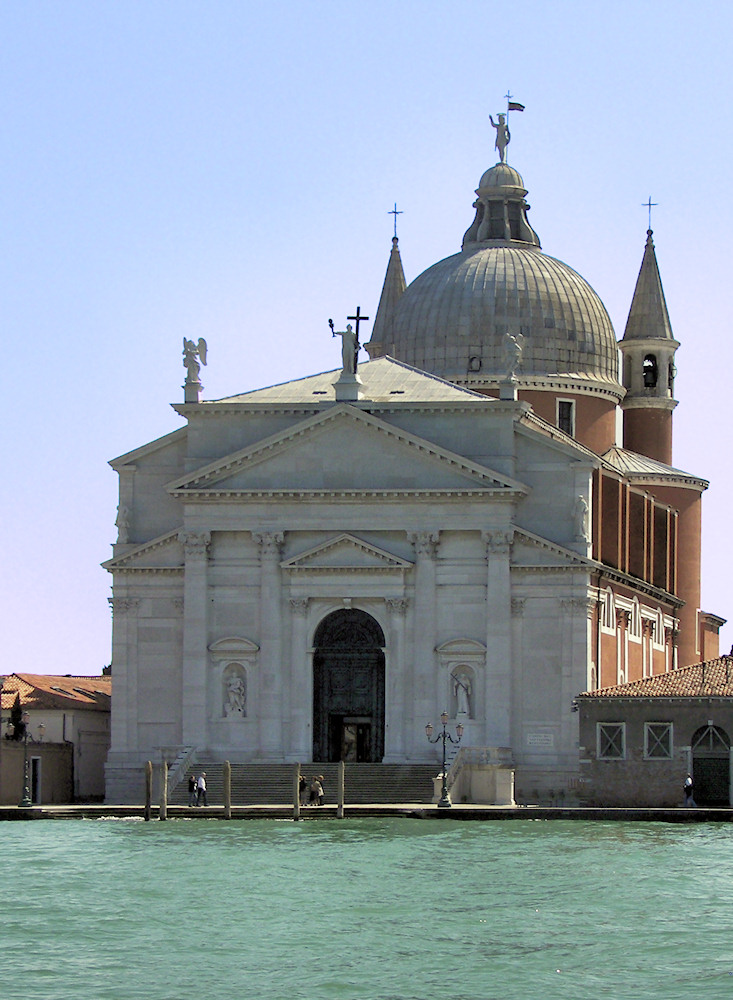
Il Redentore, iglesia de Venecia (1576)
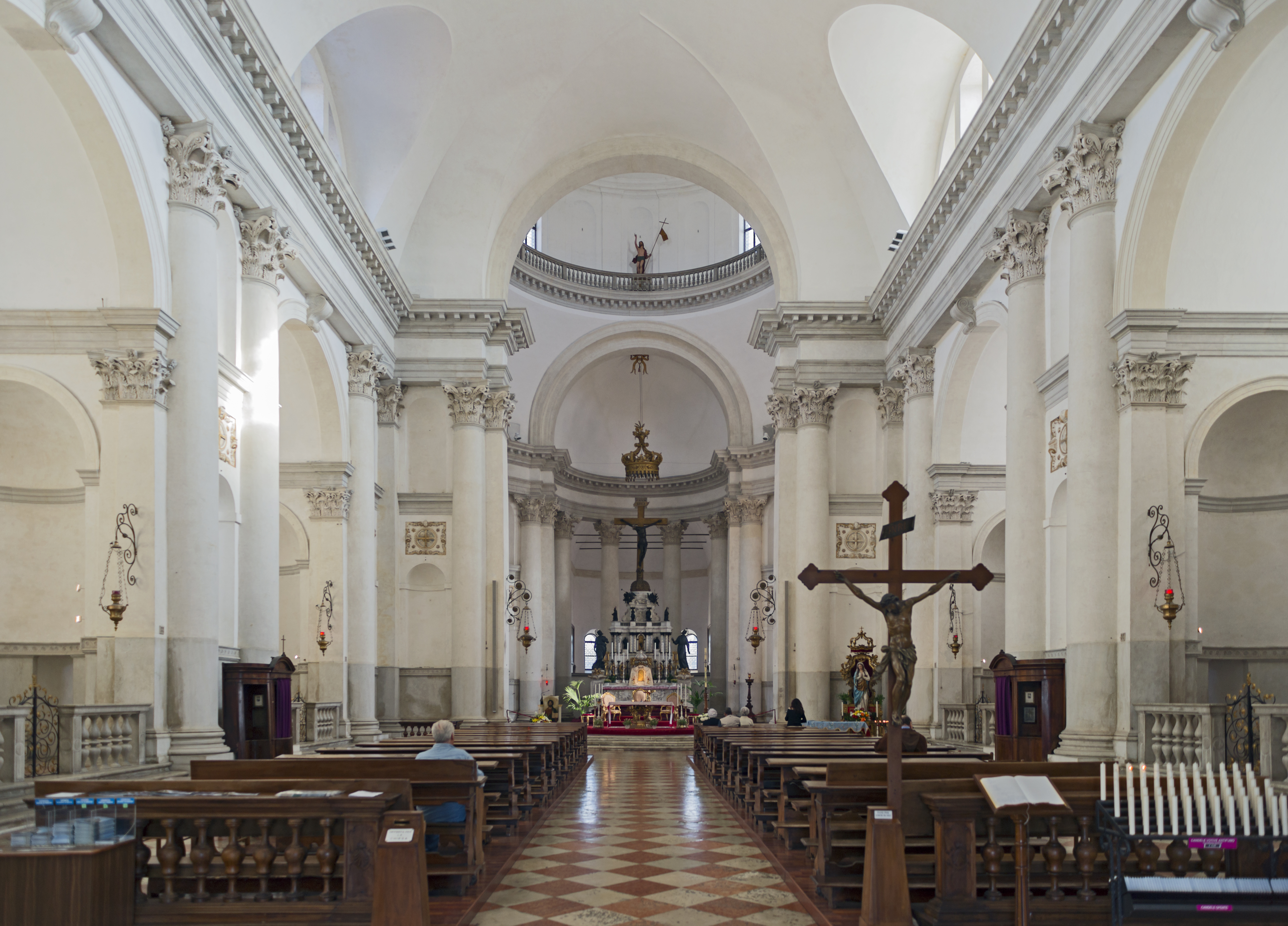
Interior de Il Redentore (1576)

#### Iglesias renacentistas

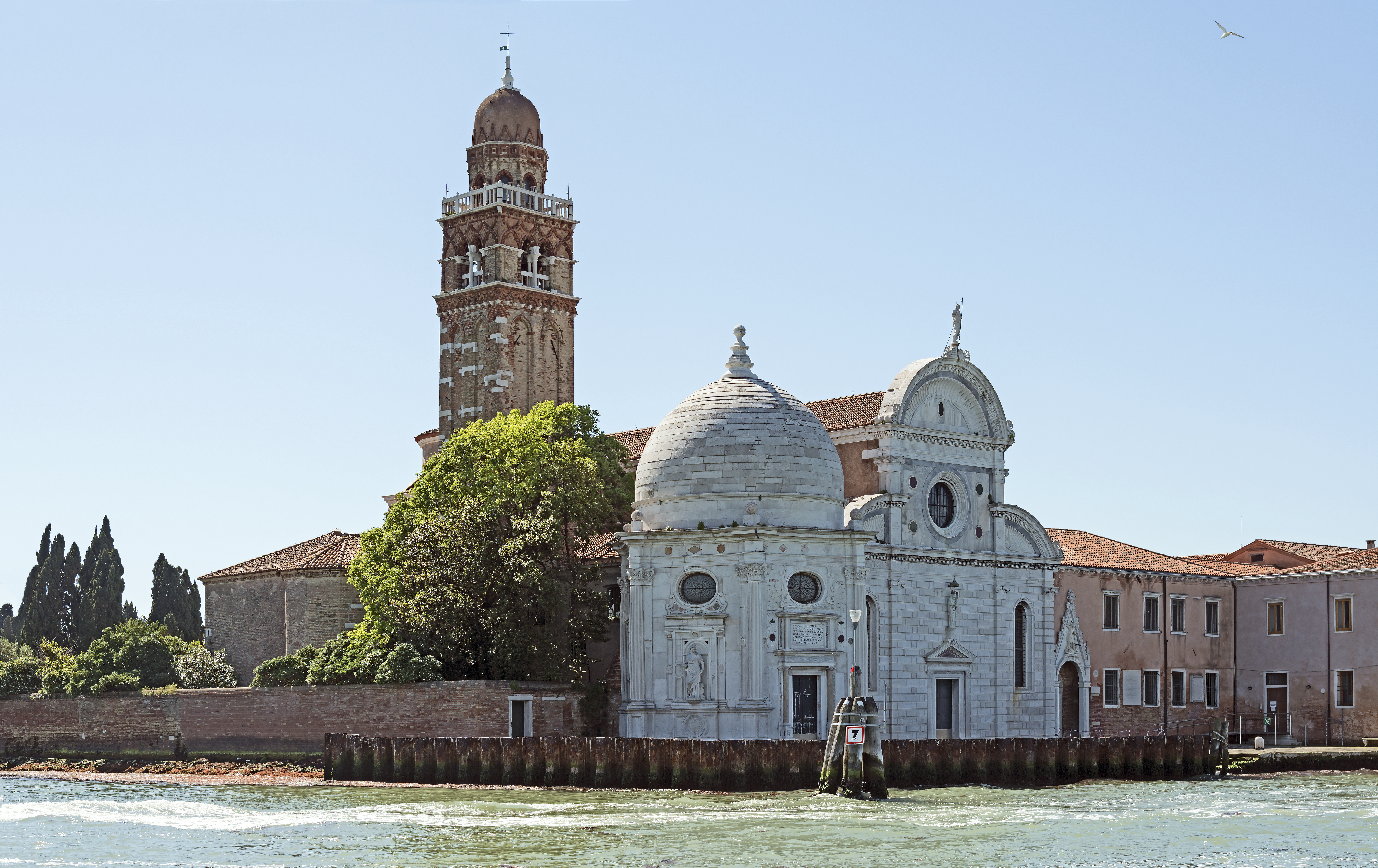
San Michele à Isola

##### Antes de Palladio

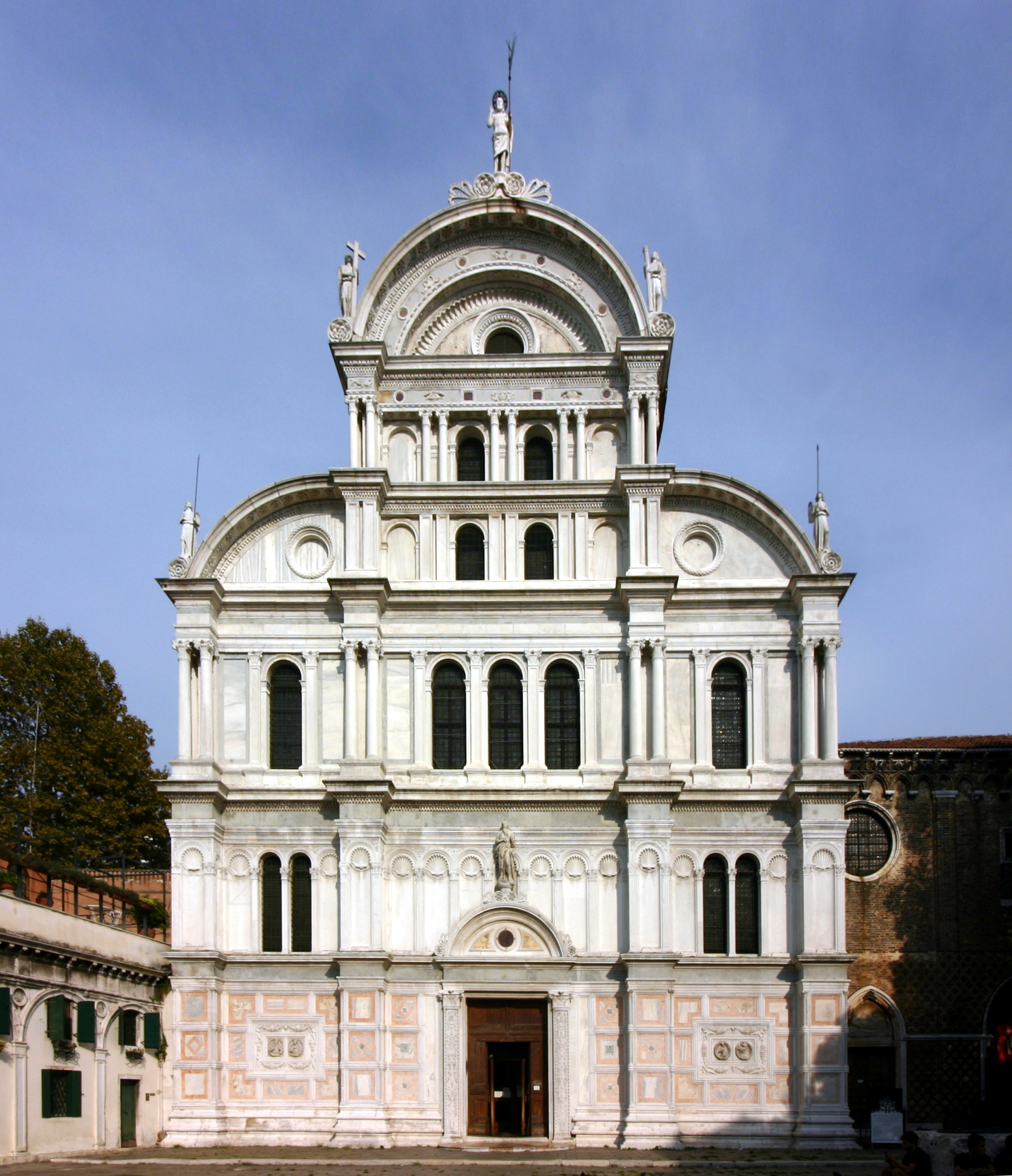
Fachada de la iglesia de San Zacarías (1444-1515), una iglesia comenzada en estilo gótico en la que Codussi completó las partes superiores

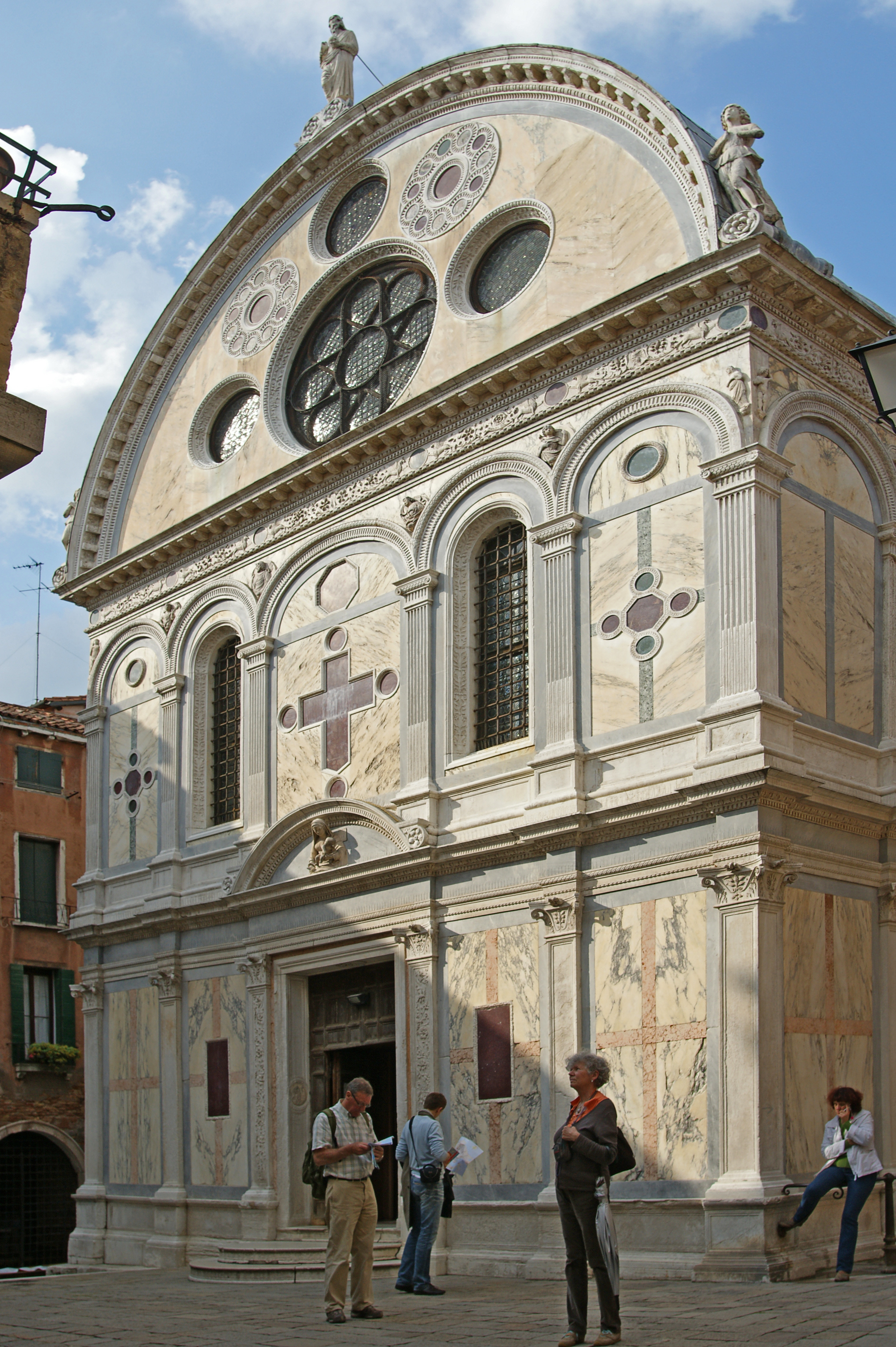
Santa Maria dei Miracoli

San Michele in Isola, obra de Mauro Codussi, tiene una fachada tripartita basada libremente en el templo Malatestiano de Alberti, con dos órdenes superpuestos. La parte superior tiene un ático entre lesenas con un óculo y cuatro discos de mármol policromado rematados por un frontón curvilíneo, mientras que los lados están unidos por dos alas curvas, con finos ornamentos en relieve de conchas. En su punto de unión con la parte central se dispone una cornisa saliente, que corta por la mitad las pilastras. El interior de la iglesia se divide en tres naves, marcadas por arcos de medio punto sostenidos por columnas. Cada nave está cubierta con techos artesonados y termina con un ábside semicircular, estando el último tramo separado en los lados por mámparas y cubierto por una cúpula ciega. En el lado de la entrada, un vestíbulo queda aislado del resto de la iglesia por un  «barco», un coro sostenido por arcadas. Sustrayendo el espacio del vestíbulo y el del presbiterio con cúpulas, Codussi obtuvo un cuerpo central perfectamente cuadrado. La catedral de Santiago (Šibenik) —Patrimonio Mundial de la Humanidad desde el año 2000—, construida por el arquitecto Giorgio Orsini, que había trabajado anteriormente en Venecia en el Palacio Ducal, es un ejemplo similar y anterior de la Iglesia de San Michele. Orsini utilizó la piedra blanca de Istria extraída en la isla de Brac que luego será empleada por Codussi. Este modelo de iglesia fue retomado a lo largo de la costa de Dalmacia.
La iglesia de San Zacarías, ubicada cerca de San Marcos, fue erigida a partir de 1458 por Antonio Gambello. Está flanqueada a su derecha por un fragmento de la iglesia gótica anterior dominada por un campanario del siglo XIII. Mario Codussi reanudó los trabajos en 1483 y diseñó una fachada imponente. Una serie de cornisas la divide en seis niveles calados con vanos simples o múltiples, puntuados por hornacinas, pilastras o columnas dobles con capiteles corintios. El coronamiento en semicírculo y los contrafuertes curvilíneos están decorados con estatuas. La base está revestida de mármol rosa salmón y el primer piso alinea una serie de conchas de Santiago. El portal de entrada está presidido por una estatua de San Zacarias, santo patrón del lugar, realizada por Alessandro Vittoria. El estilo del interior es mixto, tanto renacentista con sus altas cúpulas, como gótico. Las naves laterales se extienden detrás del altar mayor por un deambulatorio con capillas radiantes, una estructura poco común en Venecia.
Construida entre 1481 y 1484 por Pietro Lombardi y sus hijos, Santa Maria dei Miracoli es una de las primeras iglesias renacentistas de Venecia. El edificio, de tamaño modesto, está, por fuera y por dentro, totalmente cubierto de mármol, cuyo hábil juego de colores se hace eco del gusto oriental de la ciudad. La fachada tiene un gran frontón semicircular con numerosos óculos y dos rosetones en espiral muy similares a los del palacio Darío construido por el mismo arquitecto. El motivo de la cruz es omnipresente en ambos niveles. El interior es de una única nave con bóveda de cañón dividida en casetones de madera dorada que representan santos y profetas.
Iniciada en 1450 por Antonio Gambello, las obras de la iglesia de San Giobbe fueron continuadas a partir de 1470 por Pietro Lombardo en un puro estilo renacentista que se manifiesta en el elegante portal de entrada, en el interior de una única nave y en el coro con imponente arco triunfal. La bóveda de la capilla Martini está adornada con terracotas esmaltadas por los hermanos Della Robbia, los únicos que tiene Venecia. Giovanni Bellini pintó para esta iglesia el retablo de San Giobbe, hoy en la Academia.
La iglesia de San Giovanni Crisostomo, última obra de Mauro Codussi, se construyó a partir de 1480 sobre una superficie reducida. Su huella es todavía bizantina con planta de cruz griega encerrada en cuadrada, con una cúpula central y cuatro cúpulas secundarias. El coro está revestido con lienzos que incluyen el retablo de San Jerónimo, San Cristóbal y San Luis, una de las últimas obras de Giovanni Bellini (1513).
Mauro Codussi dibujó los planos de la iglesia de Santa María Formosa, erigida en 1492. Estos son bizantinos y están inspirados en la basílica de San Marcos: cúpula central y cúpulas secundarias, cruz latina con proporciones de cruz griega inscrita en un cuadrado. La luz es intensa en el centro y atenuada en los laterales, las paredes están adornadas con discretas bandas bicolor. Los elementos arquitectónicos de piedra gris se destacan sobre los yesos blancos queridos por Brunelleschi, una interpretación moderna de la tradición veneciana.
La iglesia de San Salvador fue erigida a partir de 1507 en medio de las Mercerie,  equidistante de San Marcos y del Rialto, según planos de Giorgio Spavento, fallecido en 1509. La obra fue continuada por Tullio Lombardo. El edificio, de planta de cruz latina, tiene una cúpula en el cruce del transepto y dos sobre la nave que es especialmente alargada. Alberga el monumento funerario del dogo Francesco Venier  (1489-1556) y algunas pinturas de Giovanni Bellini, así como el último Tiziano, una Anunciación de 1566.
La Iglesia de San Francesco della Vigna, tercera necrópolis de los dogos de Venecia, destaca por su campanario cercano al de San Marcos y por su fachada, obra de Palladio, similar a la de San Giorgio Maggiore. Reconstruida a partir de 1534 sobre un proyecto de Sansovino, los planos de este último fueron modificados por el hermano Francesco Zorzi, erudito franciscano, filósofo y humanista, que pretendía hacer reinar la armonía de las proporciones. Sus planos se sometieron a una comisión formada por el arquitecto Sebastiano Serlio, Tiziano y el humanista Fortunio Spira. Sus dimensiones (ancho y alto de la nave, ancho de las capillas y del transepto, profundidad del coro igual al ancho de la nave) se establecen de manera particularmente rigurosa. El resultado es una cruz latina de una sola nave bordeada por capillas, con un coro profundo flanqueado por dos capillas secundarias. A la izquierda del coro, la capilla de San Girolamo, toda en mármol, es una obra maestra de los hermanos Lombardo.

##### Iglesias de Palladio
Las iglesias venecianas de Palladio están diseñadas para las visitas ceremoniales anuales del dogo.

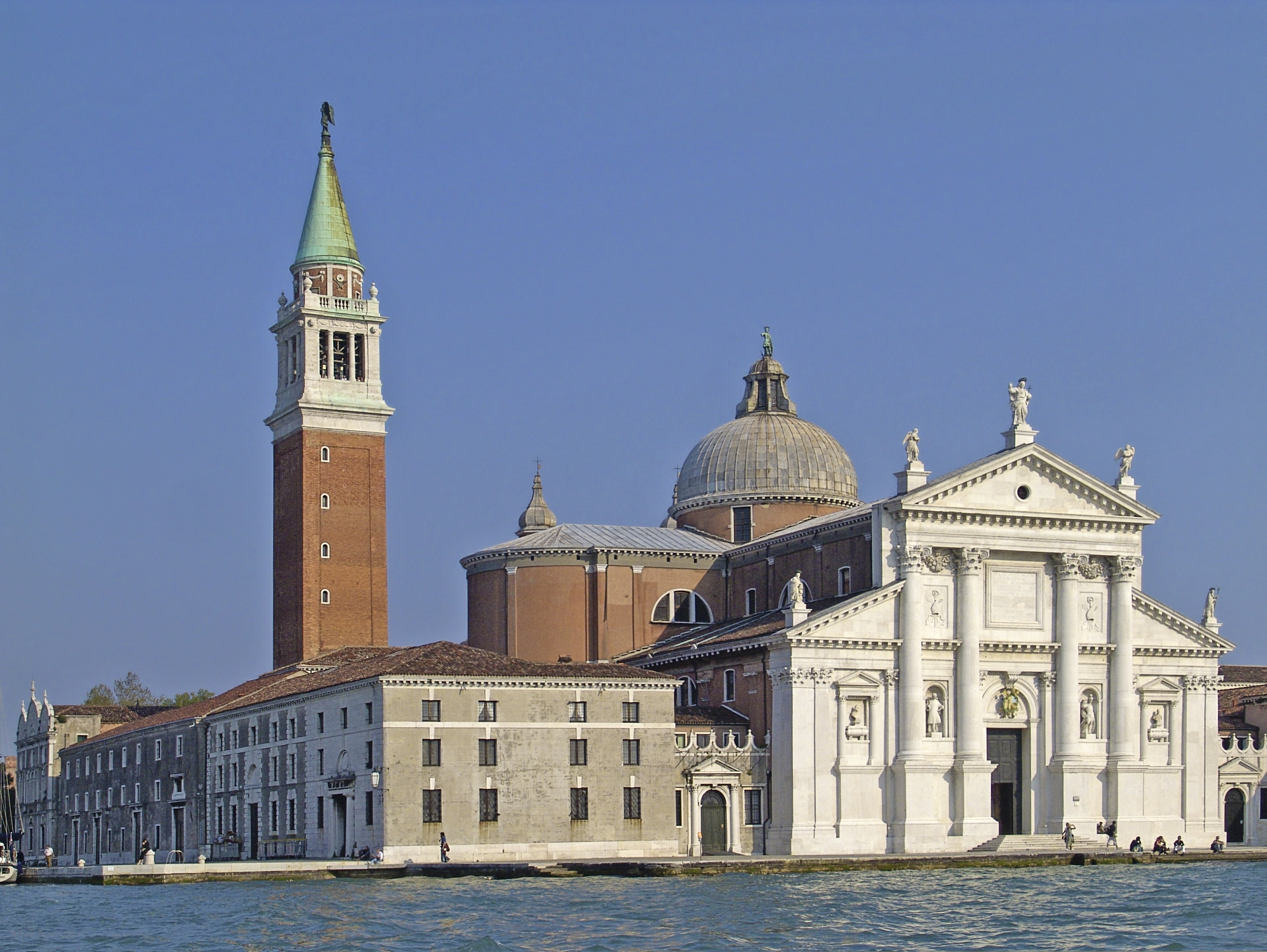
San Giorgio Maggiore.

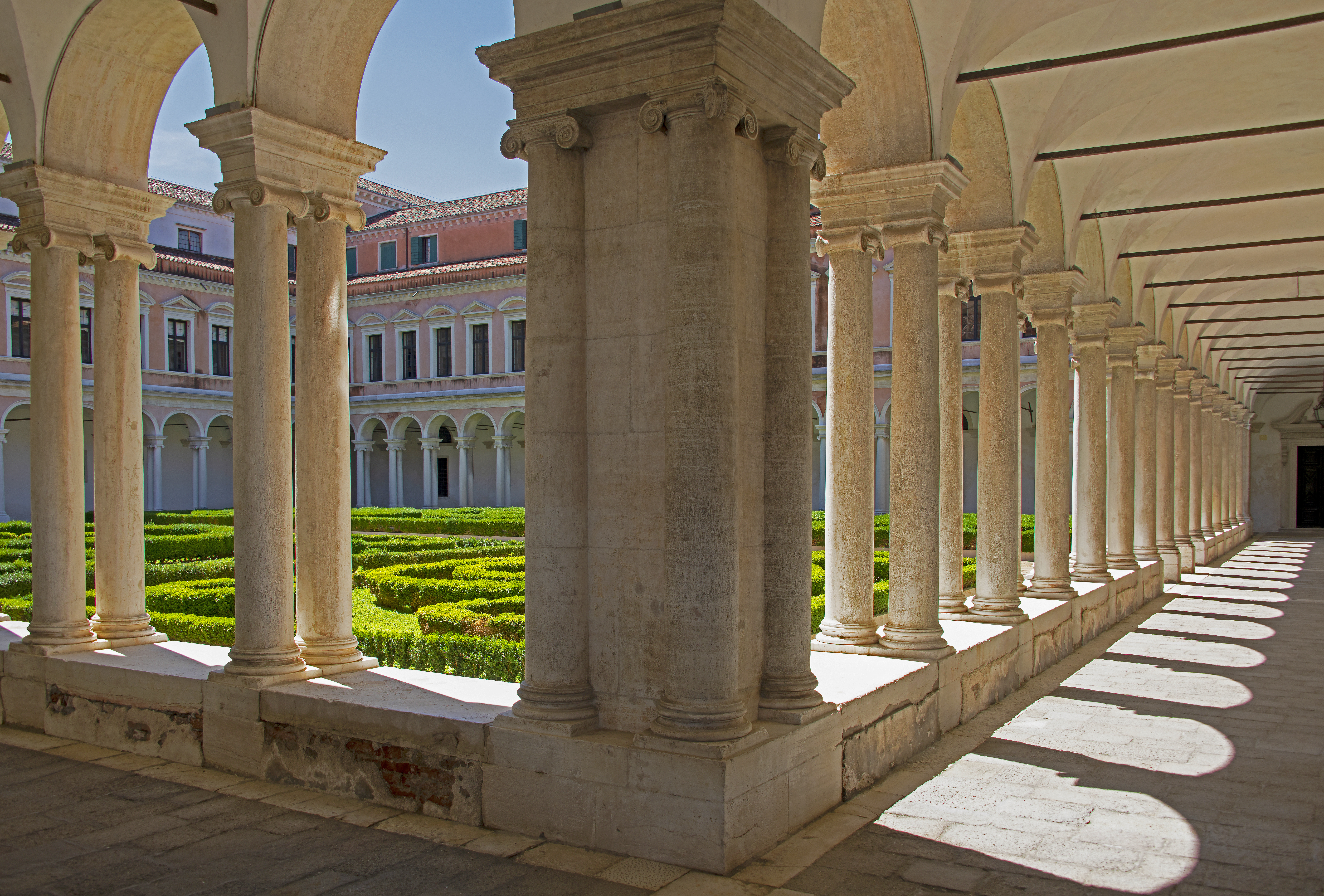
Basílica de San Giorgio Maggiore: claustro Palladiano

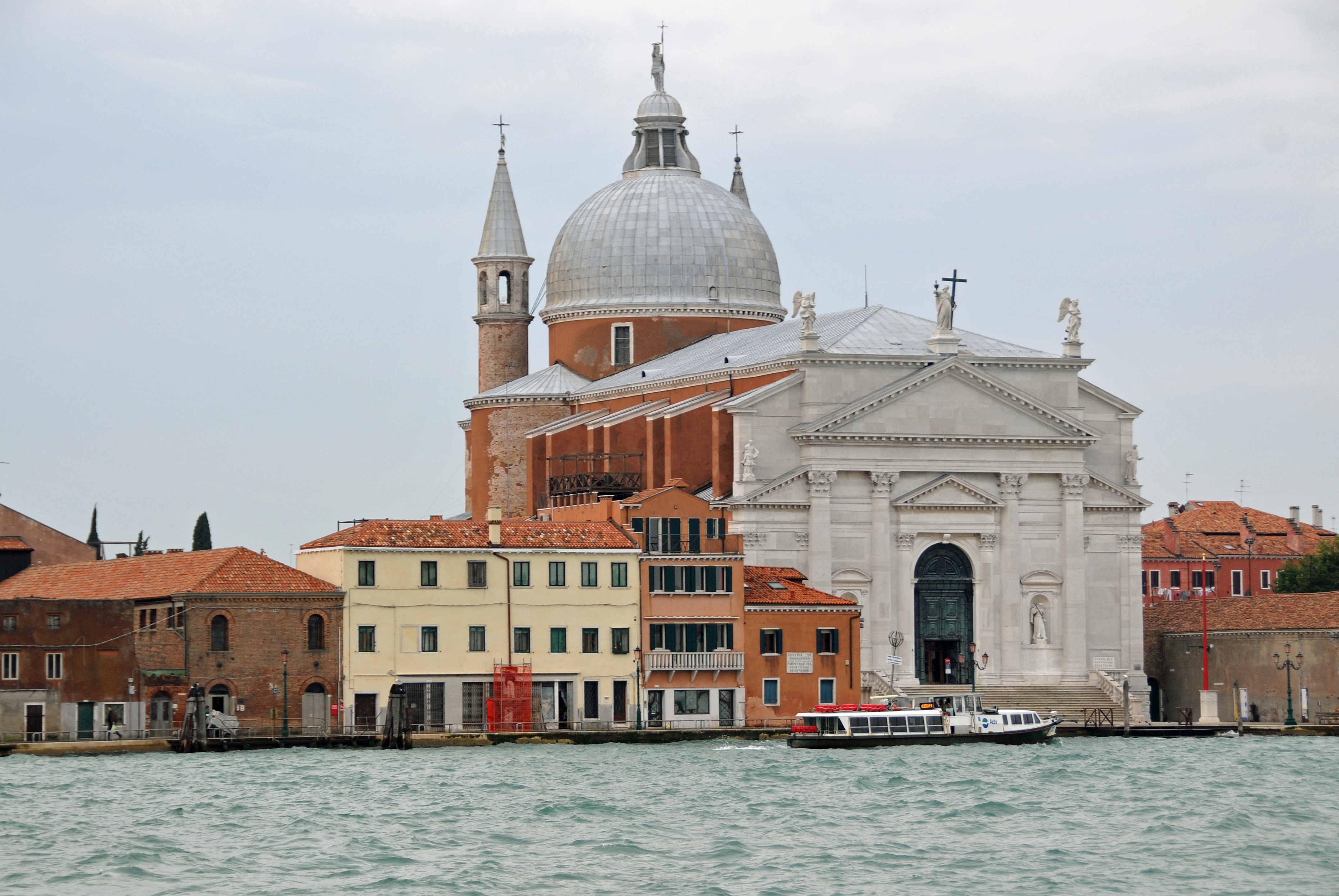
Iglesia del Redentor, comenzada en 1577

La iglesia de San Giorgio Maggiore, erigida en 1566, ocupa una posición privilegiada frente a la Piazzetta. Adosada a una casa benedictina acomodada, es muy rica: piedra clara de Istria, suelo de mármol con decoración de damero en rojo y blanco, estatuas de mármol blanco en los nichos de las naves laterales. Su fachada parece combinar dos templos antiguos que se superponen e interpenetran entre sí: un gran pronaos con cuatro columnas corintias está embebido en un frontón del que solo aparecen los extremos triangulares. Simone Sorella, que completó la fachada tras la muerte de Palladio, colocó los frontones del pronaos sobre altos pedestales, alterando la coherencia del conjunto. El interior es un compromiso entre un templo de la antigüedad clásica y una iglesia cristiana de planta de cruz latina con tres naves. Una cúpula remata el cruce del transepto, cuyos extremos terminan en ábsides.
El monasterio benedictino de San Giorgio fue completamente reconstruido en el siglo XVI. El primer claustro, de colores rojo y blanco, con un pórtico de columnas gemelas y una planta alta con ventanas resaltadas por frontones triangulares y curvilíneos, es obra de Palladio. El segundo claustro, llamado de los Laureles, da acceso al refectorio de Palladio, cuya muro trasero estaba adornado con Las Bodas de Caná de Veronese, cuadro que, creado por su pórtico, simula una abertura en el estrecho espacio arquitectónico.
La Iglesia del Redentor fue erigida después de la epidemia de peste de 1576. Fue construida entre 1577 y 1592 en la isla de Giudecca. Iglesia de una única nave cuyas grandes semicolumnas sostienen un poderoso entablamento que sostiene una bóveda de cañón con grandes ventanales semicirculares divididas en tres sectores, recordatorio de la «bahía termal» de la arquitectura antigua. A cada lado, tres capillas profundas se comunican entre sí a través de idénticas ventanas termales. El ábside es un semicírculo elíptico que vuelve a recordar los baños romanos. La iglesia de las Zitelle, ubicada entre San Giorgio Maggiore y el Redentor, fue construida sobre un proyecto de Palladio. También tiene una «bahía termal» sobre el portal de entrada.
En 1559, Palladio recibió el encargo de la reconstrucción de la basílica de San Pietro di Castello, sede patriarcal de Venecia desde 1451 (y hasta 1807). La fachada es de piedra de Istria, al igual que el campanario reconstruido en la década de 1480 por Mauro Codussi, una rareza en Venecia.

Iglesias renacentistas palladianas
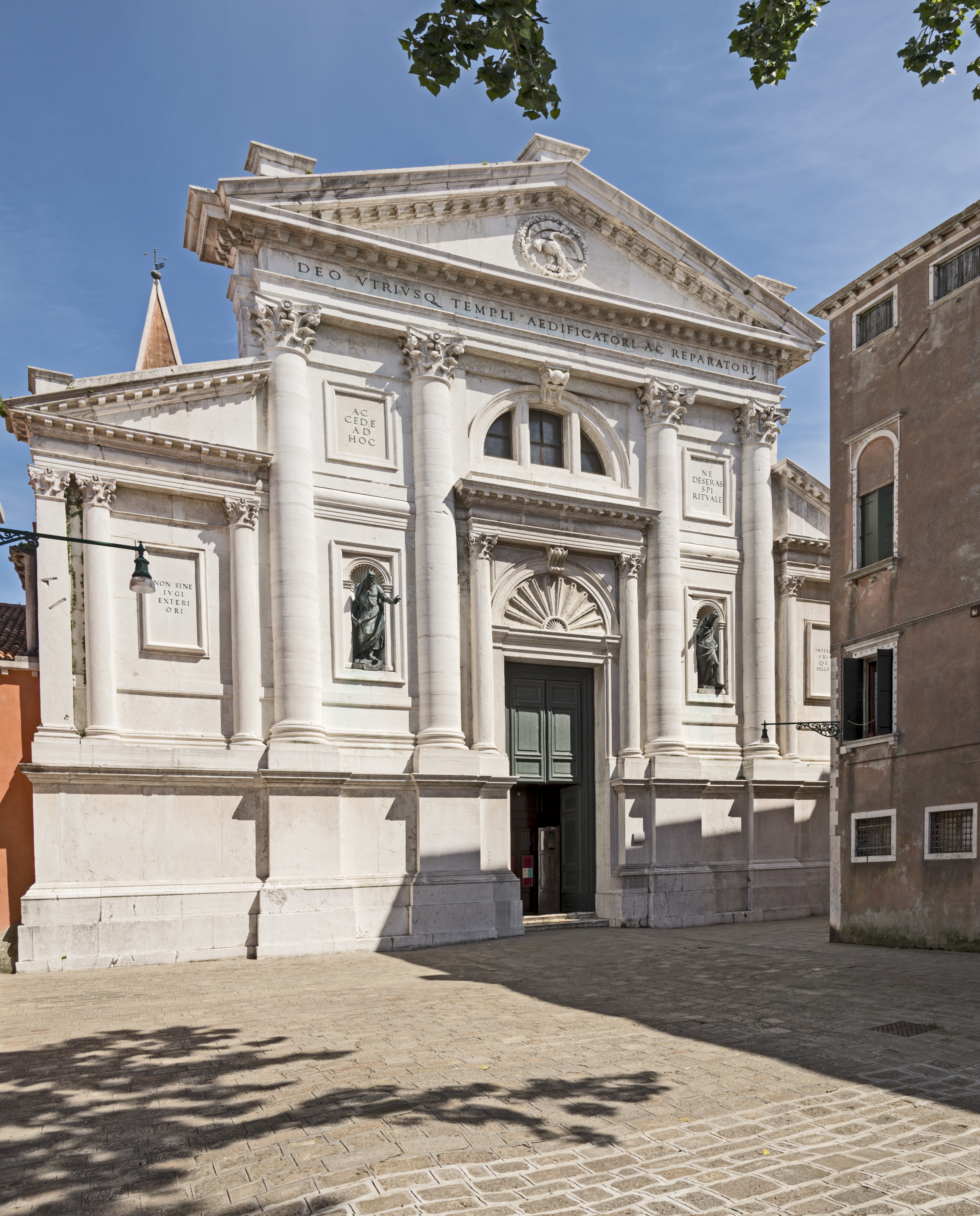
Iglesia de San Francesco della Vigna, comenzada por Sansovino (1554) y terminada por Palladio
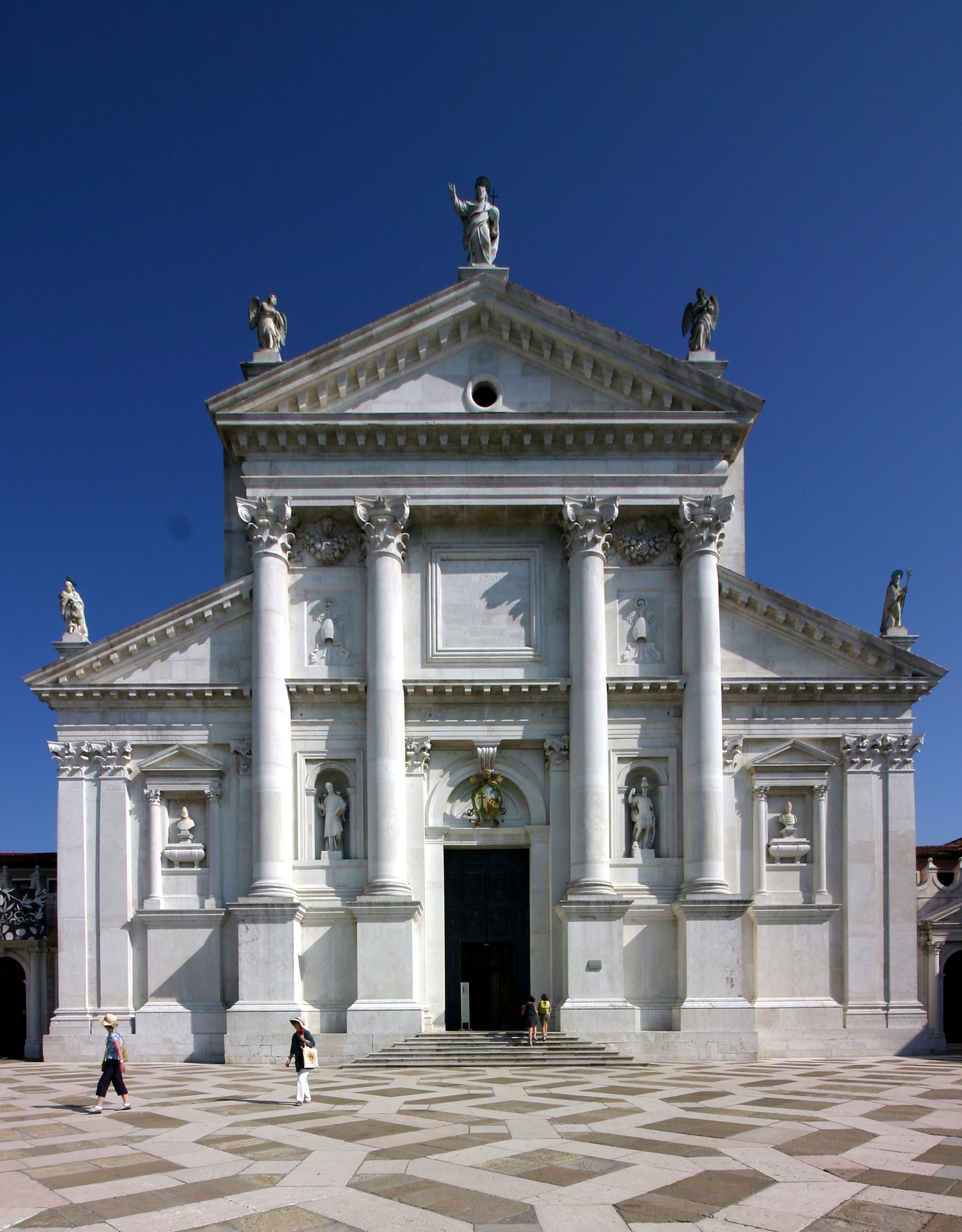
San Giorgio Maggiore,  comenzada en 1566
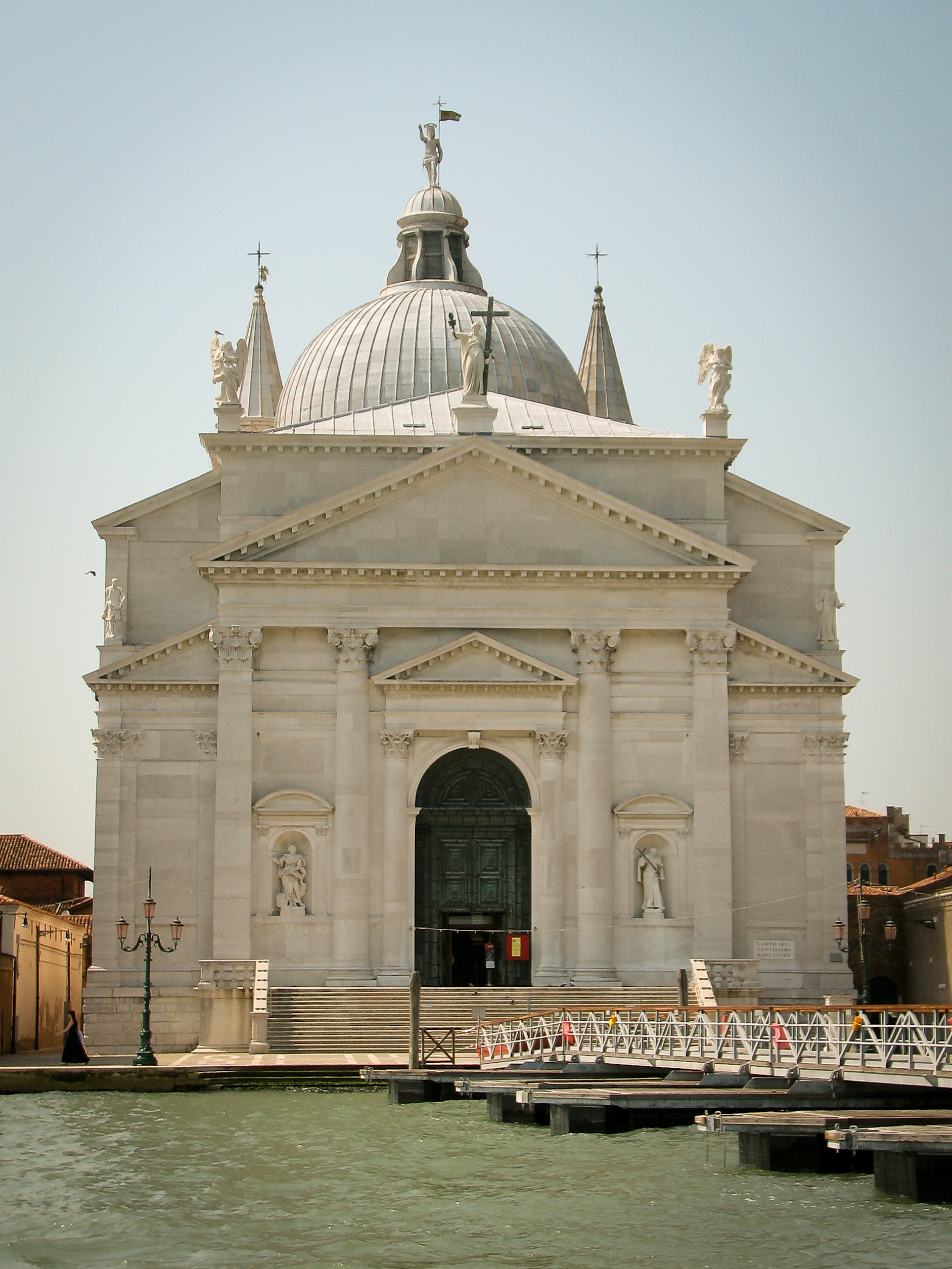
Iglesia del Redentor, comenzada en 1577
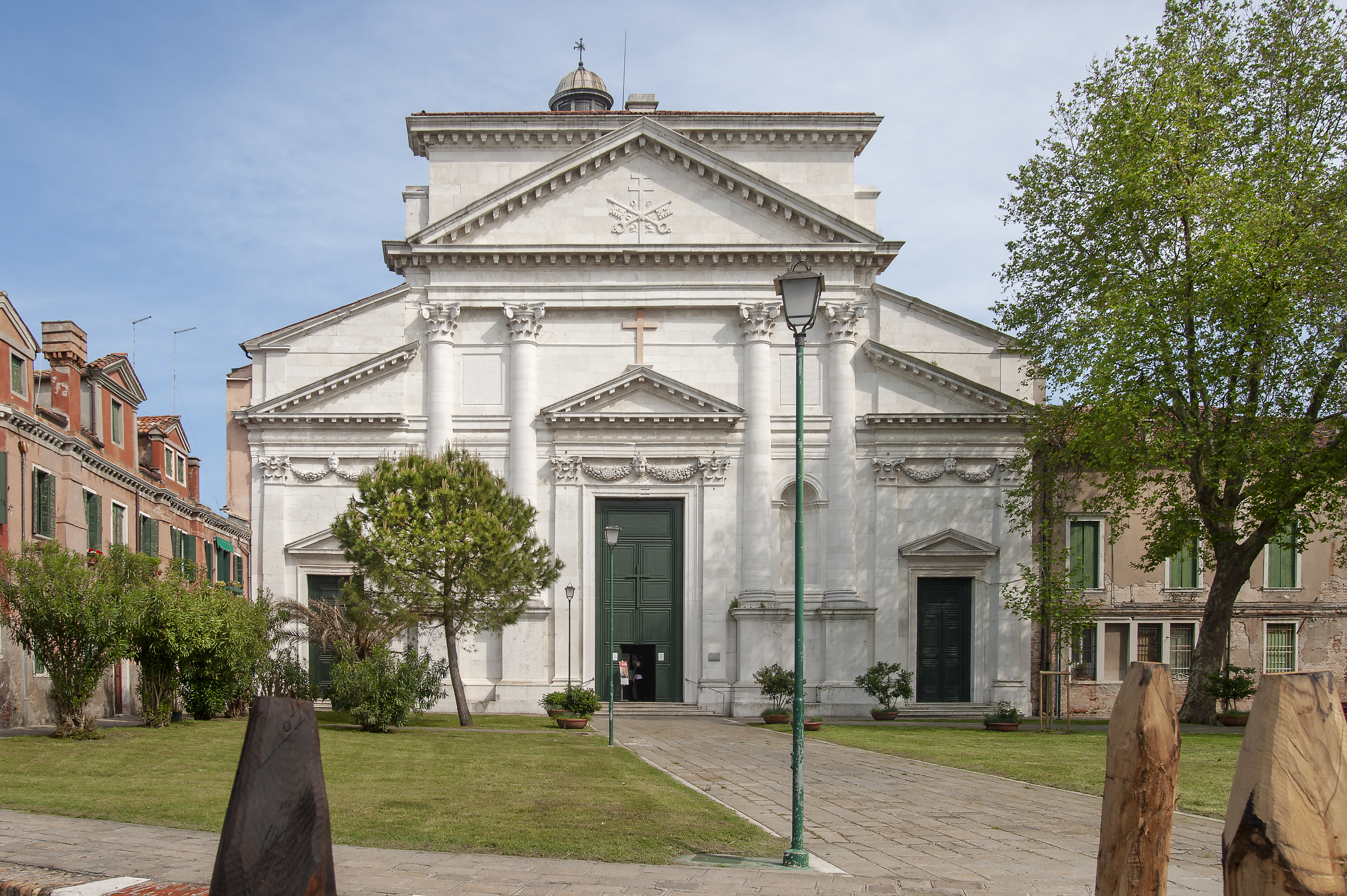
Fachada de la basílica de San Pietro di Castello (1559-1596), finalizada por Francesco Smeraldi

### Plaza y plazuela de San Marcos

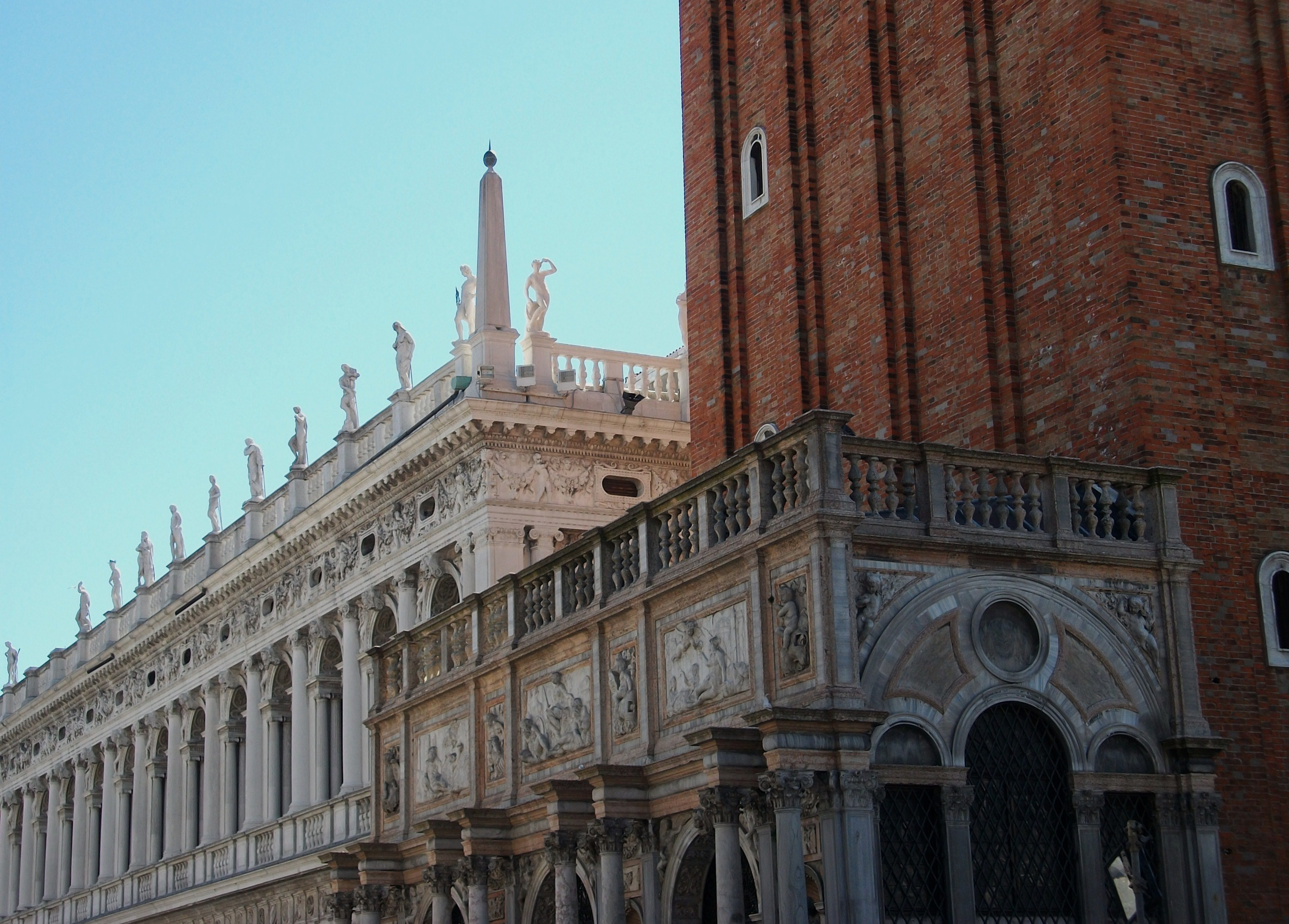
Biblioteca Marciana Loggetta de Sansovino

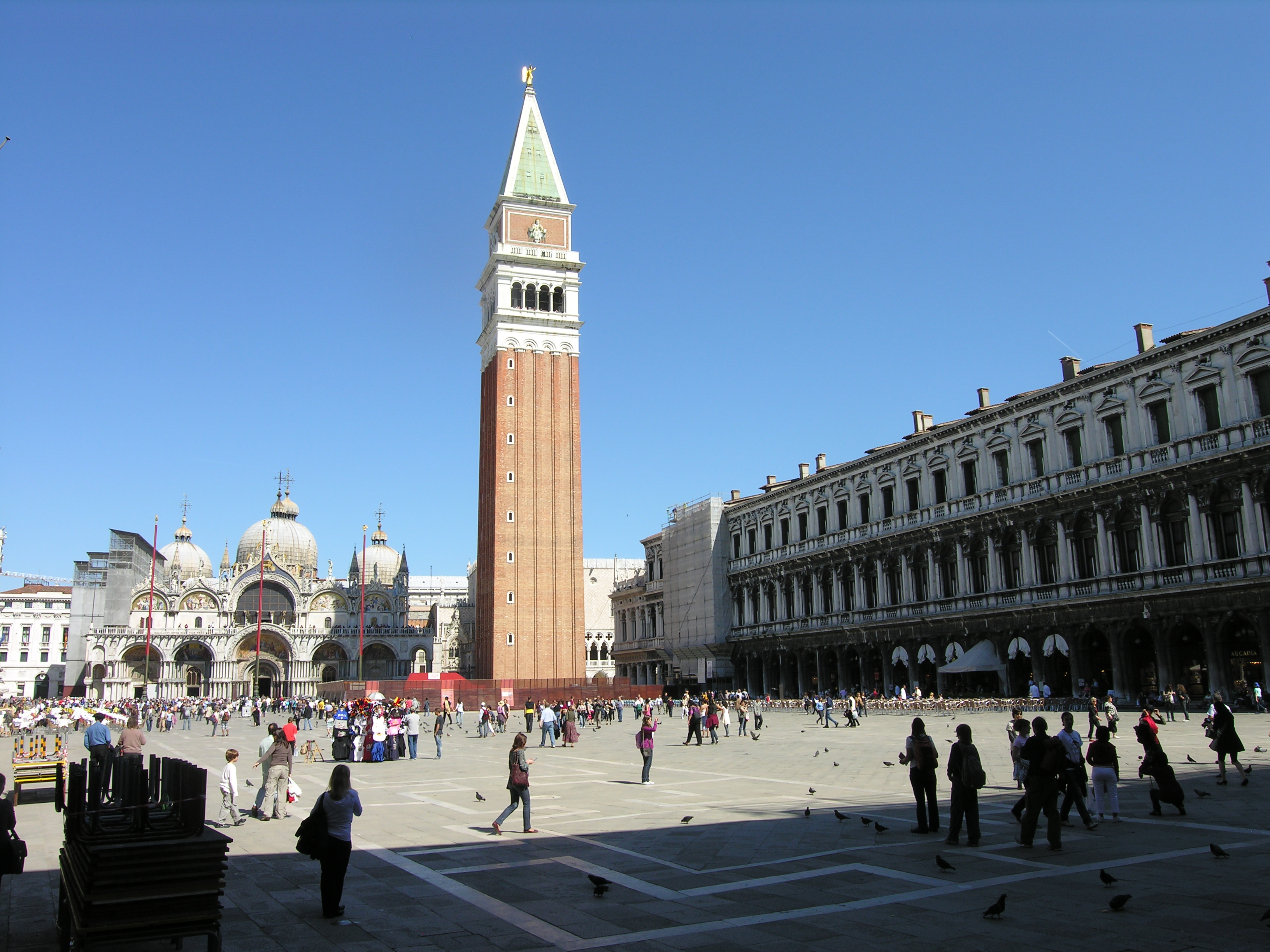
Campanile y Procuraties Nuove

Fue particularmente bajo los dogados de Leonardo Loredan (1501-1523) y de Andrea Gritti (1523-1538) cuando la Plaza de San Marcos y su  Piazzetta adquirieron su aspecto moderno. La plaza está completamente rodeada de pórticos, sin ninguna influencia aquí de Roma. Desde un principio, fue diseñada como una «sala de ceremonias» y sirvió de escenario para los ritos de la vida civil y religiosa en la República.

Cuando las Procuradurías Viejas, un edificio de un único bloque construido a petición del dogo Ziani en estilo véneto-bizantino, tuvieron que ser reconstruidas tras un incendio en 1515 y fueron recrecidas en esa ocasión, se conservó su aspecto original. Esa decisión es indicativa de la renuencia de Venecia a introducir un nuevo lenguaje arquitectónico y de su apego a la tradición. Bartolomeo Bon fue el responsable de esta reconstrucción. El segundo piso está coronado por un largo friso perforado de oculi y de almenas que recuerdan a los de la basílica y el palacio ducal.
Los procuradores tuvieron la idea de marcar la entrada que conduce a las Mercerie, una hilera de calles comerciales que conectan San Marcos con el Rialto, mediante una torre que tendría la apariencia de una puerta de la ciudad. La obra, iniciada en 1496, fue confiada a Mauro Codussi. Esa torre del reloj tiene cinco niveles superpuestos: en la base, un arco de medio punto da acceso a las calles de la Mercería; luego, un gran reloj circular; la tercera planta corresponde a una Virgen y el Niño al que los Reyes Magos rinden homenaje el día de la Ascensión; sobre ella, el León de San Marcos sobre un fondo de un cielo azul estrellado; y en lo alto, como coronación, dos moros cuyos mazos golpean la campana para dar las horas.
Reconstruido en el siglo XII, el campanile fue alcanzado por un rayo en 1489. Mientras se estaba reconstruyendo volvió a ser dañado por un terremoto en 1511. Bartolomeo Bon terminó su restauración en 1517, manteniendo muy poco de su forma original. El cuerpo principal es de ladrillo rojo sobre el que destaca la piedra blanca de la cámara de las campanas. Arriba, un ático sostiene una aguja piramidal, cuya punta está coronada por un ángel dorado esculpido por Sansovino.
En 1530, los procuradores encargaron a Jacopo Sansovino la construcción de una biblioteca en el lado oeste de la Piazzetta. Se convirtió así en una especie de segundo foro. En 1557 reconstruyó la pequeña logia al pie del campanario. Encargo público, la larga fachada de la biblioteca es intencionadamente muy decorativa. Situada frente al Palacio Ducal, tiene los mismos soportales en la planta baja que las Procuradurías y forma una logia abierta continua para los puestos que siempre se han instalado en la plaza. La Zecca, junto a ella, con sus columnas salientes, sus proporciones completamente diferentes, es mucho más compacta y de apariencia deliberadamente defensiva. El objetivo era dar una apariencia de estabilidad y seguridad al lugar donde se acuñaba la moneda de la República.
El rosa pálido y crema del pavimento del Palacio Ducal, el ladrillo del campanario del color de las hojas muertas, los mosaicos de la basílica, las cúpulas de cobre verde, la luz a menudo cegadora y los reflejos del agua se suman a los efectos arquitectónico para obtener una puesta en escena característica del arte veneciano, totalmente ajena a la arquitectura romana y florentina.
La plaza de San Marcos adquirió su aspecto definitivo cuando, en 1580, el Senado decidió construir unos nuevos alojamientos para los Procuradores al sur, alineados en el lado norte de la Biblioteca. Vincenzo Scamozzi, discípulo de Palladio, hizo demoler el antiguo hospicio de Orseolo para empezar los trabajos. Tras serias discusiones sobre el estilo del edificio, que oponían a los proponentes del arte «a la antigua» a los de la tradición veneciana, las Nuevas Procuradurías, completadas en 1640 por Baldassare Longhena, permanecen cercanas en el espíritu de estilo de la Biblioteca de Sansovino.

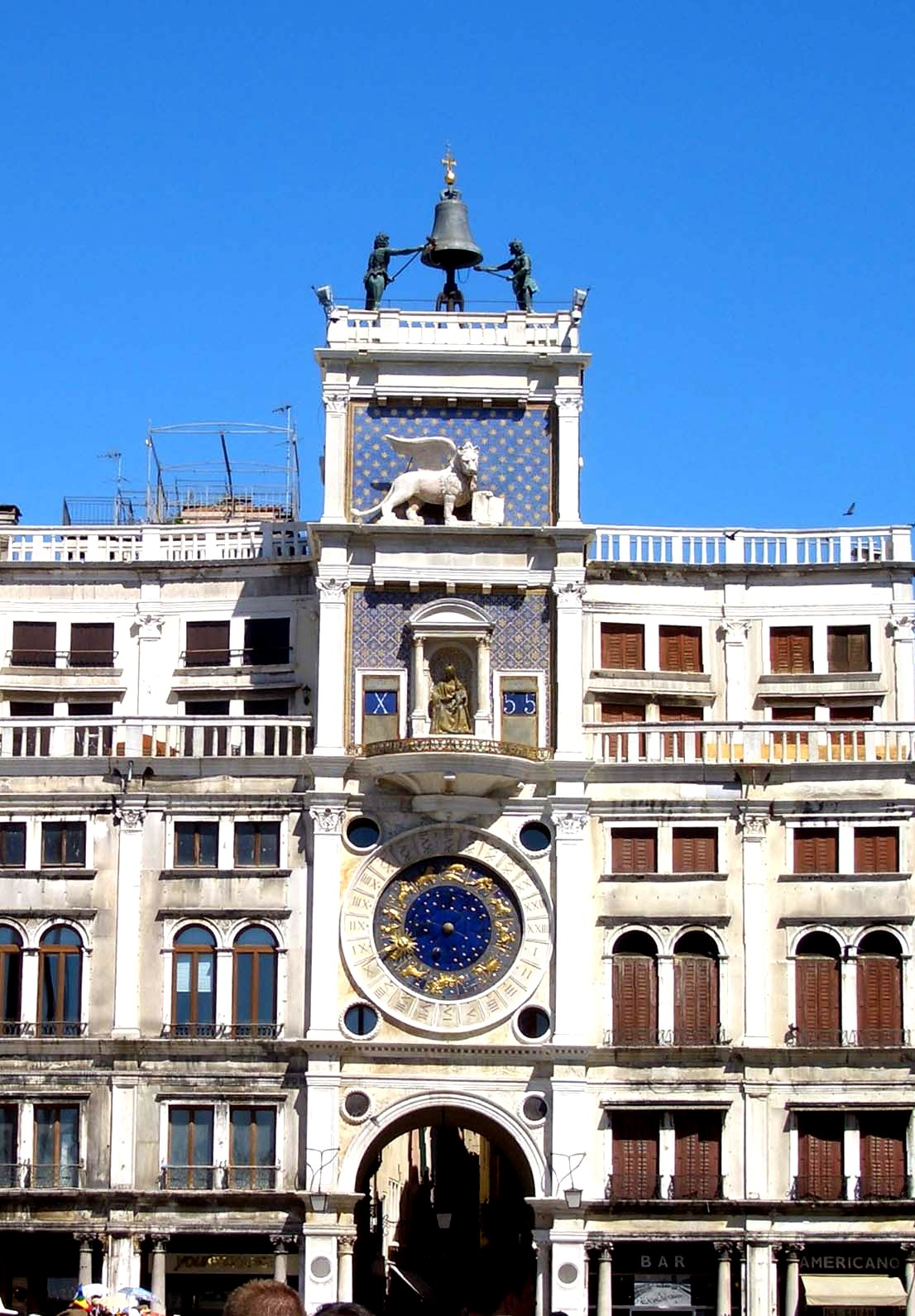
Torre del reloj de San Marcos
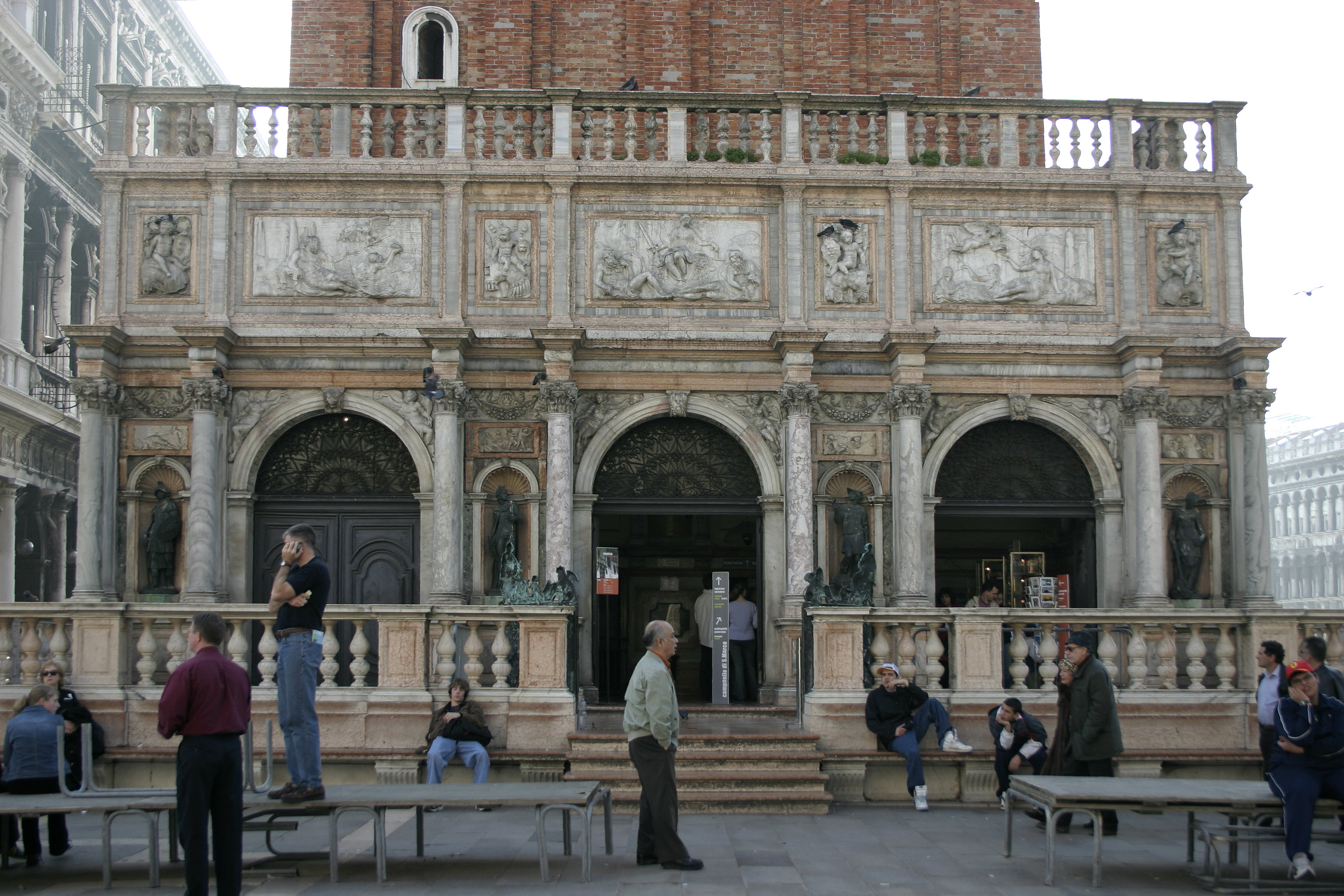
Loggetta
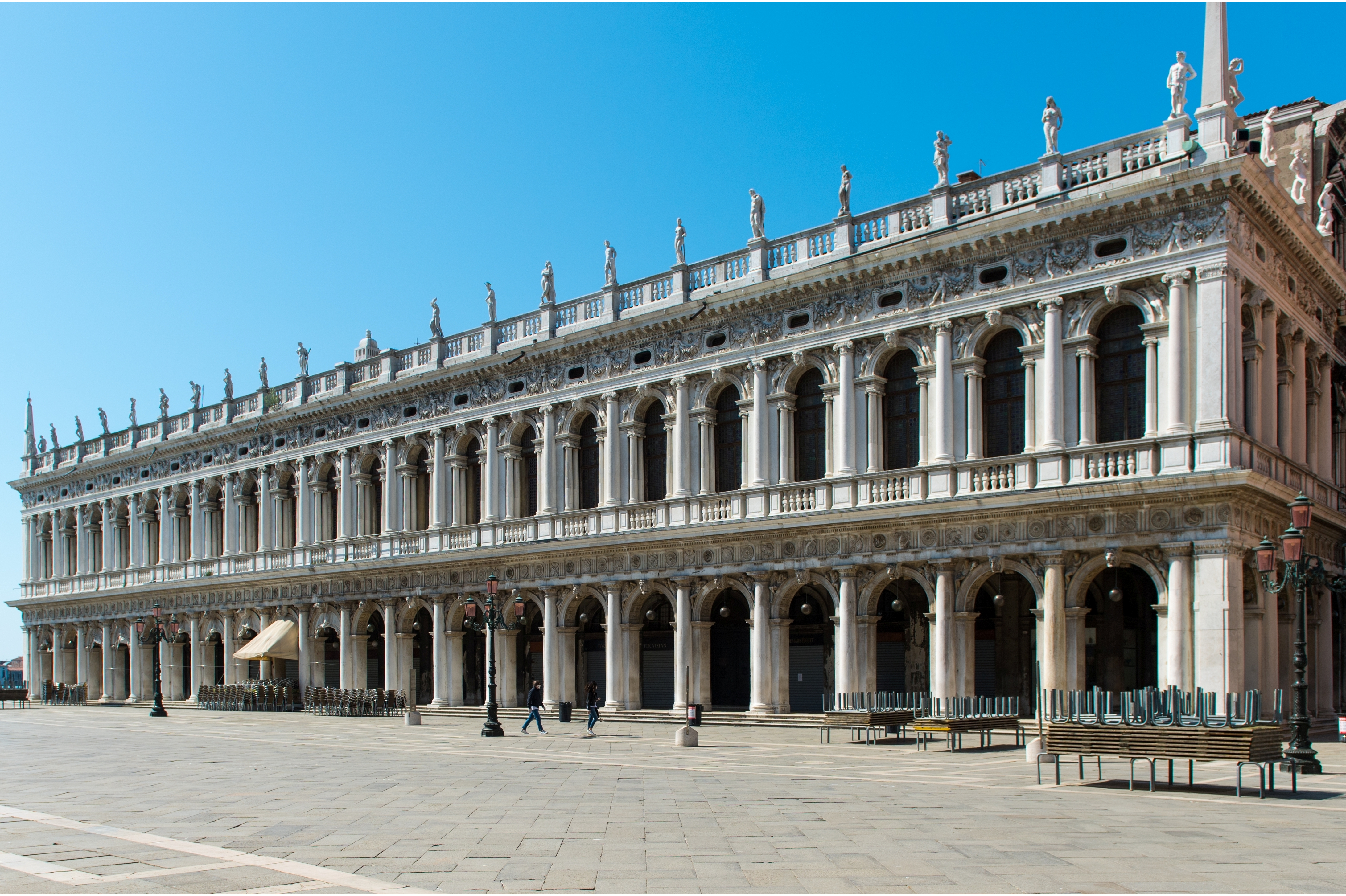
Biblioteca Marciana

### Palacio yScuolerenacentista

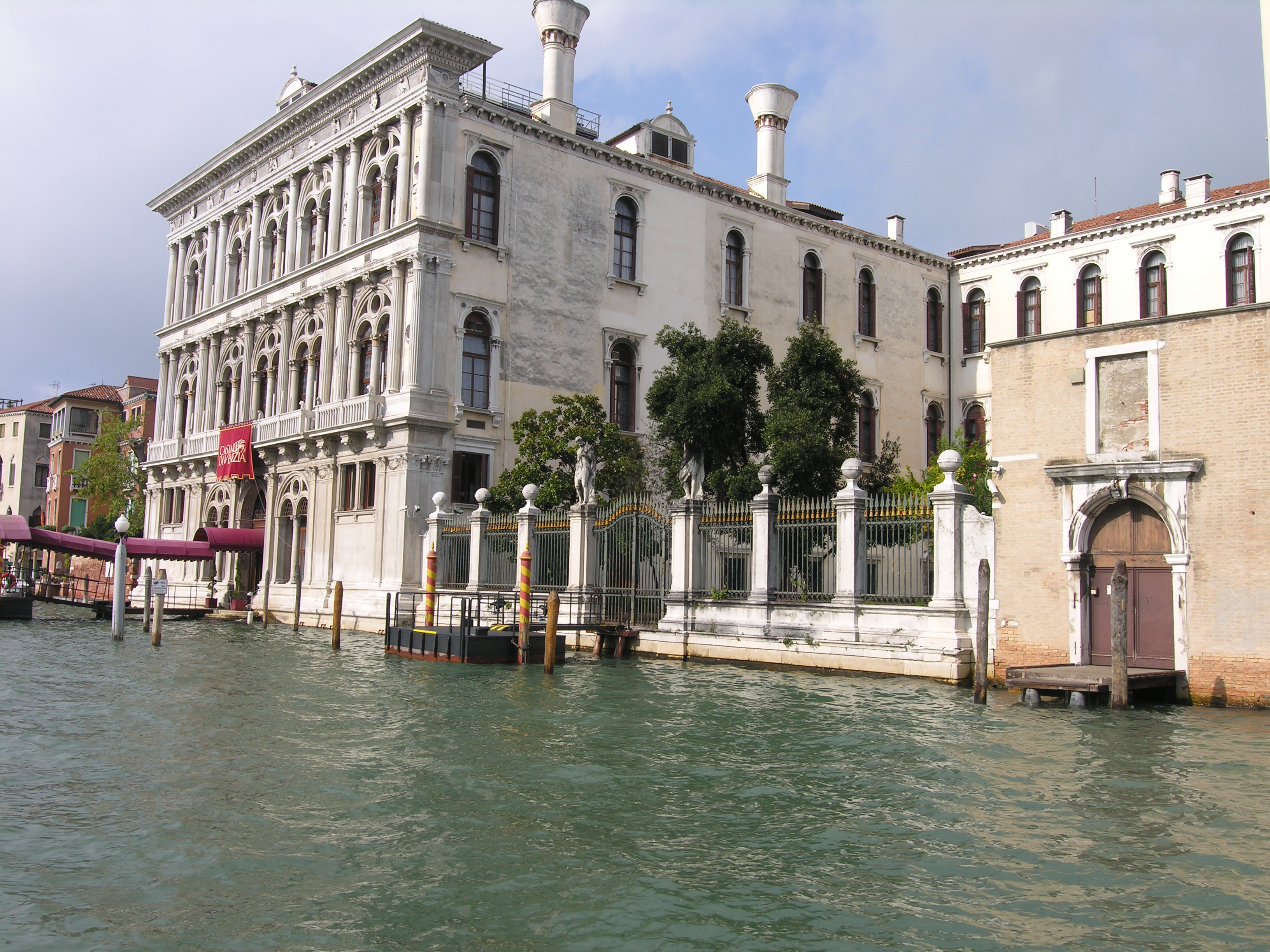
Los lateralles de los palacios que abren al Gran Canal son mucho más simples. (Palazzo Corner della Ca' Granda, de Jacopo Sansovino)

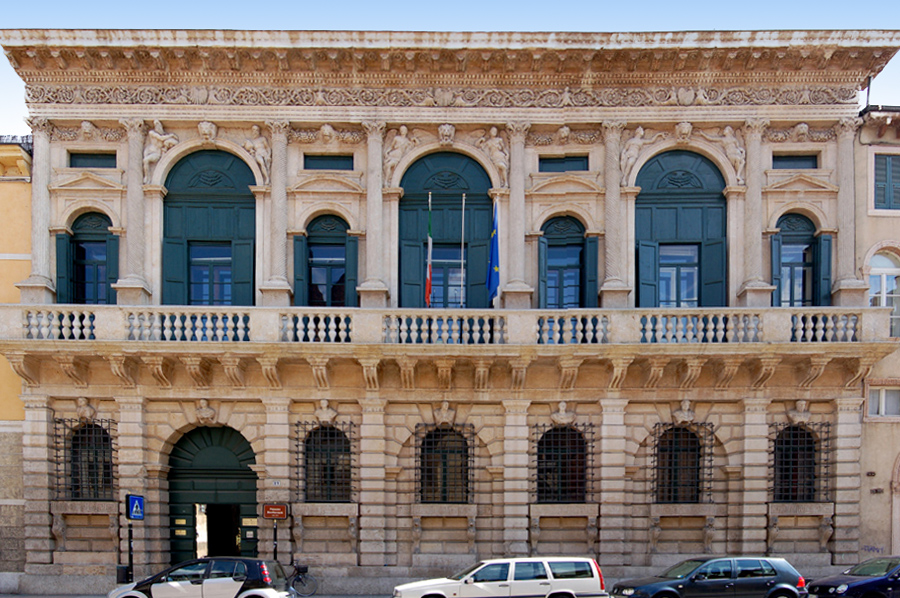
Palacios venecianos en terraferma: Michele Sanmicheli, Palazzo Bevilacqua, Verona, comenzado en 1529

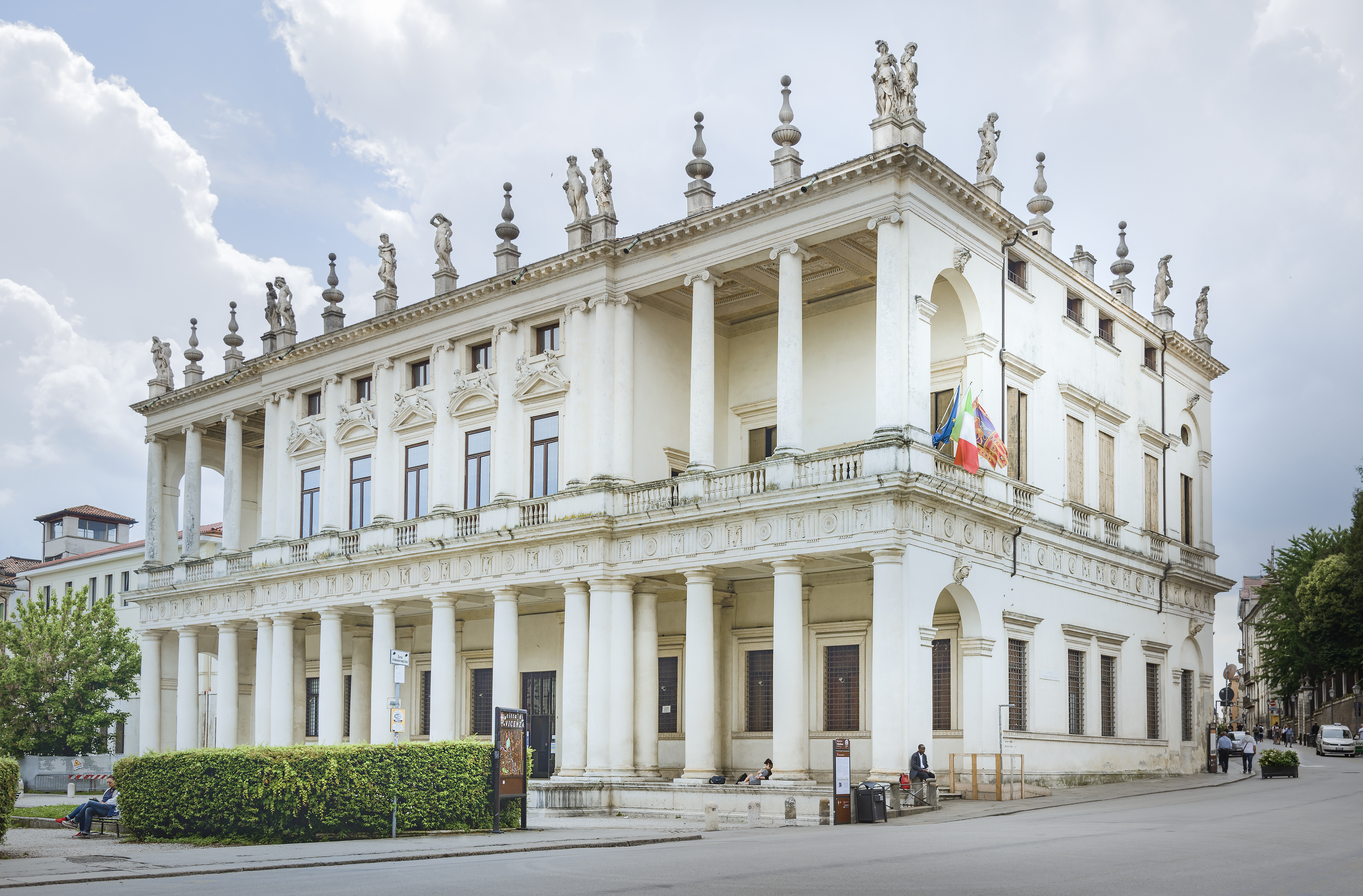
Palazzo Chiericati de Palladio, Vicenza, desde 1551, ejemplo de la evolución de los palacios en terraferma.

La alineación de los palacios abiertos al Gran Canal proporciona a la arquitectura veneciana una escenografía poco común. La planta baja, a nivel del mar, está reservada para las cocinas y las oficinas; en el primer piso, una gran estancia, en el medio del edificio, da al canal, la arteria principal de la ciudad. La escalera queda relegada a la parte trasera de la casa; las ventanas principales se agrupan en una serie de vanos con columnas que a veces aún coexisten con una forma modificada de ventana gótica.
La ciudad acoge con circunspección la simplicidad equilibrada de las superficies y de las proporciones de la arquitectura antiquizante, estando la riqueza decorativa anclada en el temperamento veneciano. En el siglo XVI, los palacios venecianos abandonan el ladrillo por la piedra, más noble pero más fría. Favorecen la monumentalidad, la simetría y la armonía. Sus fachadas enfatizan fuertemente las horizontales y las verticales mediante cornisas, pilastras o columnas al estilo antiguo, sus ventanas renuncian a los arcos quebrados por el arco de medio punto. Lesenas y pilastras están talladas con motivos  «a la Antigua», jarrones, bucranes, hojas de acanto o de laurel, figuras de animales. El arte renacentista se integra sin destruir el pasado: el gusto por los chapados y el color, de la tradición bizantina, sigue manifestándose.
Uno de los primeros palacios renacentistas fue el palacio Darío, cerca de la iglesia de La Salute, construido entre 1487 y 1492 por Pietro Lombardo. Su estrecha fachada tiene una refinada decoración de mármol policromado. Entre los arcos de medio punto destacan unos rosetones de piedra en forma de espiral. Los valores decorativos siguen prevaleciendo aquí; la construcción permanece ligera gracias a las ventanas cuádruples que se repiten en los tres pisos de su fachada.
El arte renacentista triunfa en el Palacio Corner Spinelli, construido a partir de 1490 por Marco Codussi para la familia Lando. Su fachada, a lo largo de la cual corren balcones, presagia la del palacio Vendramin. Se disponen, entre los huecos de los pisos, discos de mármol; los almohadillados del nivel inferior son una herencia toscana.
Mario Codussi construyó entre 1502 y 1509 el palacio de Calergi-Vendramin para Andrea Loredan, quien presidía el Consejo de los Diez y que estaba relacionado con el gran dogo Leonardo Loredan, quien luego abogó por la austeridad y la abstención de gastos suntuarios tras la derrota de Agnadello. Su fachada explota y repite doce veces una «célula de base» que le da su unidad, compuesta por dos ventanas gemelas coronadas por un óculo circular y un arco de medio punto que las remata a ambas. La sucesión de los tres órdenes, dórico, jónico y corintio, se respeta en los tres niveles separados por entablamentos continuos subrayados por fuertes cornisas, convirtiéndose la última en un elegante friso de buena altura. La presencia de discos de colores en los intervalos de los vanos marca el acento veneciano.
La Scuola Grande di San Rocco, construida entre 1517 y 1549, se asemeja al palacio Calergi-Vendramin por la presencia en su planta baja de las mismas ventanas compuestas «a la Codussi». Arriba, sin embargo, los vanos geminados están rematados con un frontón triangular. Columnas acanaladas, pilastras con capiteles corintios, mármoles policromados y un friso superior le confieren una gran suntuosidad. Bartolomeo Bon fue el arquitecto de la planta baja, Santo Lombardo y Scarpagnino la completaron.
El palazzo Corner della Ca' Granda fue construido a partir de 1532 por Jacopo Sansovino a petición de Jacopo Cornaro. Es de dimensiones imponentes y su fachada tiene un sótano con salientes con tres arcos monumentales, así como grandes vanos entre columnas dobles en la planta superior. En el interior hay un atrio y un peristilo, que recuerdan a la Antigüedad romana.
El Palacio Grimani, construido entre 1557 y 1561 por Sammicheli para el senador Girolamo Grimani, destaca por su puerta de agua, un verdadero arco de triunfo romano con tres arcos, uno grande y dos pequeños, estructura reproducida de forma simplificada en dos pisos superiores, confiriendo al edificio su unidad.

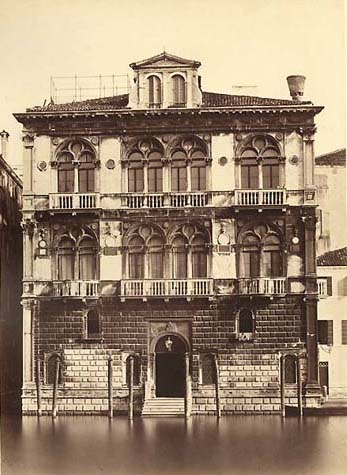
Palacio Corner Spinelli
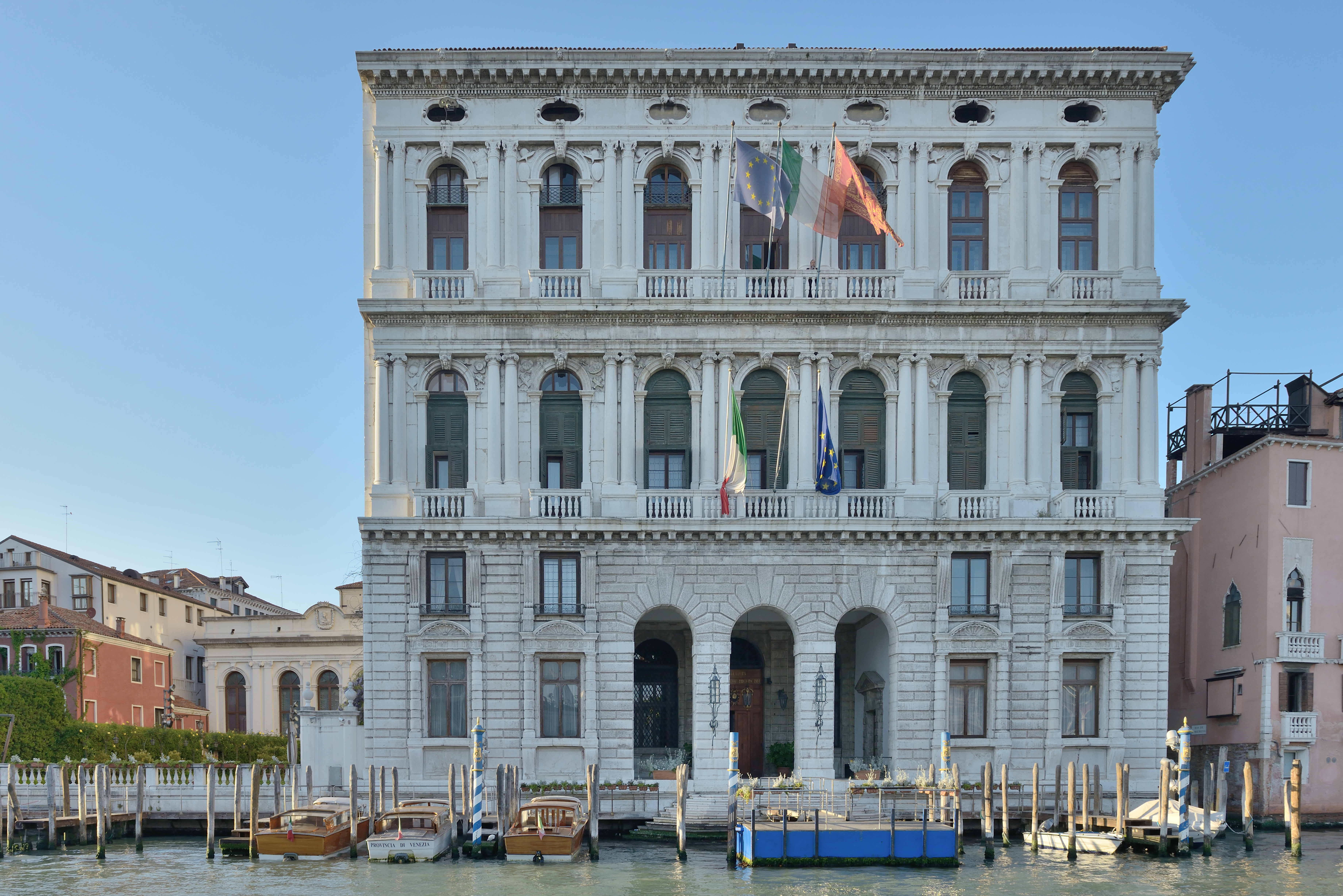
Palazzo Corner della Ca' Granda, de Jacopo Sansovino, que reemplazó a un edificio incendiado en 1532.
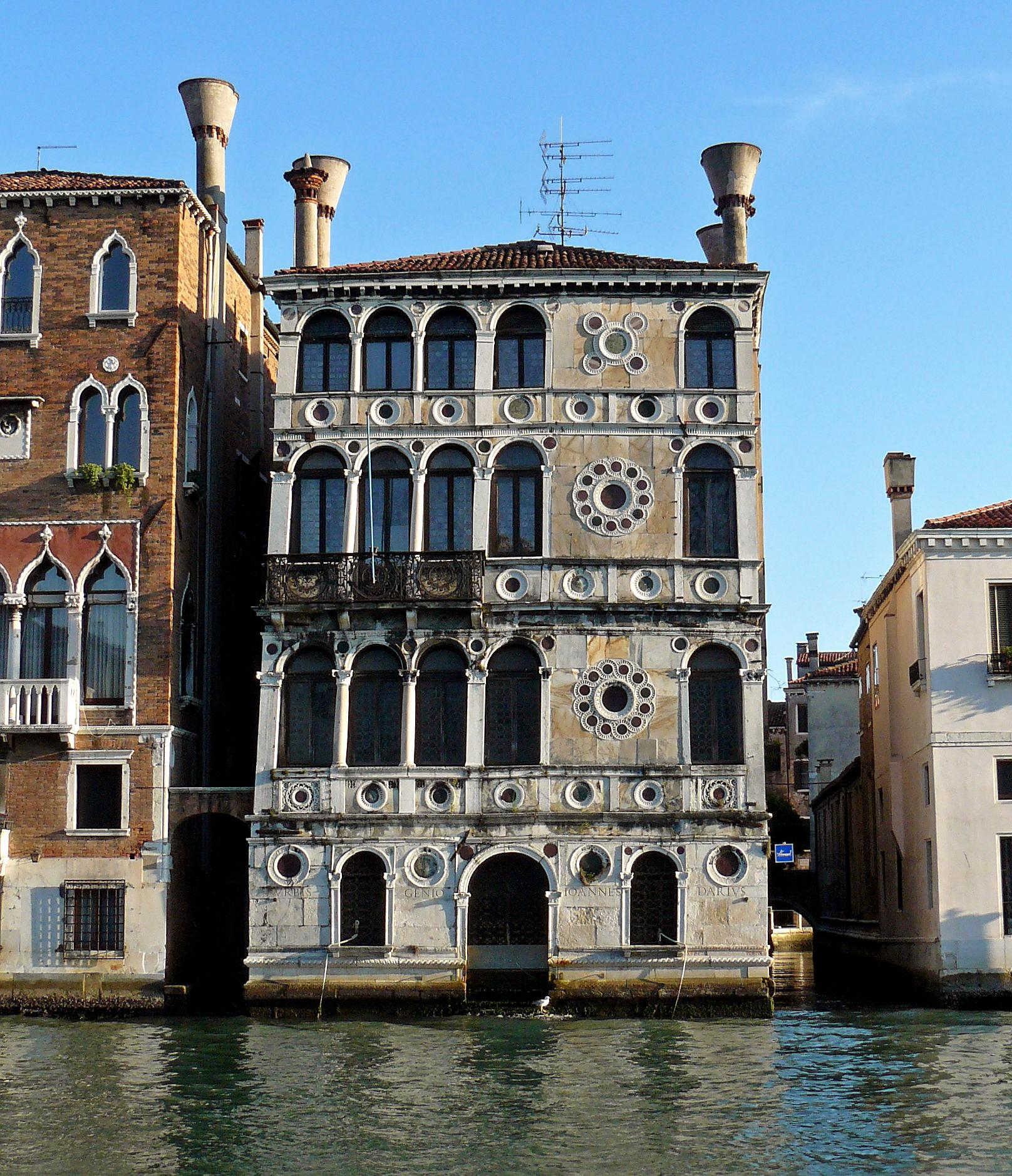
Ca' Dario, década de 1480, con las típicas chimeneas venecianas
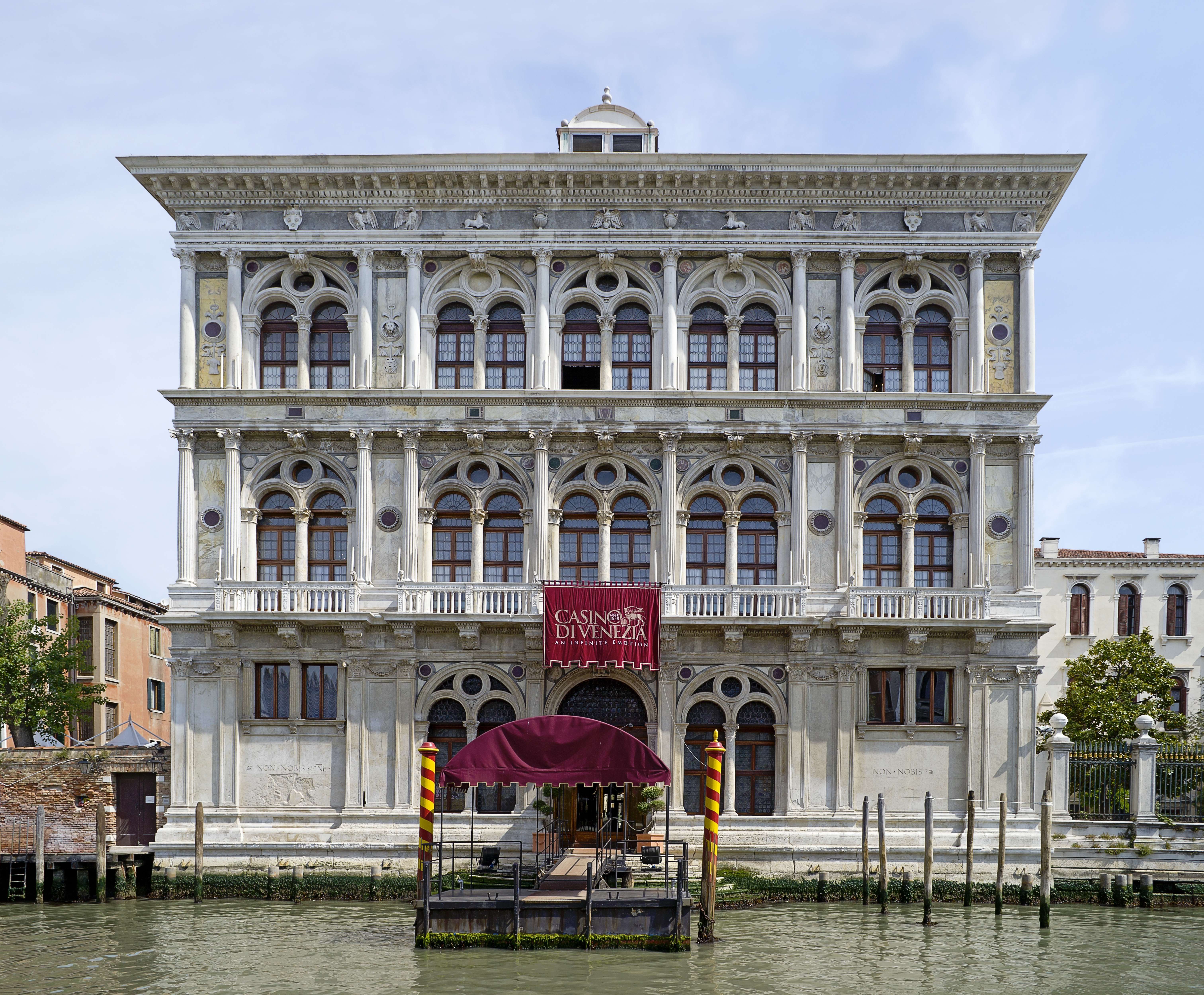
Mauro Codussi, Ca' Vendramin Calergi, desde 1481

## Humanismo
La sociedad patricia veneciana se vuelve al humanismo hacia mediados del siglo XV, corriente que se había impuesto en Padua desde 1405 a través de su universidad. Aparecen centros intelectuales activos, como el del monasterio de camaldulense de San Michele di Murano, que tenía una rica biblioteca. En 1408, se abre la Escuela de Rialto, escuela de lógica y de filosofía, primero privada, luego pública a partir de 1441. En 1446, se funda la Escuela de humanidades de San Marcos que enseña derecho, lógica, filosofía y teología, y fue un foco de estudio de los autores italianos. El humanismo veneciano es menos pagano o laico que el humanismo florentino. Se guía ante todo por la cultura helenística y pretendía armonizar con el servicio del Estado, considerando que los estudios clásicos eran los más indicados para formar a políticos y diplomáticos de calidad. Las grandes familias practicantes de la ciudad dan a Venecia sus gobernantes y administradores, así como sus humanistas más eminentes.Venecia seguía siendo una ciudad tolerante, un asilo del pensamiento libre. En 1516, Pomponazzi pudo afirmar que el alma era mortal porque estaba ligada a la materia sin que eso mereciese represalias.
Después de la caída de Constantinopla en 1453, los intelectuales griegos primero huyeron a Venecia, que se benefició entonces de una gran transferencia de conocimientos. Desde 1460, Jorge de Trebisonda y otros profesores eminentes como Marcus Musurus y Janus Lascaris, enseñaron en la Escuela de San Marcos. El cardenal Bessarion es uno de esos «desarraigados» que lucharon por salvar del «naufragio de la barbarie» el legado de la cultura griega. Su rica biblioteca tenía 432 códices griegos y latinos que donó en 1464 a la ciudad de Venecia, esperando que todos pudieran consultarlos. Venecia decidió entonces construir una biblioteca pública. La erección de la Biblioteca Marciana no se finalizará hasta 1537.
Uno de los patricios humanistas más famosos fue Hermolao Barbaro (1453-1493), sobrino del dogo Andrea Vendramin, que reunía en su palacio a quienes estaban animados por la misma curiosidad por la cultura griega. Ocupó varios cargos y fue embajador en Roma. Visitó a Lorenzo el Magnífico en el momento en que Marsilio Ficino traducía a Platón y daba una enseñanza en Padua sobre Aristóteles, del que traduce y comenta los escritos.
El editor Aldo Manucio se rodeó de eruditos, historiadores, geógrafos y cronistas entre los que se encontraba Marin Sanuto, autor de los Diarii,  que forman a su alrededor la Academia Aldine, donde era necesario el conocimiento del griego antiguo para convertirse en miembro. Erasmo la frecuentaba cuando fue a Venecia en 1508.

## Tipografía y edición

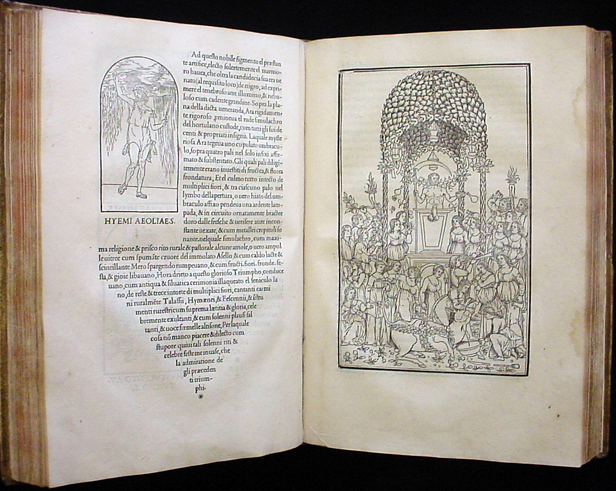
Hypnerotomachia Poliphili de Francesco Colonna, edición de Aldo Manucio (1499)

En 1469, los tipógrafos alemanes Jean y Wendelin de Spire crearon la primera imprenta en Venecia. En 1471 se concedió un privilegio exclusivo de cinco años al último de ellos, pero murió un año después. Otros talleres, incluido el del francés Nicolas Jenson, se crearon de inmediato. Banqueros y fabricantes, como los Agostini y los Priuli, invirtieron en impresión. La actividad fue tan exitosa que hacia el final del siglo XV, había ya casi doscientos impresores activos, garantizando a la ciudad una hegemonía técnica, cultural y artística. El libro respondía a las preocupaciones concretas de los venecianos porque era uno de los objetos de comercio más interesantes. Los problemas de monopolio y de plagio aparecen a partir de 1490, lo que empuja a la edición veneciana a organizarse en la poderosa corporación Arte della stampa, cuando entran en vigor las primeras medidas tomadas para proteger los derechos de autor. Las ediciones económicas doblaban la publicación de los textos grandes, que alcanzaron grandes tiradas.
A partir de 1490, Aldo Manucio publicó ediciones de alta calidad de obras clásicas y contemporáneas. Originario de Roma, consiguió el apoyo de empresarios, académicos y cartas para la constitución de textos. Fue un profesor que hablaba griego con fluidez y un humanista que veía su actividad como un apostolado. La novela alegórica de Hypnerotomachia Poliphili de Francesco Colonna, publicada por Manucio en 1499, constituye una obra maestra del arte tipográfico de la época: los personajes del texto están armoniosamente ligados a las ilustraciones xilográficas y a los motivos ornamentales de una delicada inspiración clásica. Manuciopublicó textos sagrados, obras latinas e italianas, y fue el primero en publicar obras griegas en su lengua nativa, gracias a los manuscritos del cardenal Bessarion.
La cultura griega pudo sobrevivir después de la caída del Imperio bizantino principalmente gracias a Venecia, que continuó siendo el principal centro de impresión de libros griegos hasta 1829.
Los editores de la Venecia renacentista daban una versión figurada de lo que la antigüedad tenía de más amable en una forma ligera, directa y accesible. Los libros ilustrados cuentan la Fábula o la Historia Antigua de una manera agradable y popular en la que los artistas suelen encontrar su inspiración, denigrando los tratados eruditos.
La música fue impresa ya en 1501 con notable perfección tipográfica por el editor Ottaviano Petrucci, que ostentaba el privilegio exclusivo de este tipo de edición.